# Hadrianswall

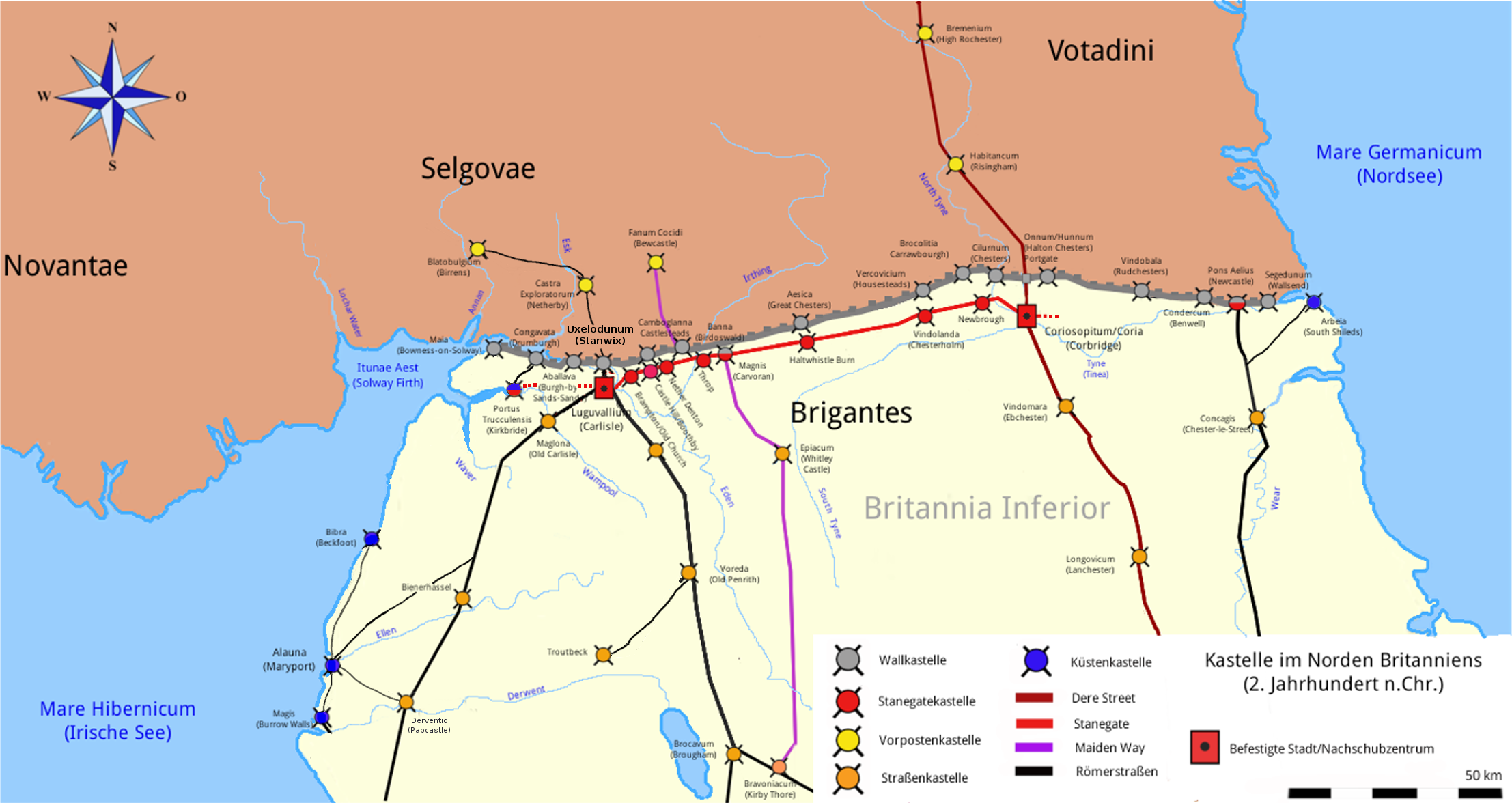
Lageskizze Verlauf von Stanegate und des Hadrianswalls mit Standorten ihrer Kastelle

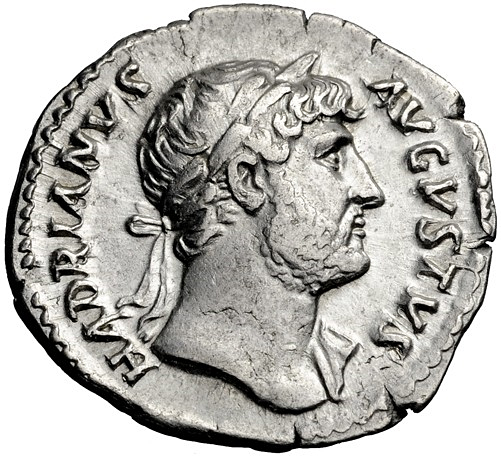
Münzporträt des Hadrian

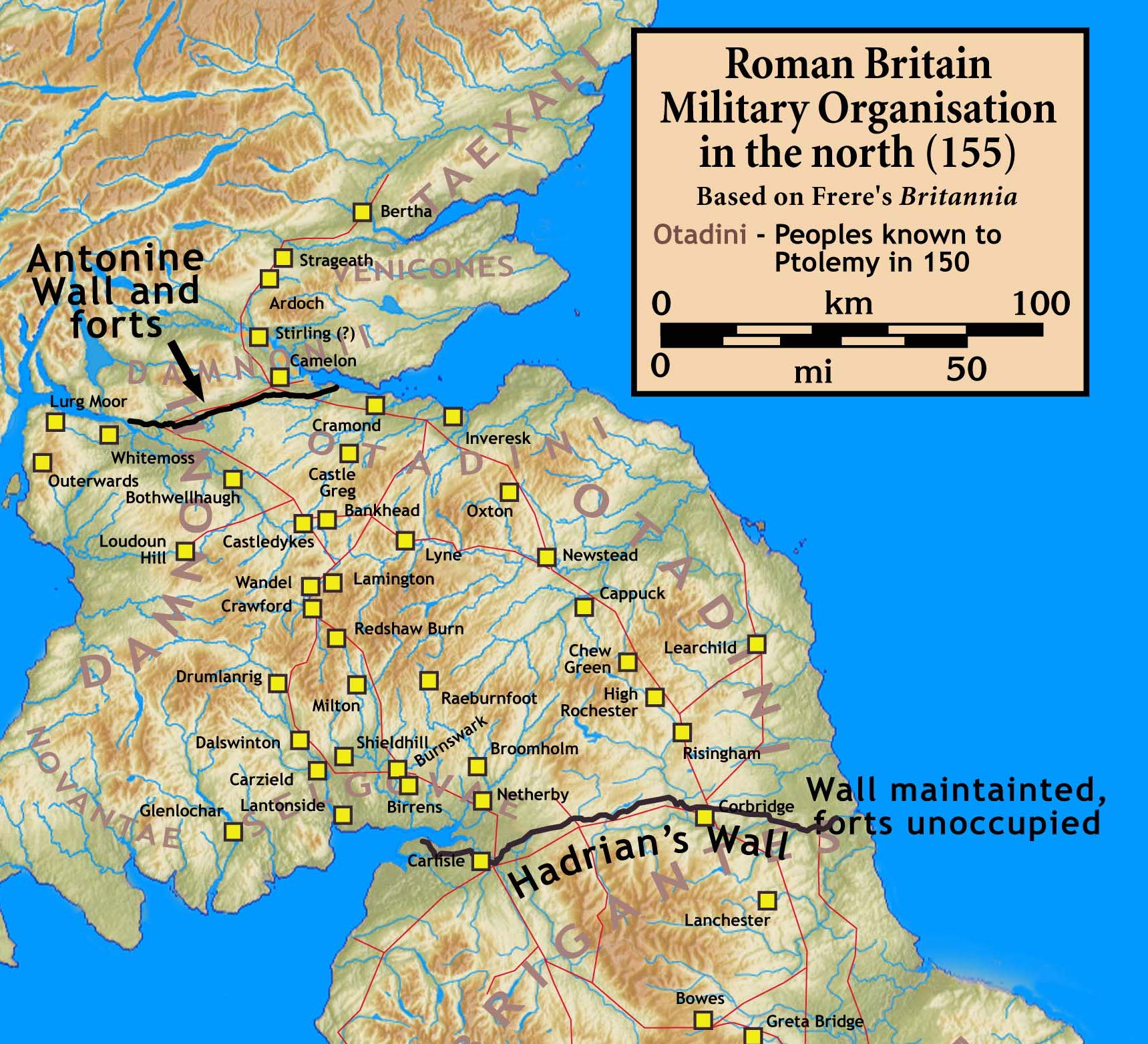
Wallanlagen und Kastelle in Nordbritannien (155 n. Chr.). Zu diesem Zeitpunkt waren die Kastelle am Hadrianswall weitgehend unbemannt

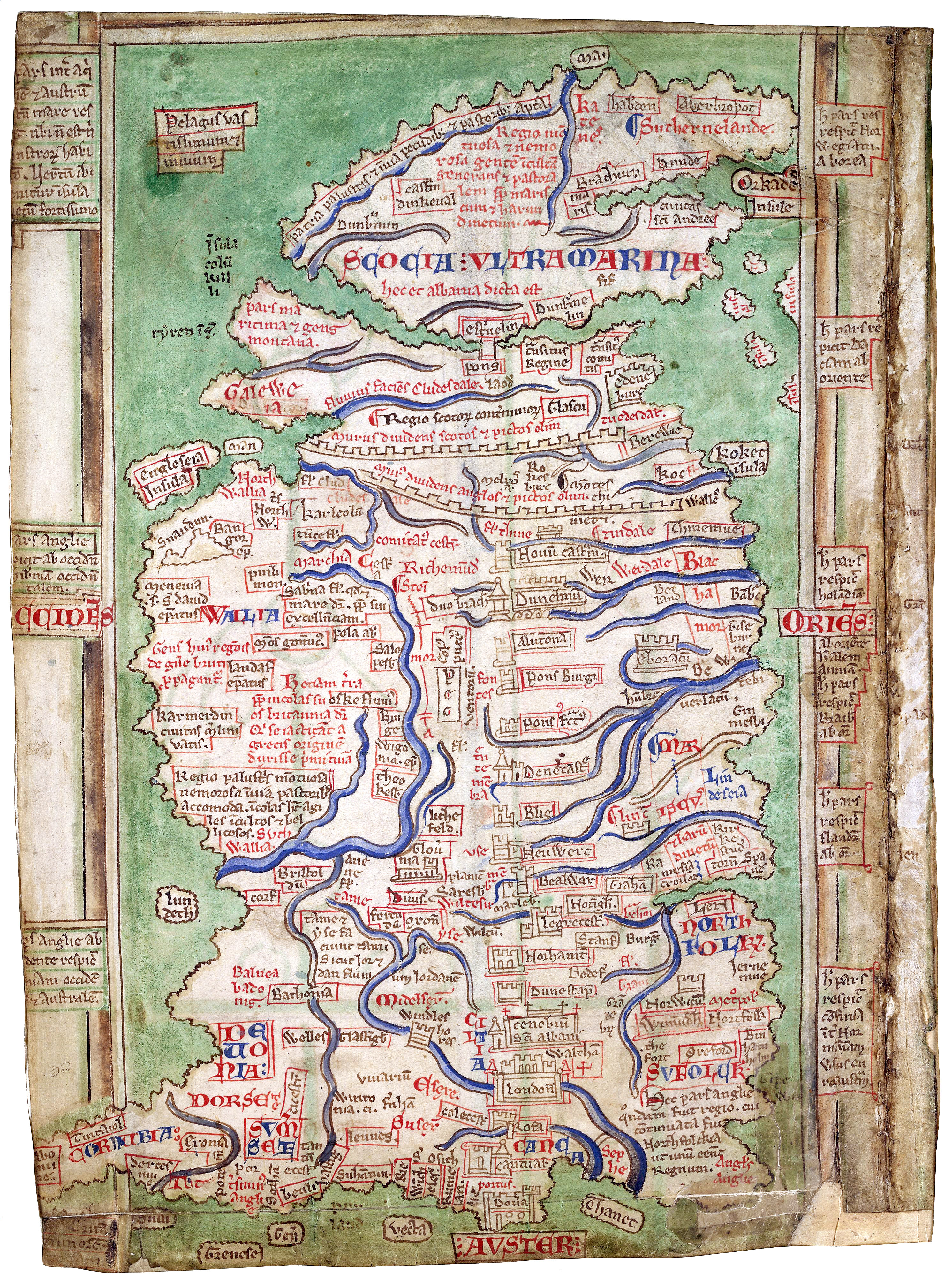
Britannienkarte des Matthew Paris (um 1250), sie zeigt den Hadrianswall als auch den Antoninuswall,
British Library, London

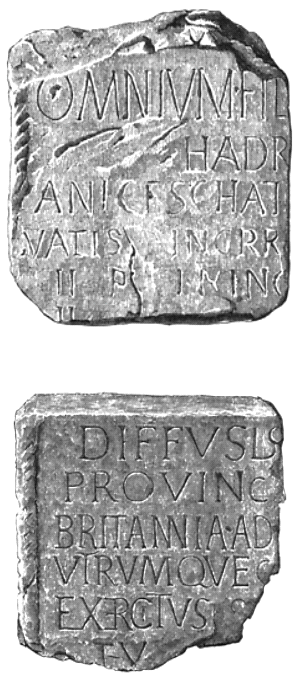
Weihinschriften aus Jarrow, sie stammen möglicherweise von einer Widmungsinschrift oder einem Siegesdenkmal, das am östlichen Ende der Mauer stand

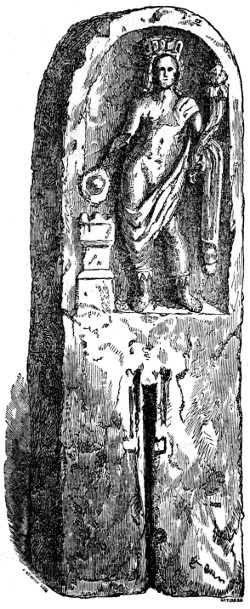
Relief aus Netherby (Castra Exploratorum), vermutlich den Genius des Walls darstellend
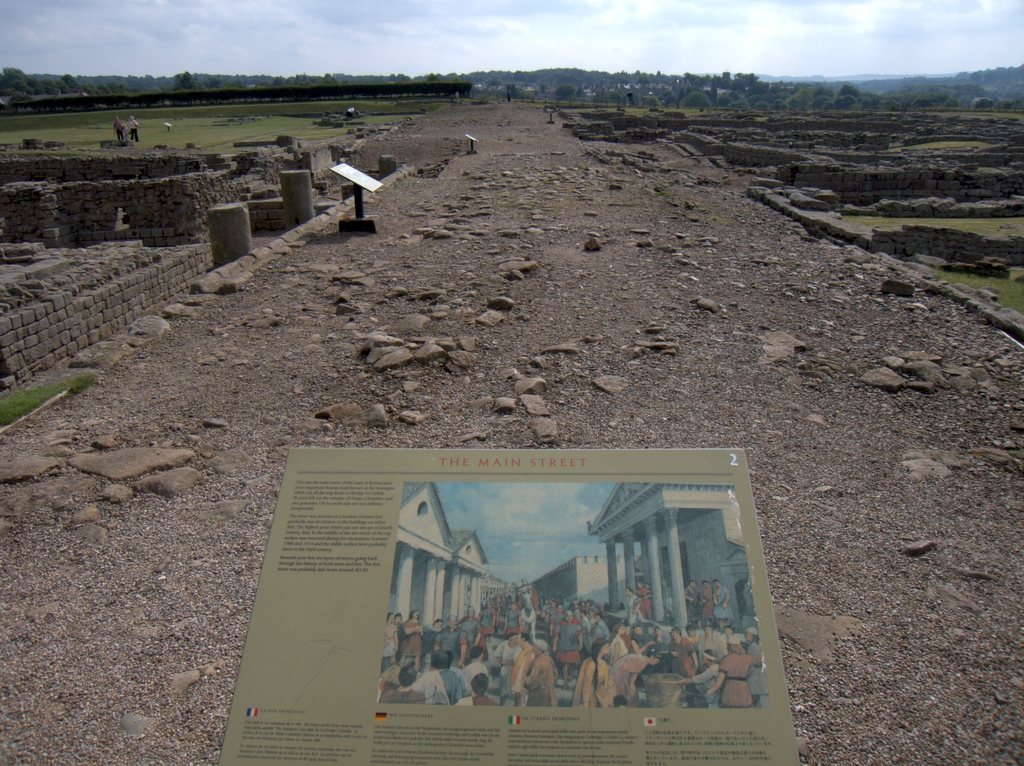
Die Ruinen der befestigten Stadt Coriosopitum an der Kreuzung des Stanegate mit der Dere-Straße; diese Stadt war ein wichtiger Versorgungsstützpunkt für den Hadrians- und Antoninuswall
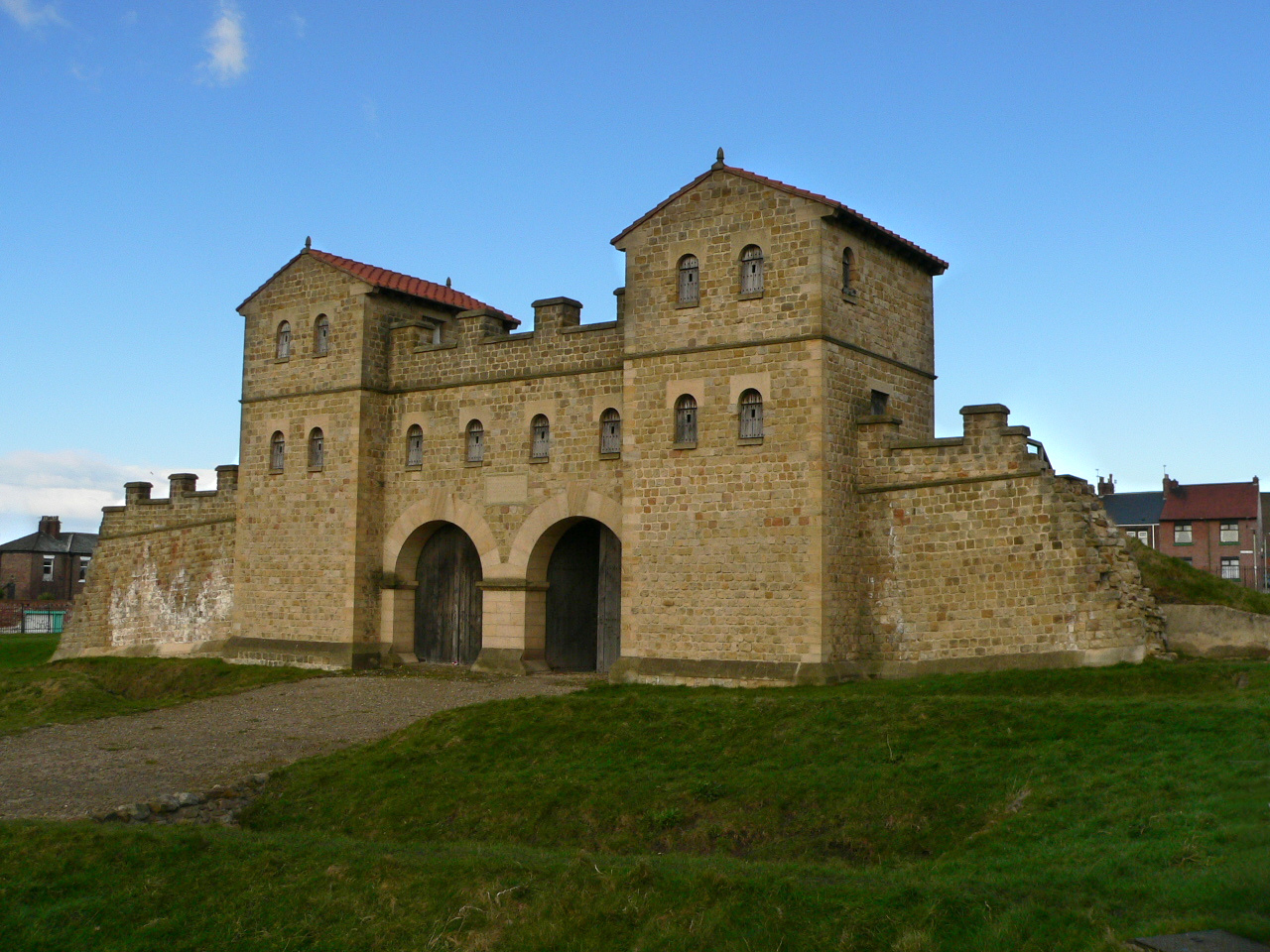
Rekonstruktion des Westtores von Kastell Arbeia (South Shields)
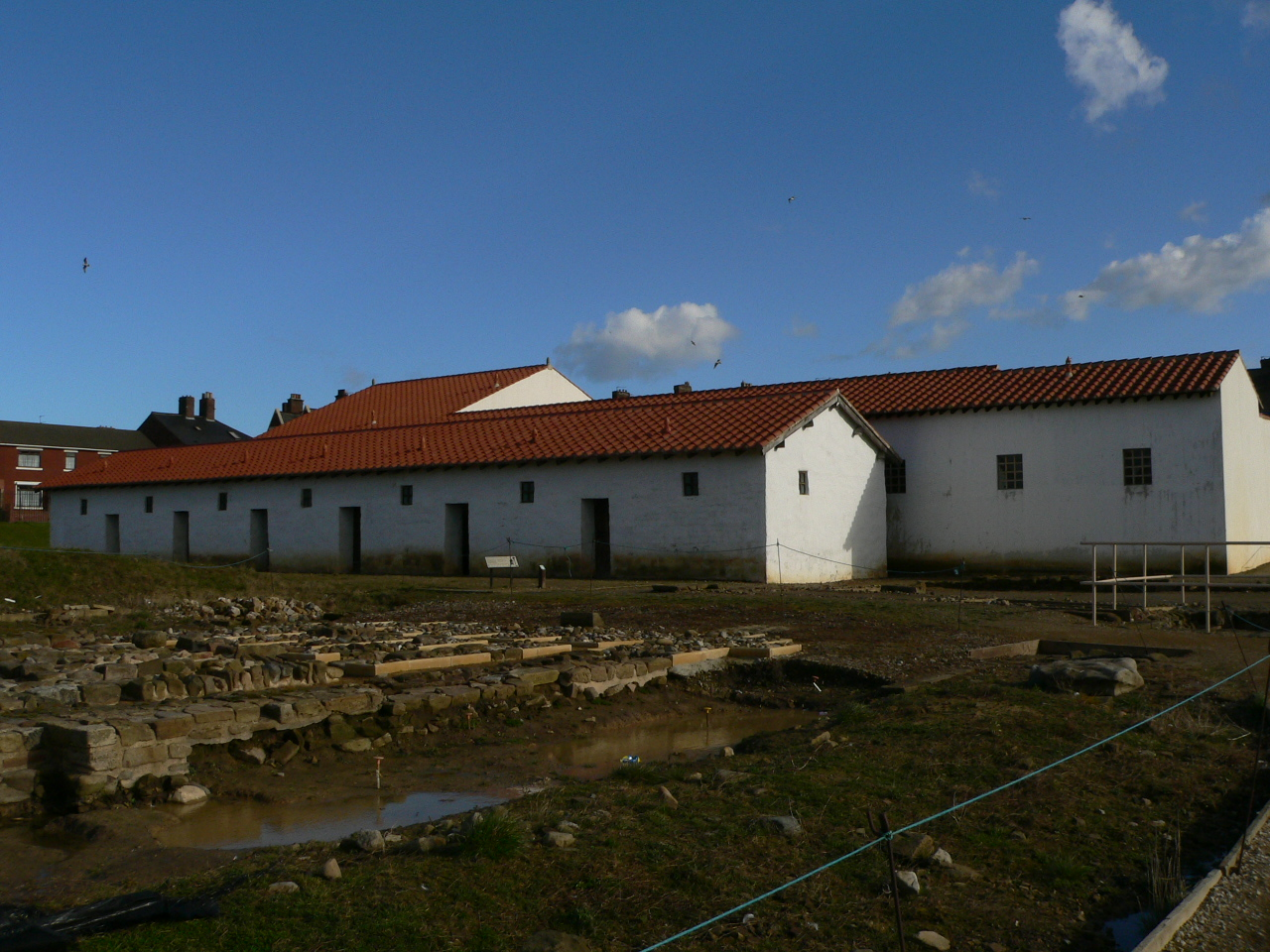
Rekonstruierte Kaserne und Kommandantenhaus in South Shields
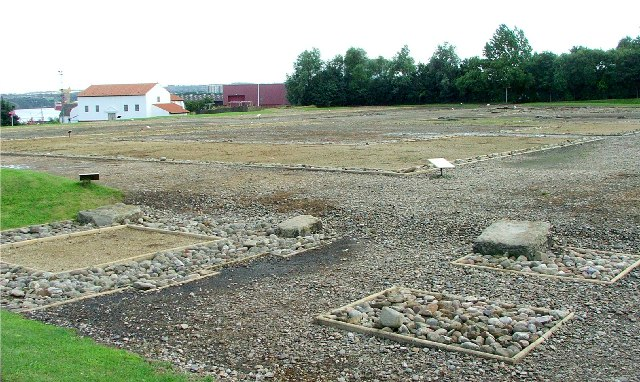
Abschnitt 0: Ausgrabungen im Kastell Segedunum (Wallsend)
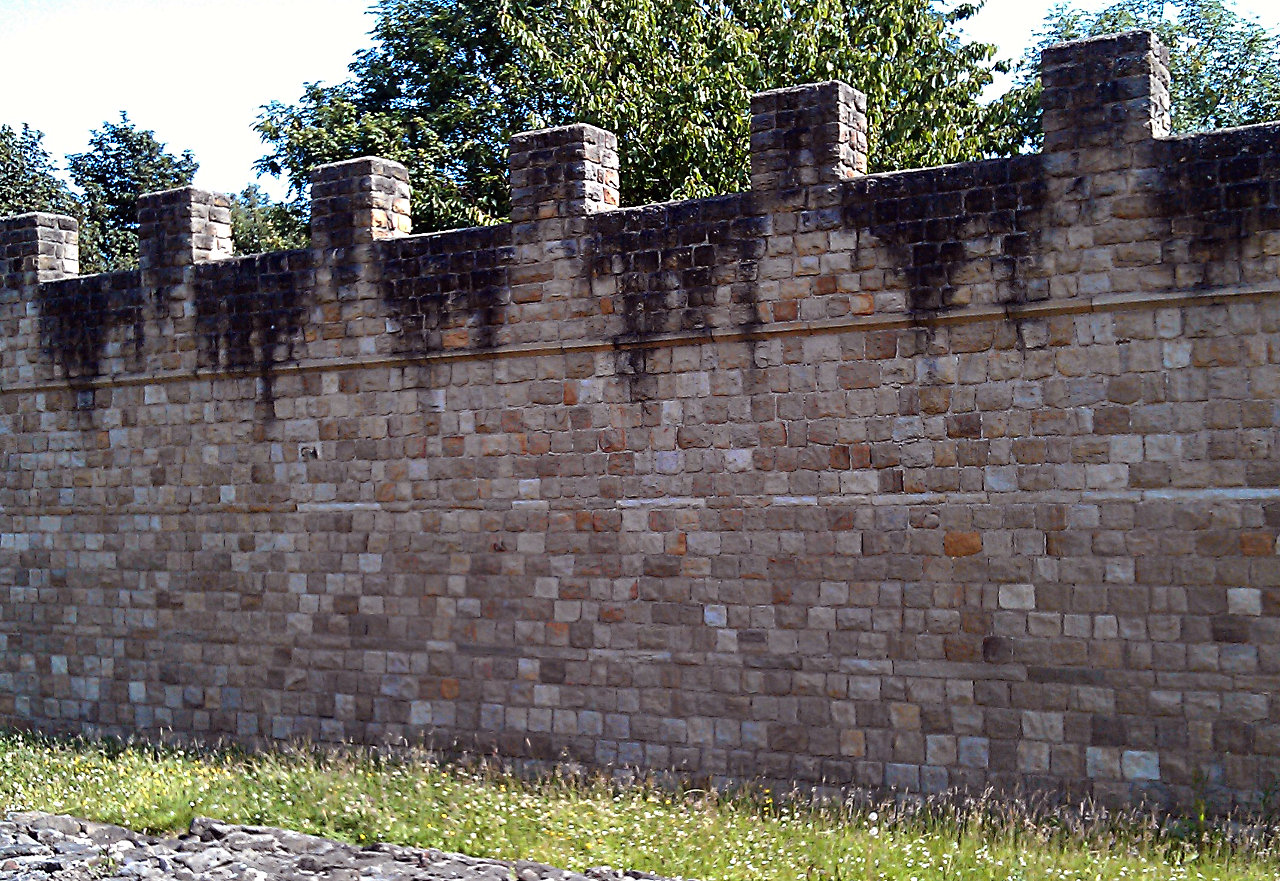
Abschnitt 0: Rekonstruktion der Mauer in Wallsend, Blick aus SO
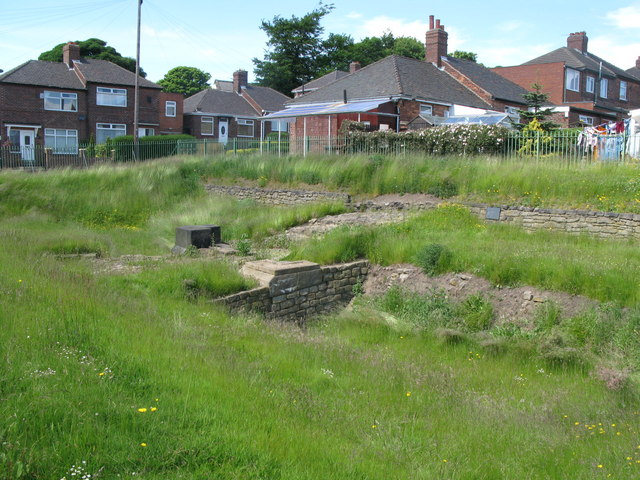
Abschnitt 6: Die Reste des Grabenübergangs beim Wallkastell Benwell
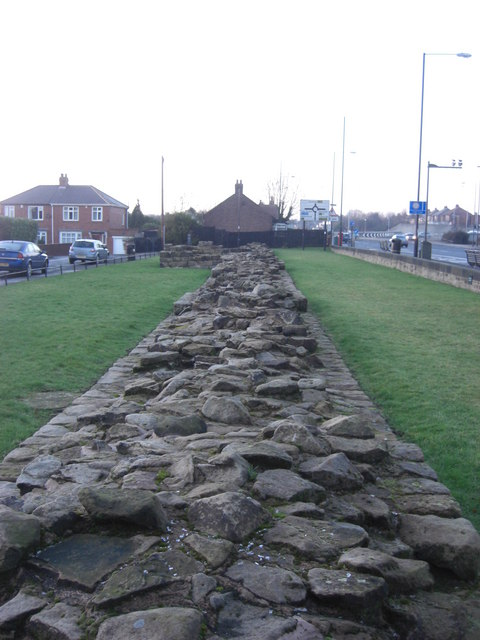
Abschnitt 7: Reste des Walls bei Denton Hall
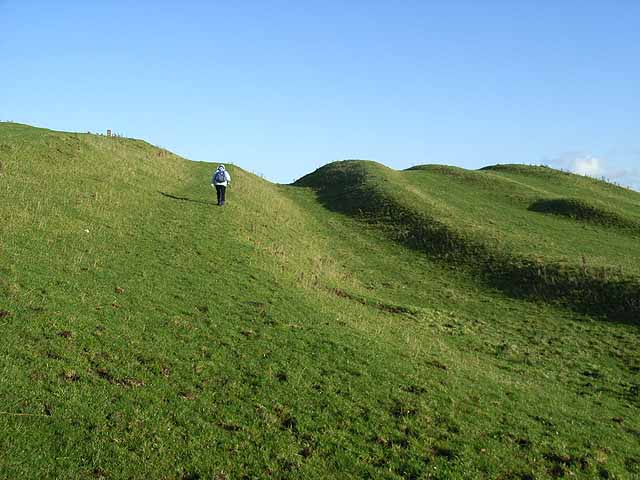
Abschnitt 21: Abschnitt des Südgrabens bei Downhill
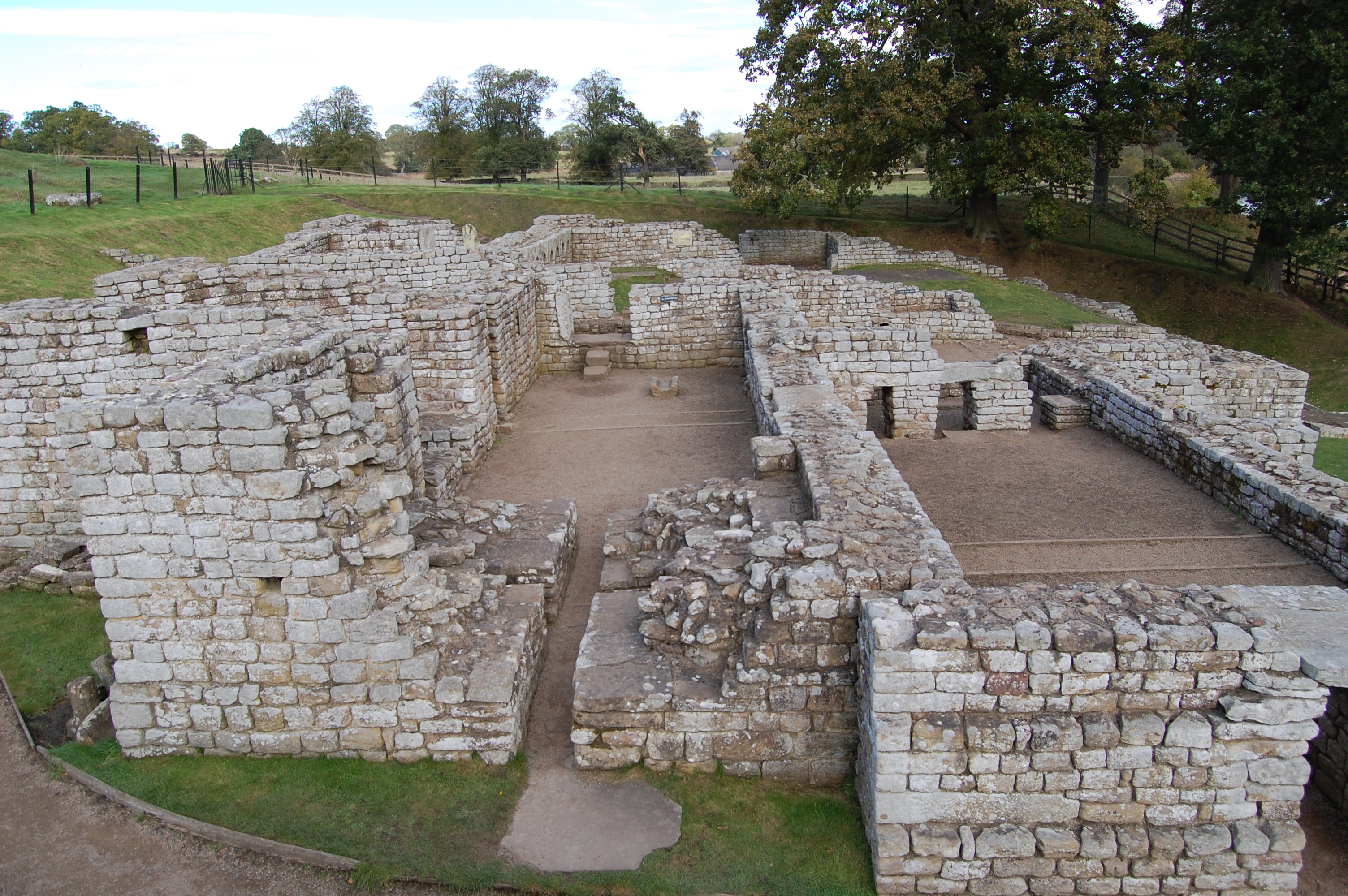
Abschnitt 27: Lagertherme von Chesters
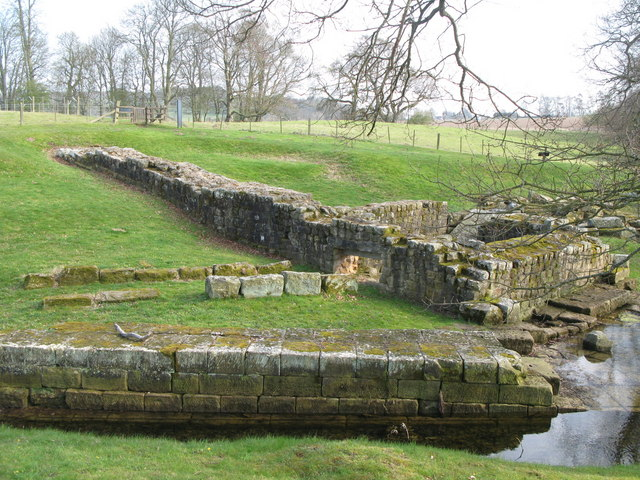
Abschnitt 27: Überreste des östlichen Widerlagers der Wallbrücke bei Chesters
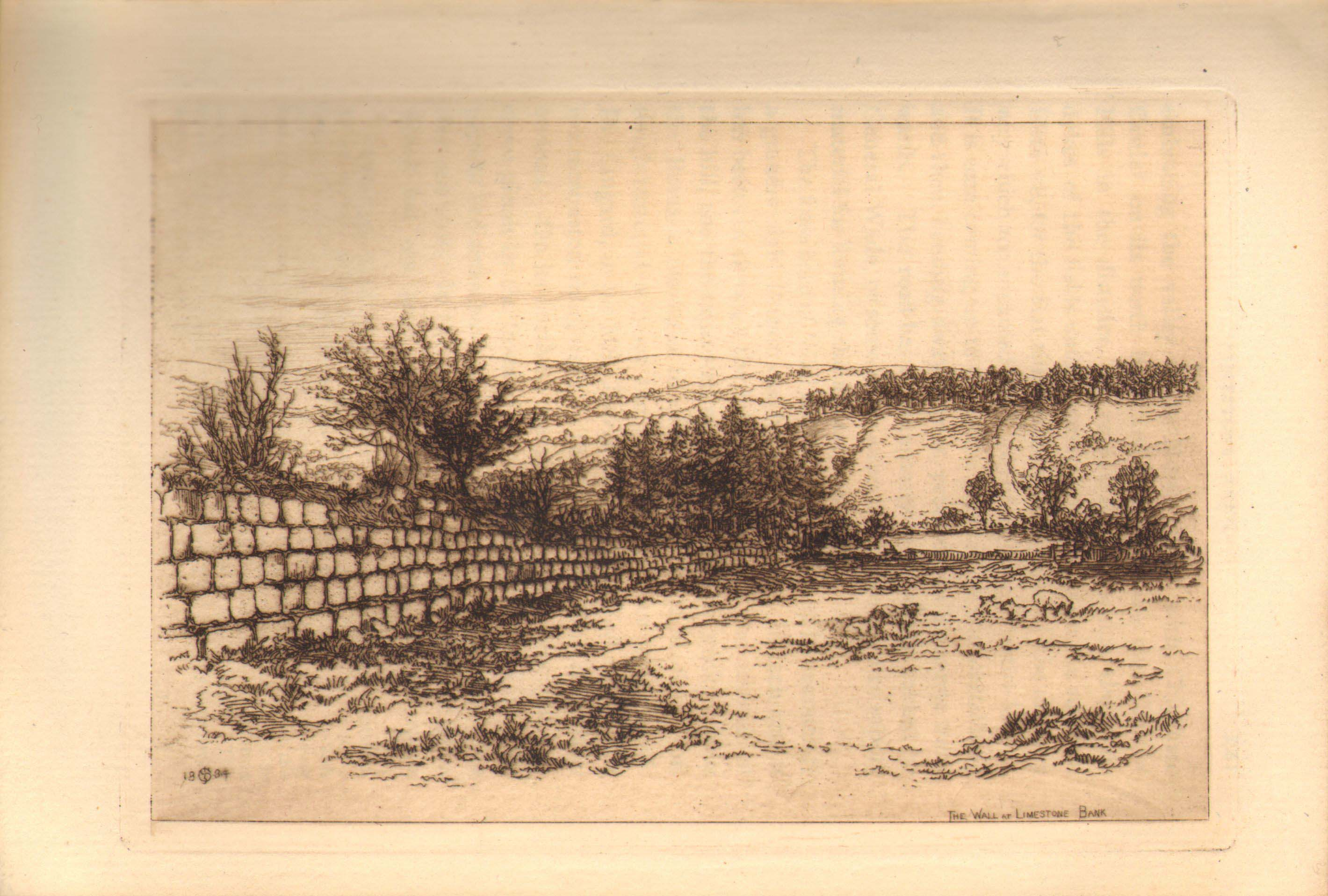
Abschnitt 30: Zeichnung des Walls bei Teppermoor Hill (1885)
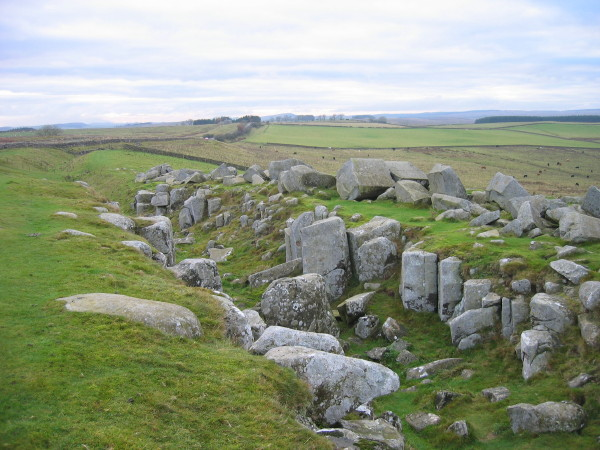
Abschnitt 30: Unvollendeter Grabenabschnitt am Limestone Corner
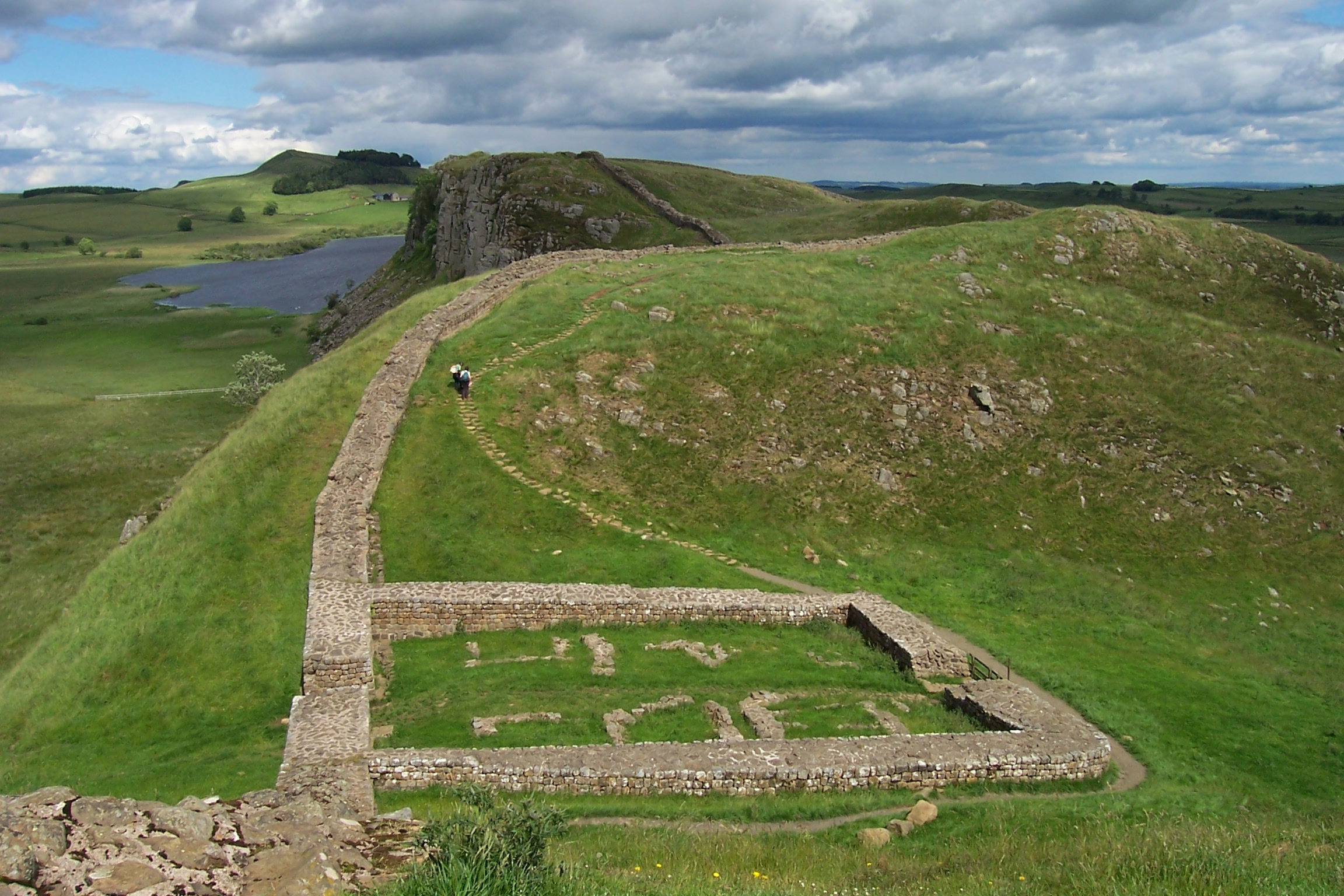
Abschnitt 34: Die Ruine des Meilenkastelles 34 (Castle Nick) im Mittelteil des Walles
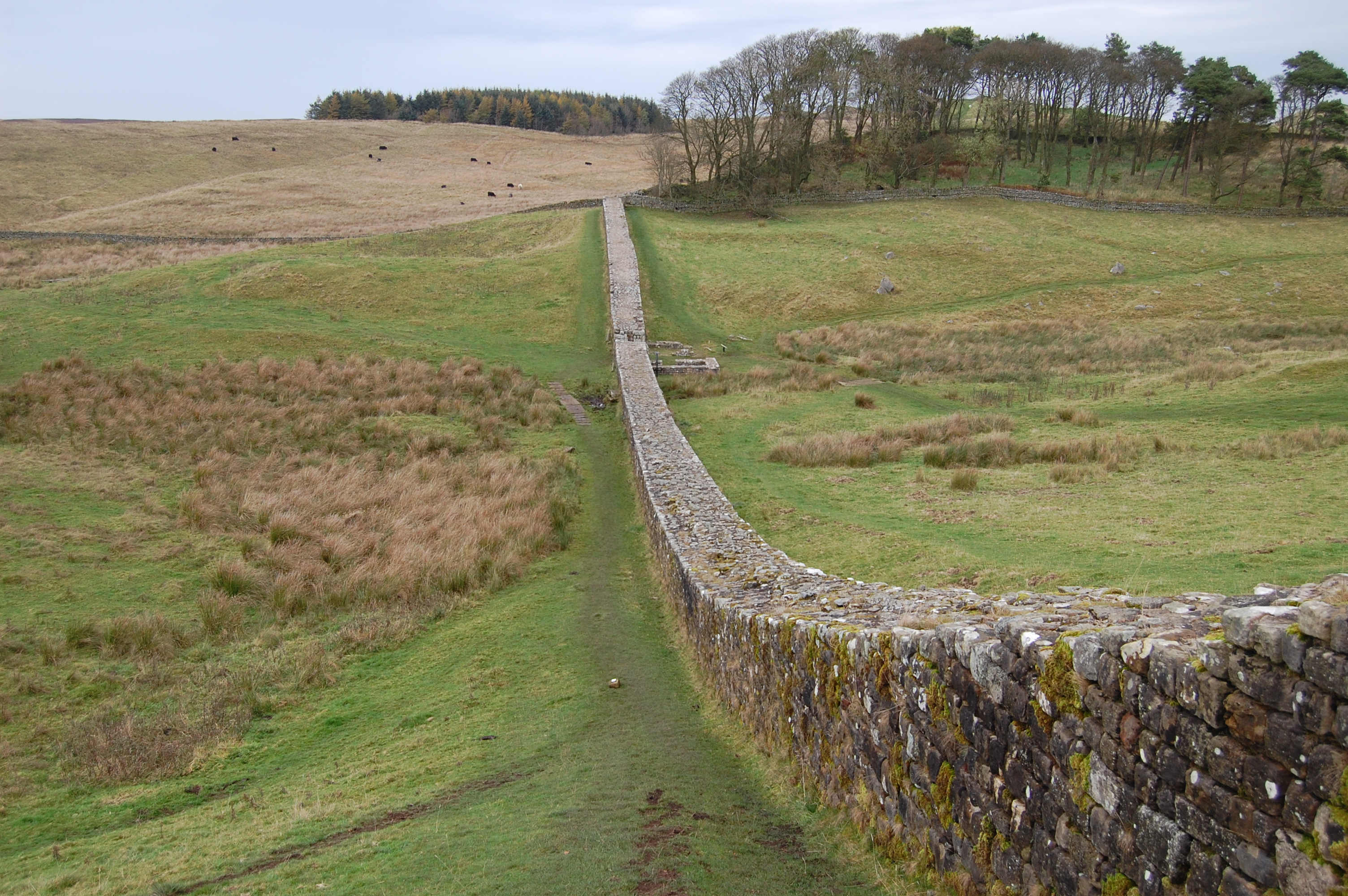
Abschnitt 36: Teil des von John Clayton (1792–1890) restaurierten Wallabschnitts beim Kastell Housesteads
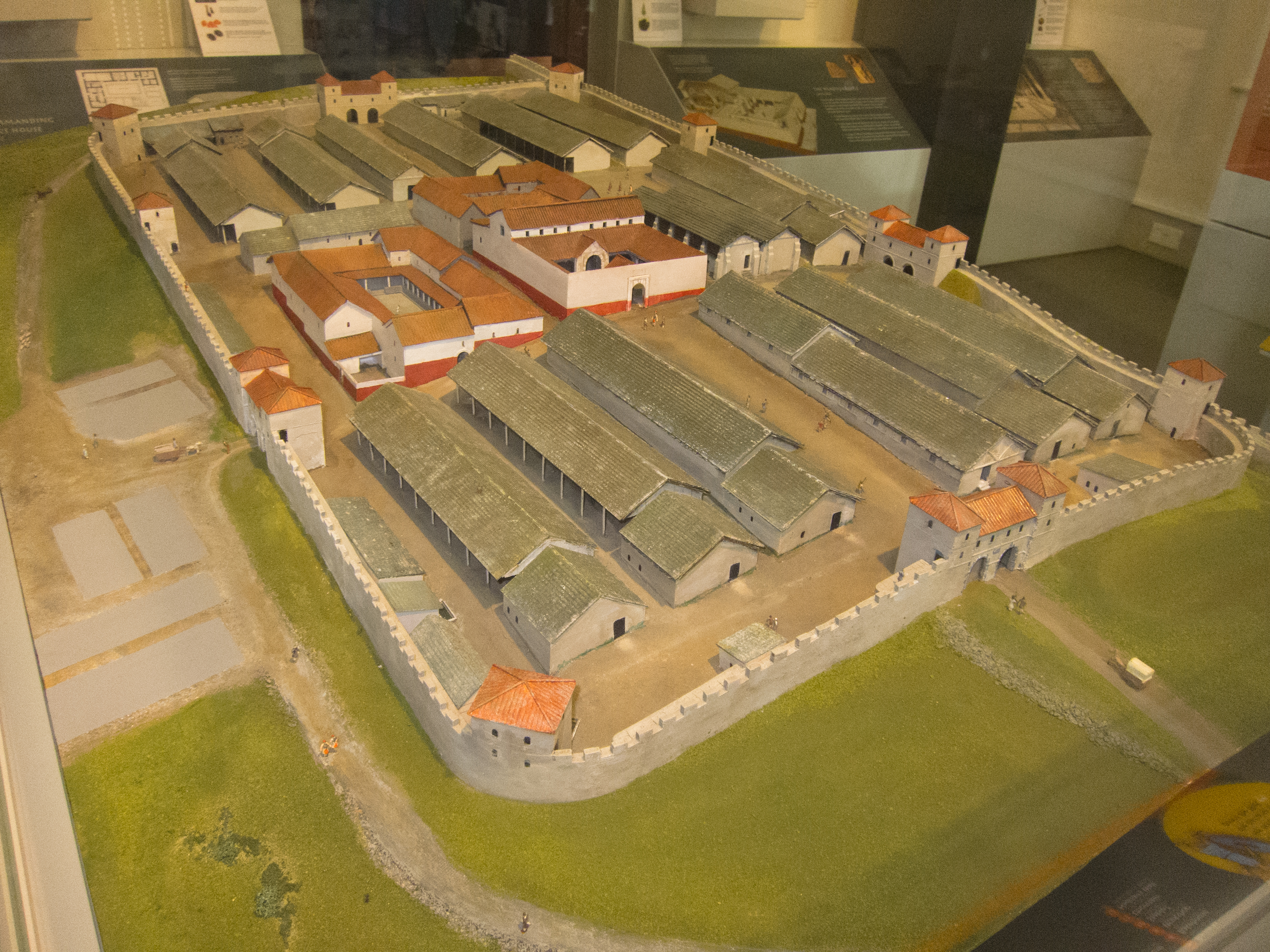
Diorama des Kastells Housesteads, Zustand im 2. Jahrhundert n. Chr.
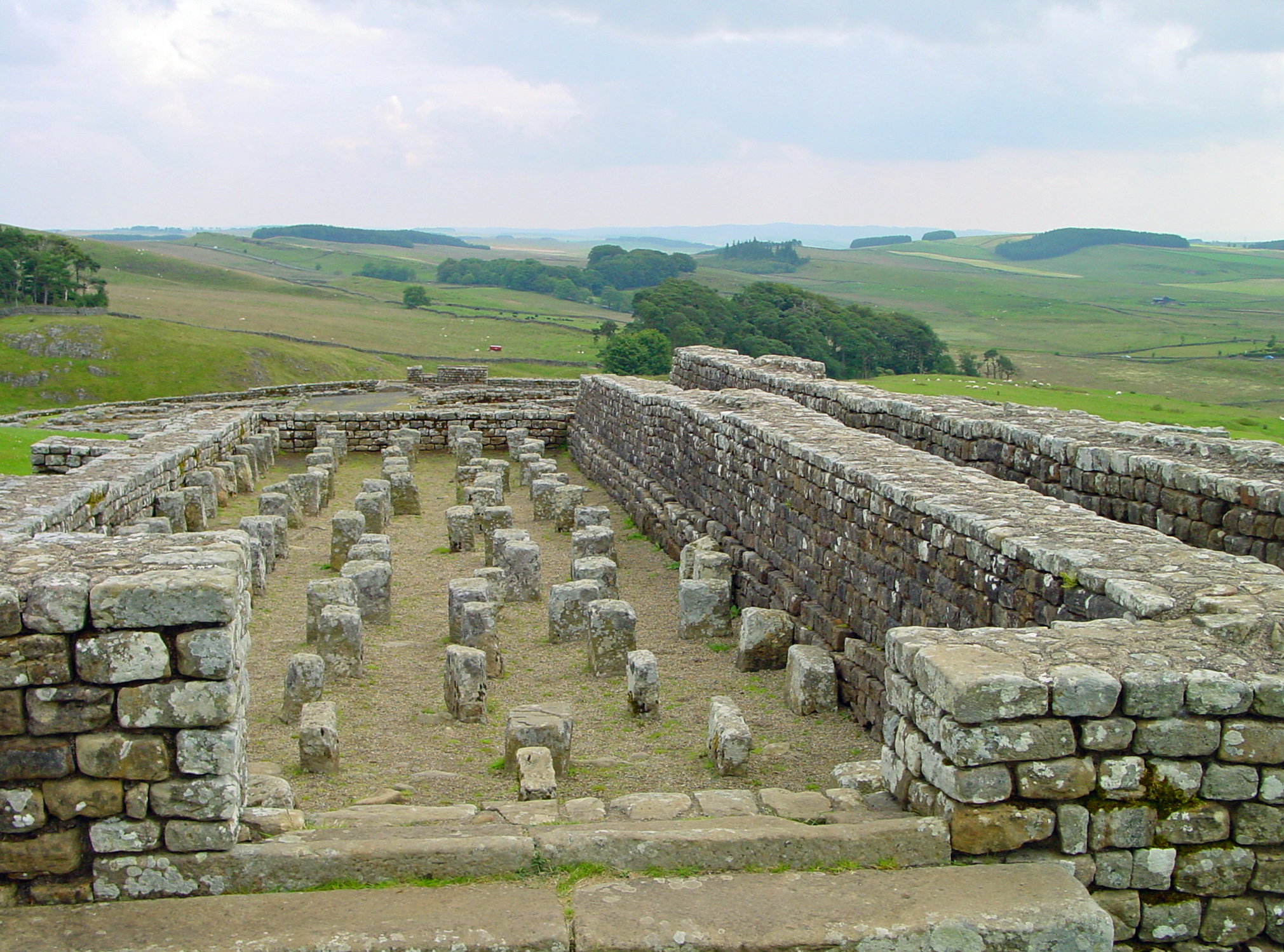
Abschnitt 36: Getreidespeicher im Kastell Housesteads
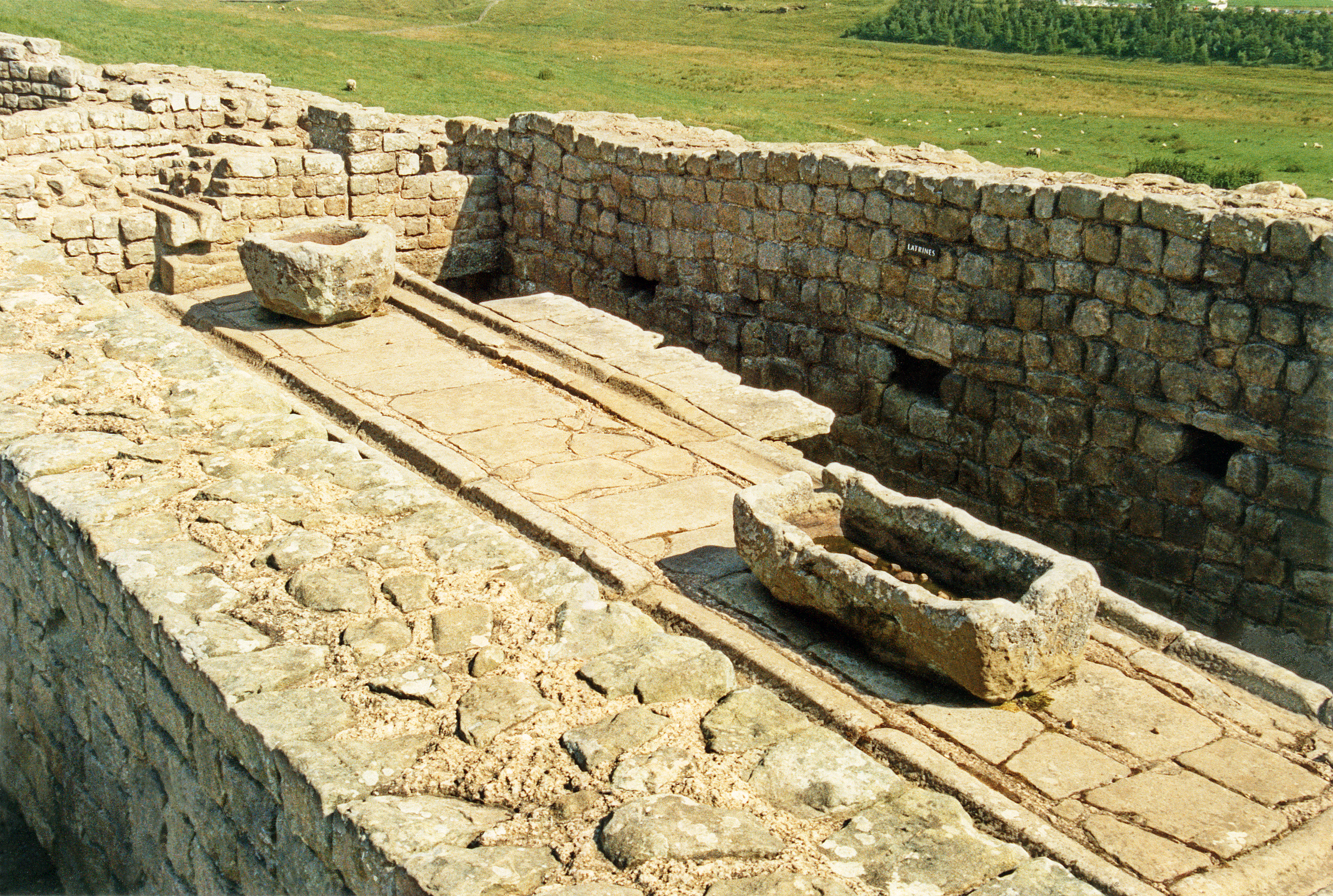
Abschnitt 36: Mannschaftstoilette am südöstlichen Eckturm von Housesteads

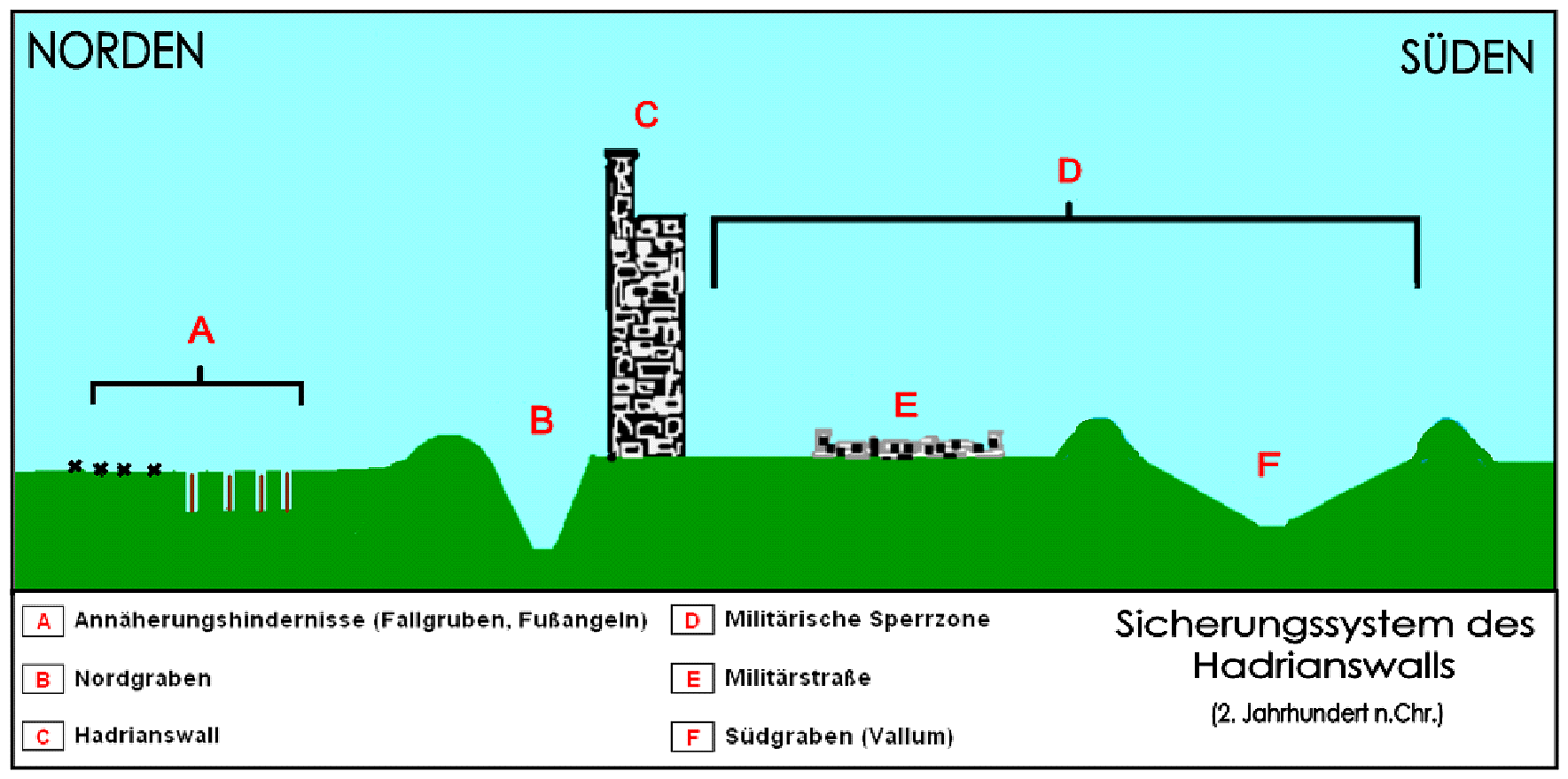
Schnitt durch die Sperranlagen des Hadrianswalles

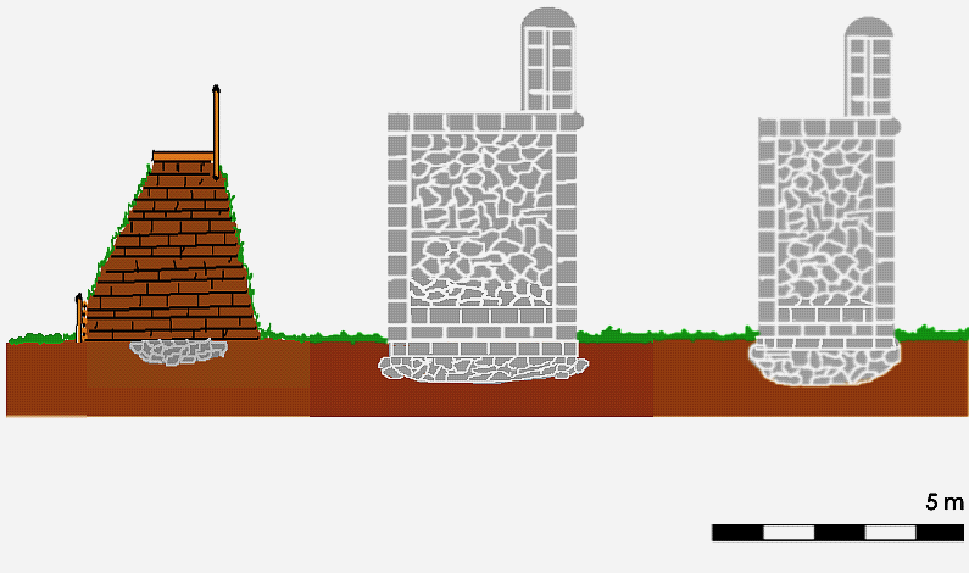
Konstruktionsmerkmale des Walls

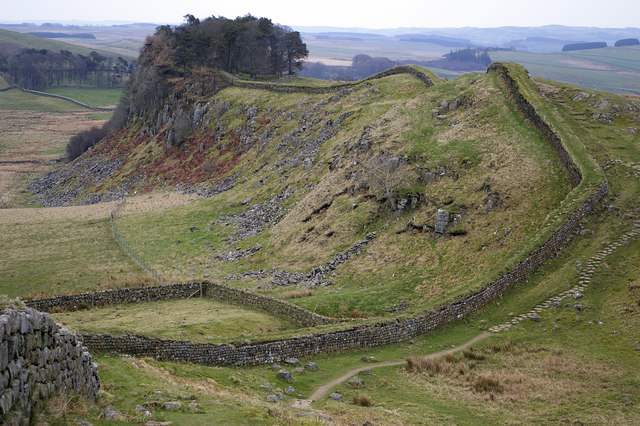
Abschnitt 36/37: Der Wall westlich von Housesteads
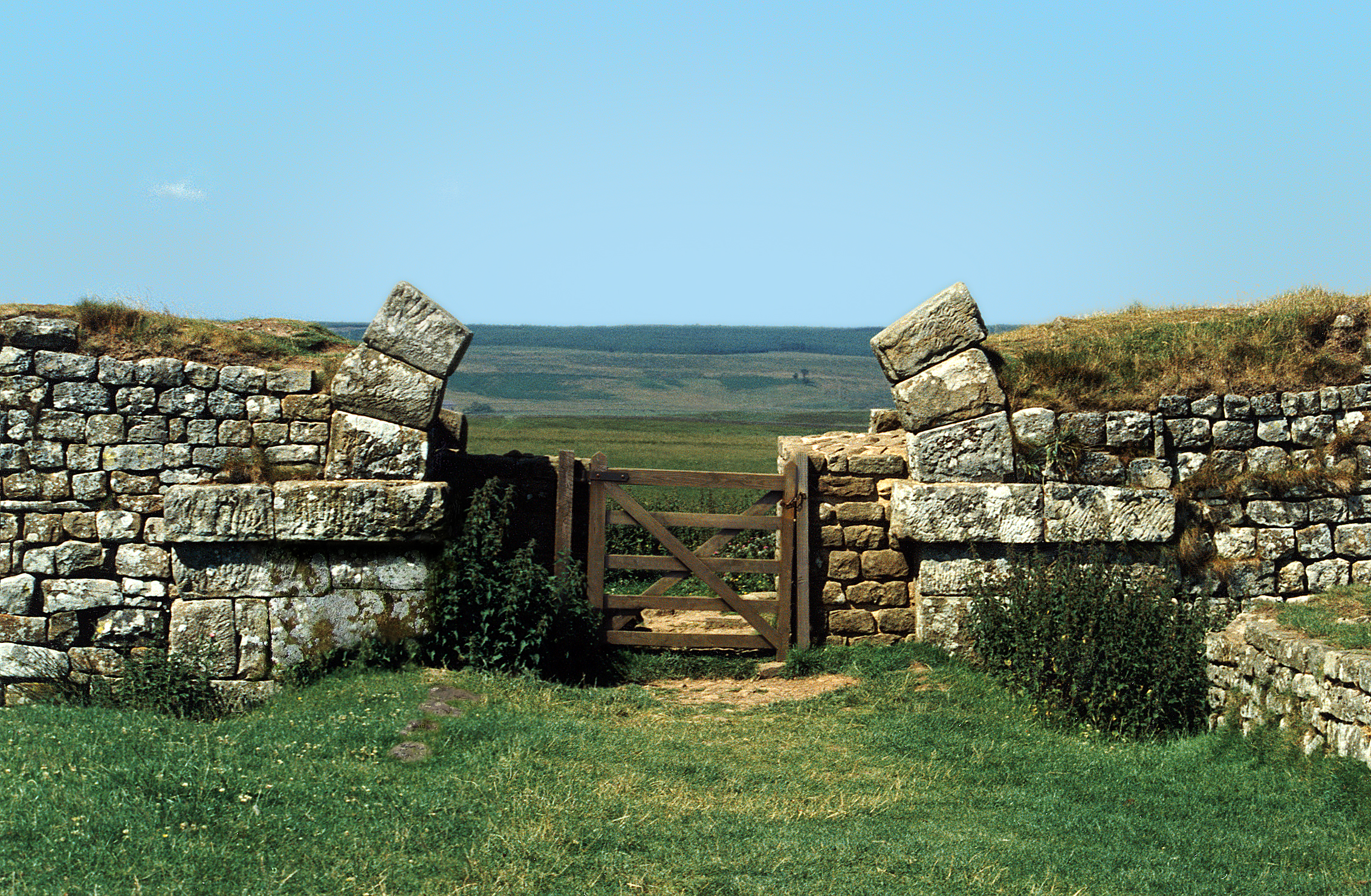
Abschnitt 37: Meilenkastell 37, Blick zum Nordtor
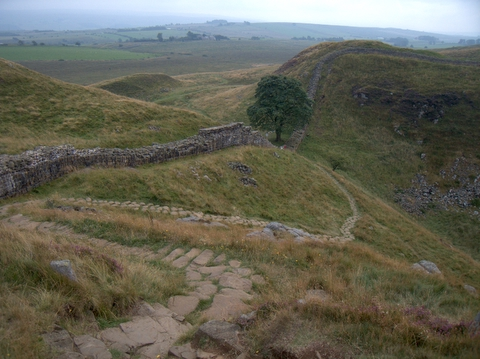
Abschnitt 38: Taleinschnitt Sycamore Gap westlich des Meilenkastelles 38
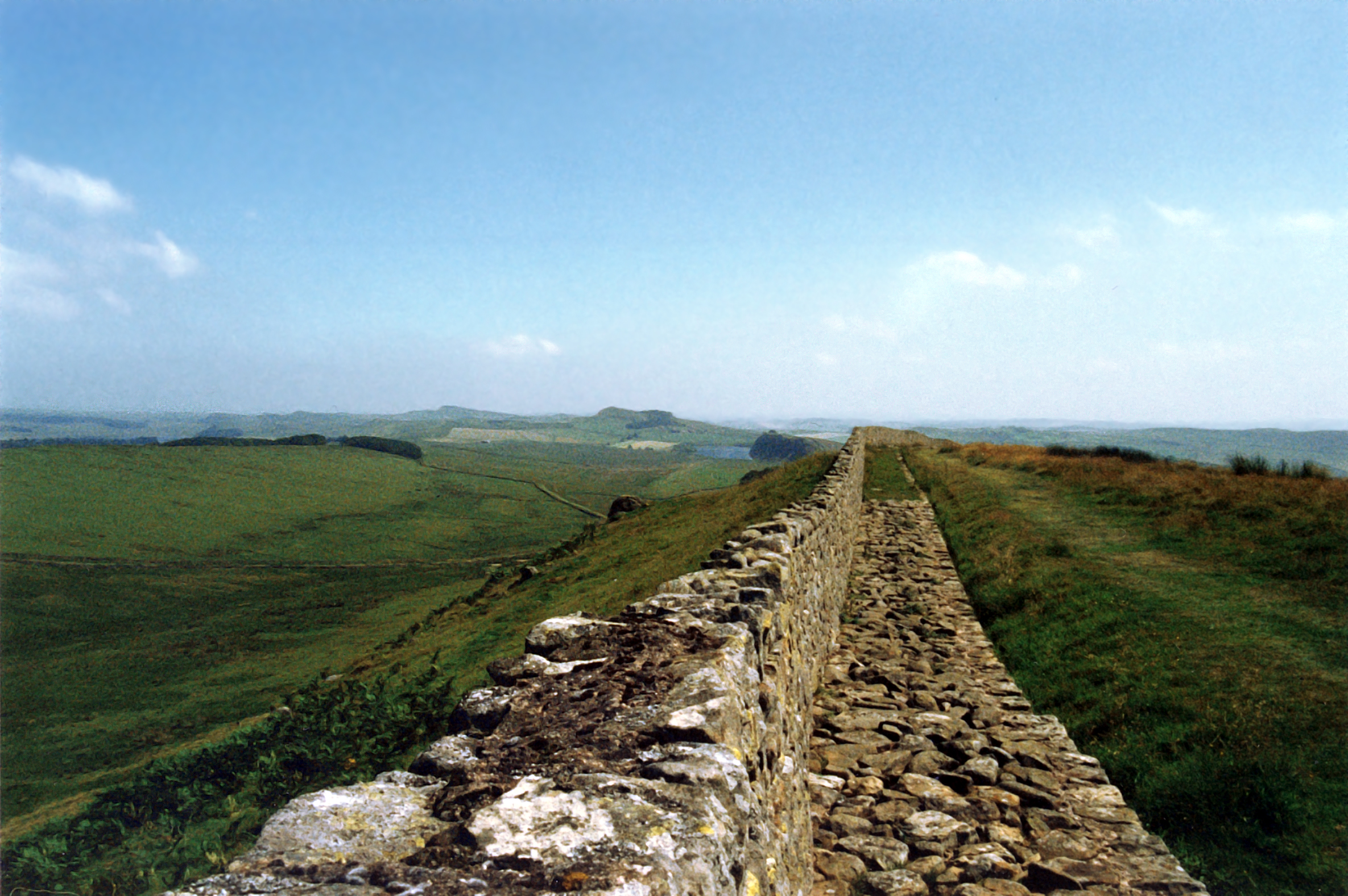
Abschnitt 39: Südlich der Turmstelle 39B (Windshields Crag) ist die ursprüngliche Breite der Mauer erkennbar

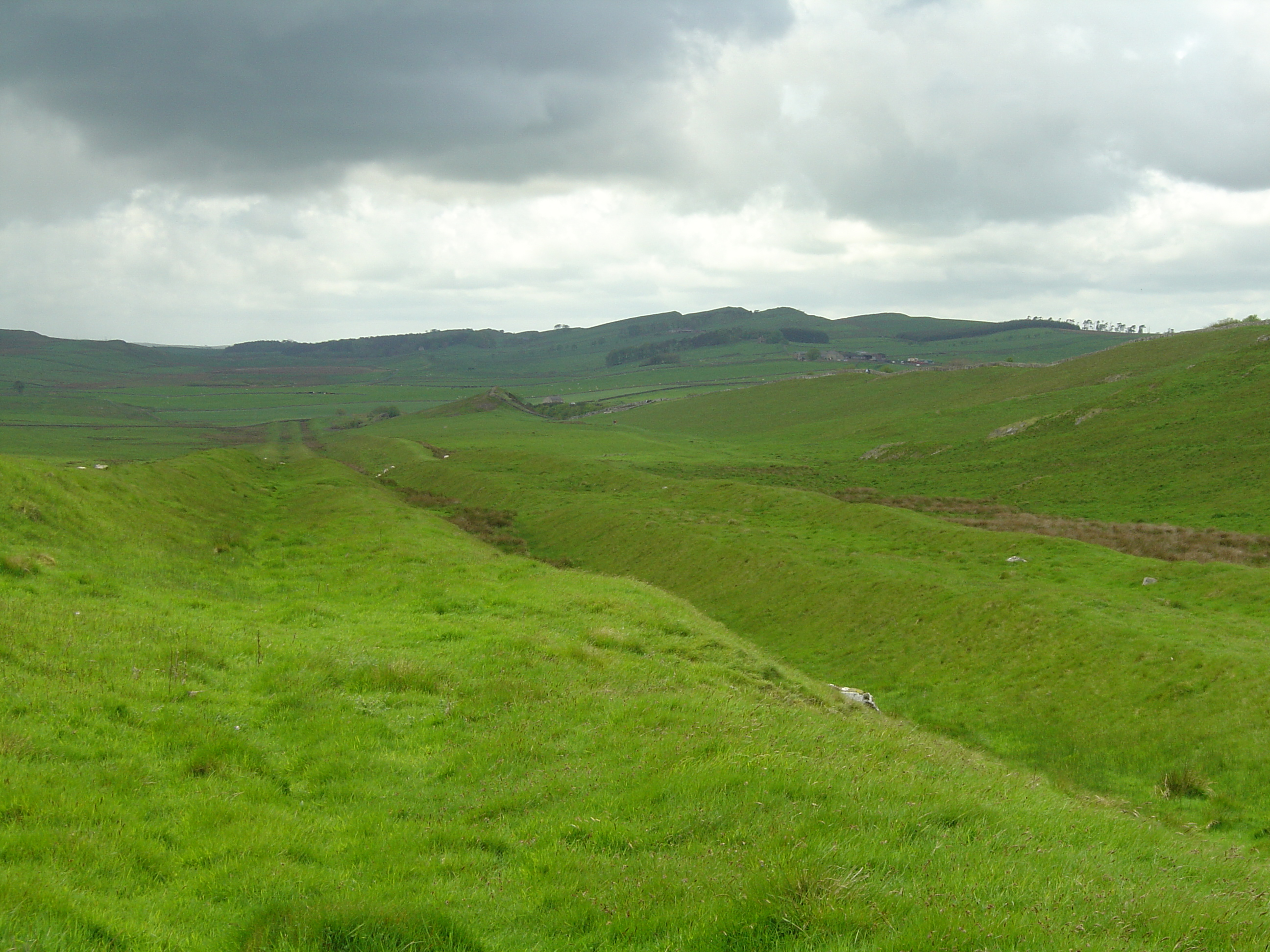
Abschnitt 42: Der südliche Graben nahe dem Meilenkastell 42 Cawfields Drag, Ansicht von Westen
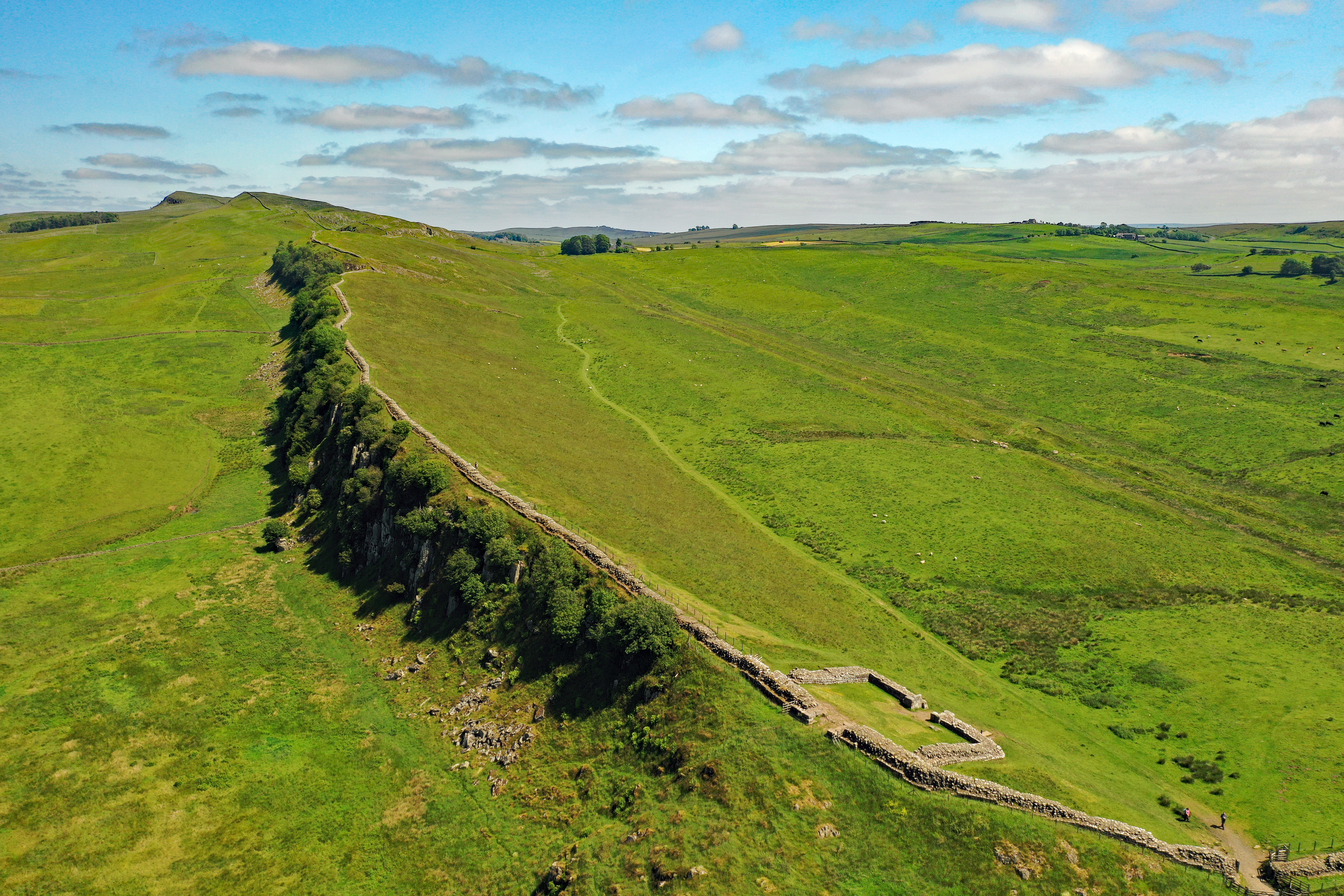
Meilenkastell 42 und Verlauf nach Osten
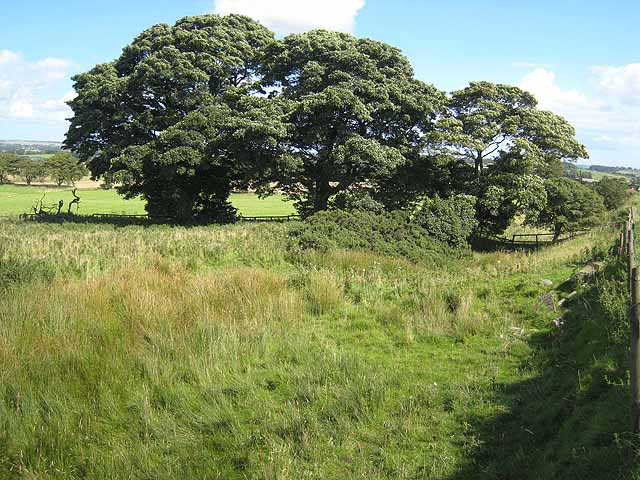
Der Südgraben nahe dem Portgate Durchgang
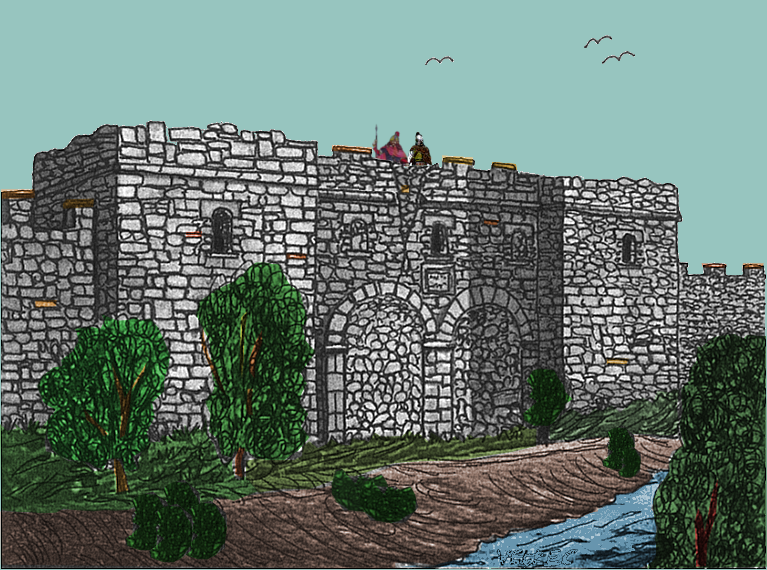
Abschnitt 43: Rekonstruktions- versuch des Westtores von Aesica, Zustand im 4. Jahrhundert n. Chr., Blick aus NW
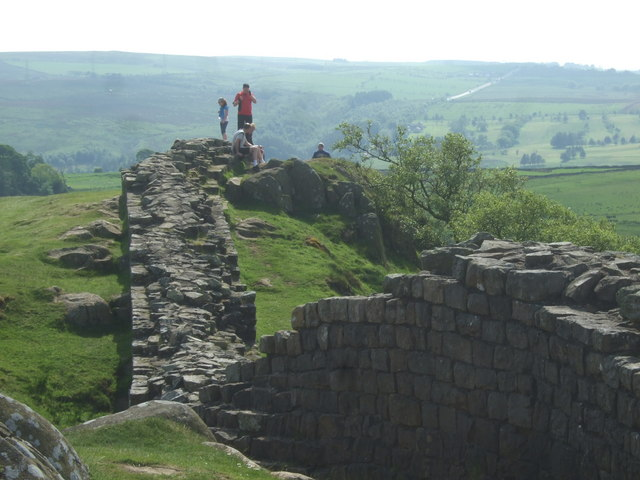
Abschnitt 45: Der Hadrianswall bei Walltown, auf der Abbildung sind besonders gut der Bruchsteinkern und die äußeren Verschalungen zu erkennen
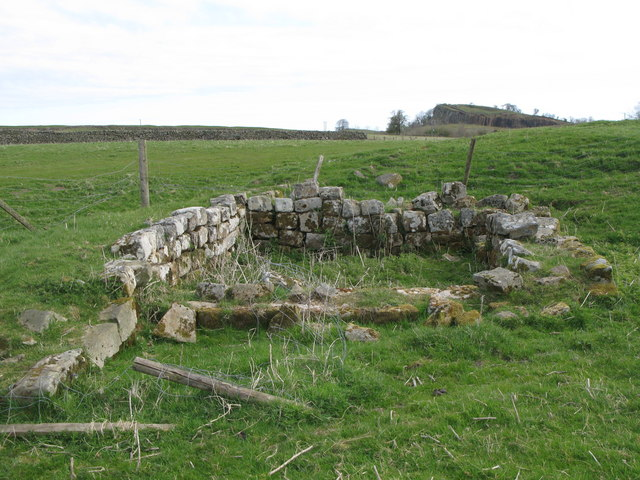
Abschnitt 46: Reste des NW-Eckturms im Kastell Magnis
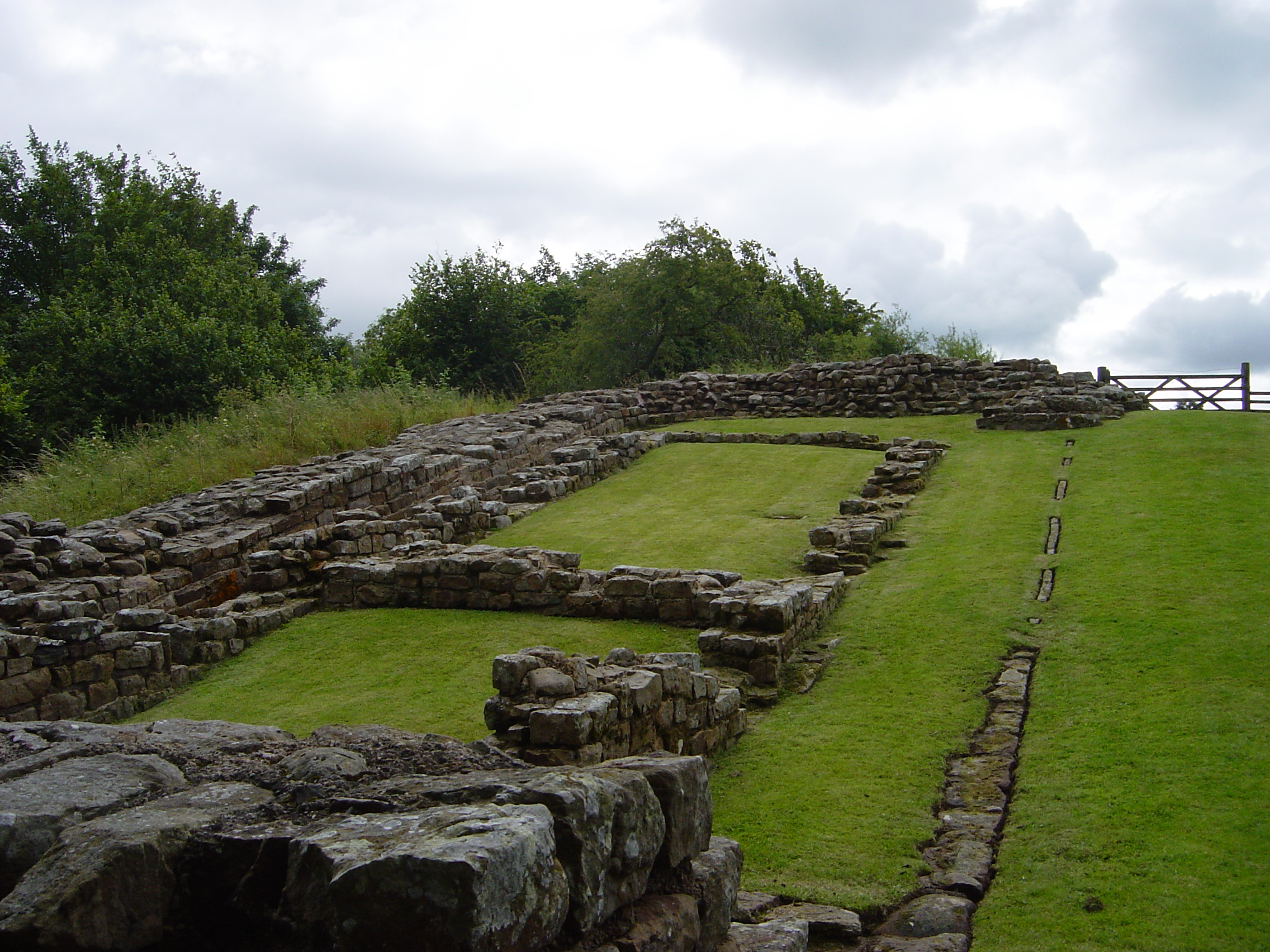
Abschnitt 48: Die Reste des Meilenkastells 48, Blick aus nördlicher Richtung
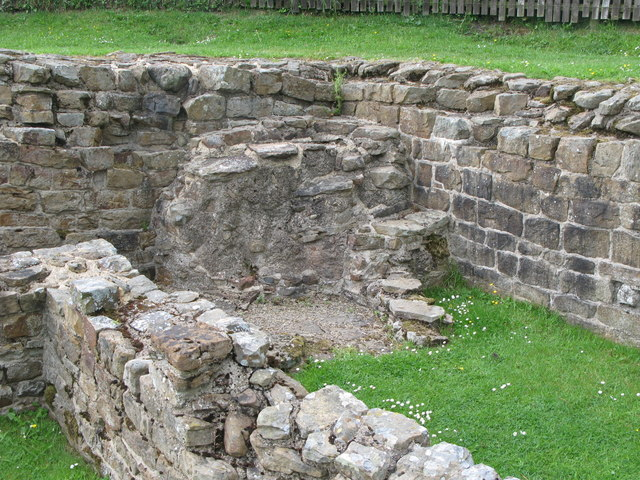
Überreste eines Ofens im Meilenkastell 48
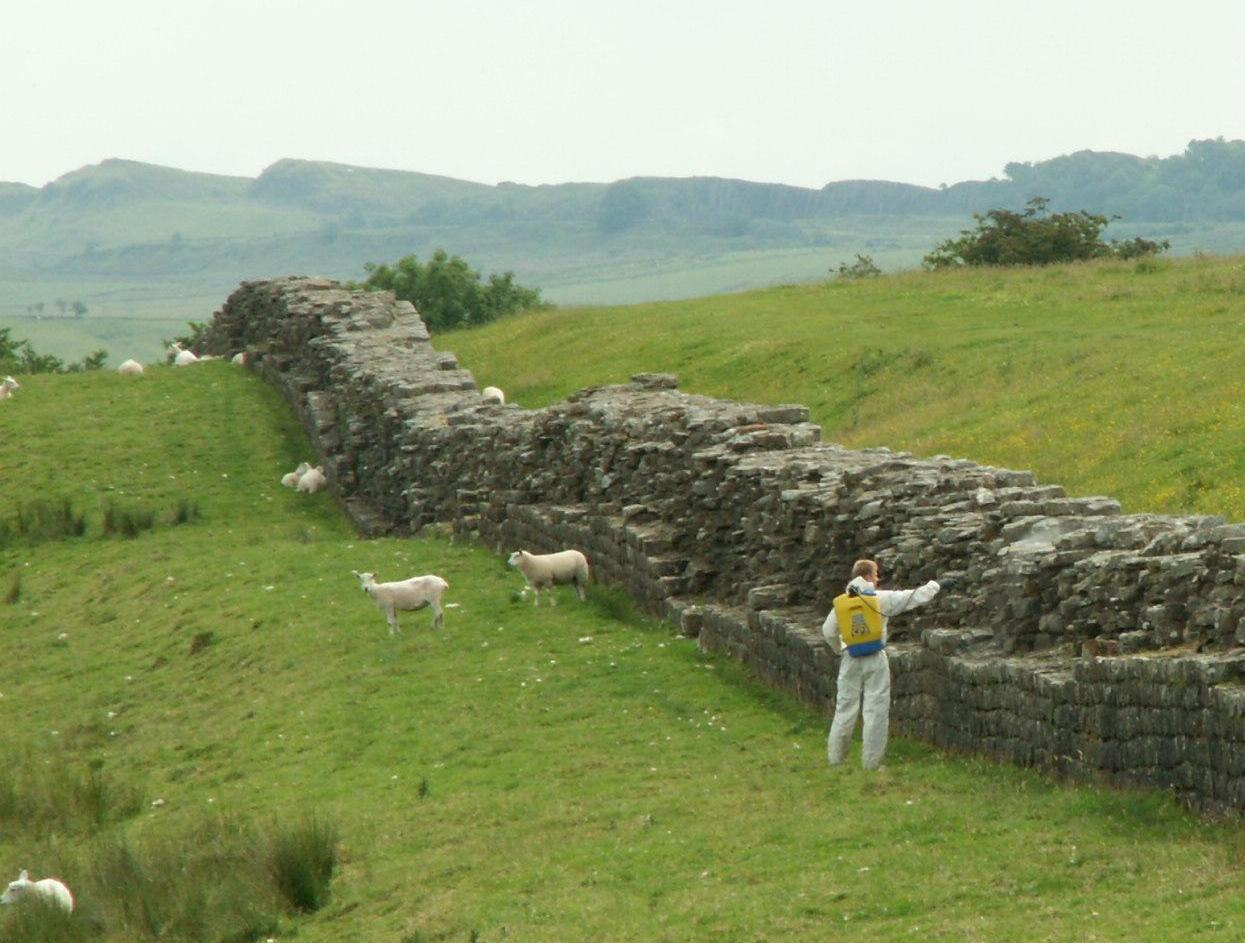
Abschnitt 49: Birdoswald; Besprühung der Mauer mit Unkrautchemikalien
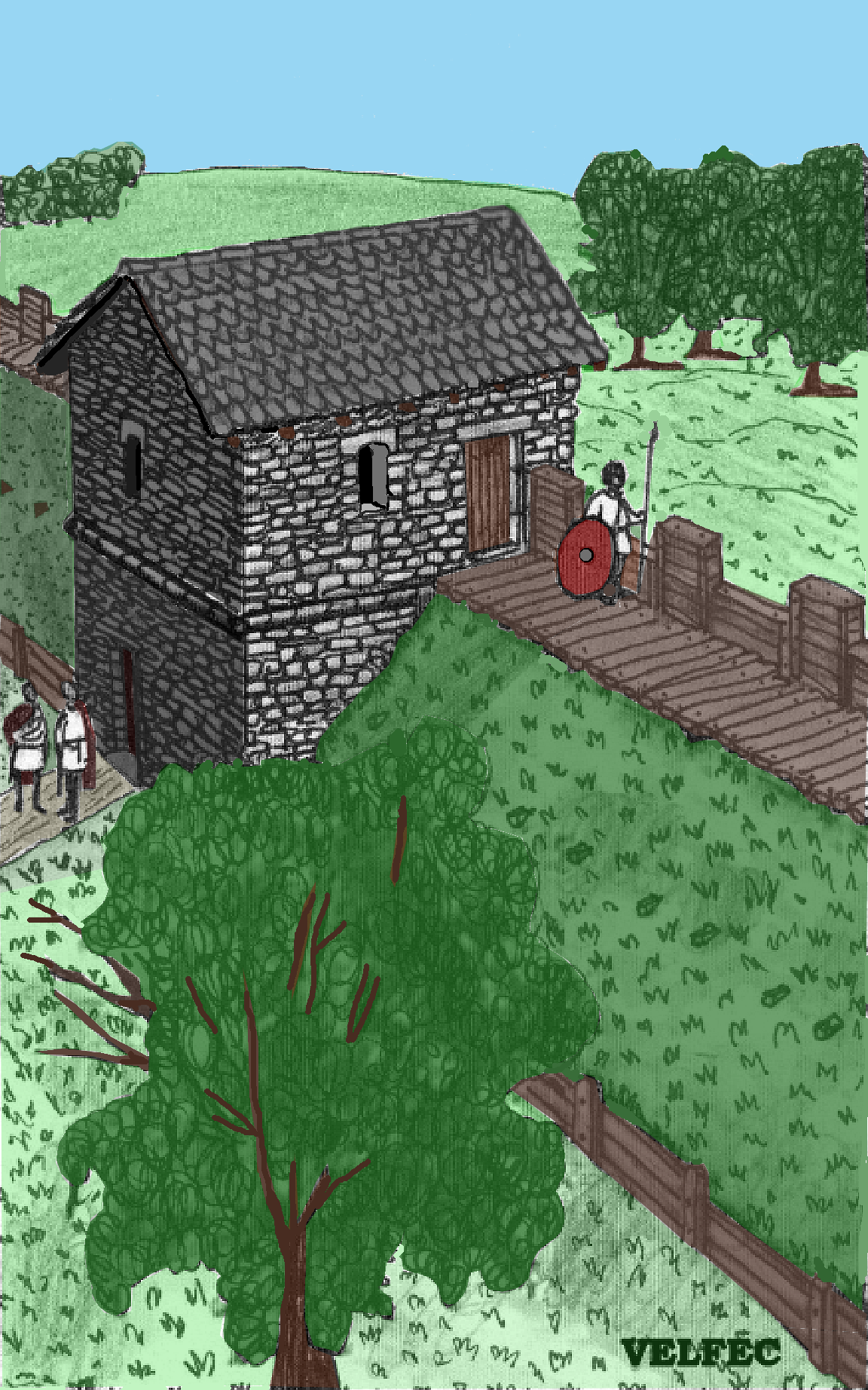
Der Wachturm 49A sicherte den frühen Holz-Erde-Wall
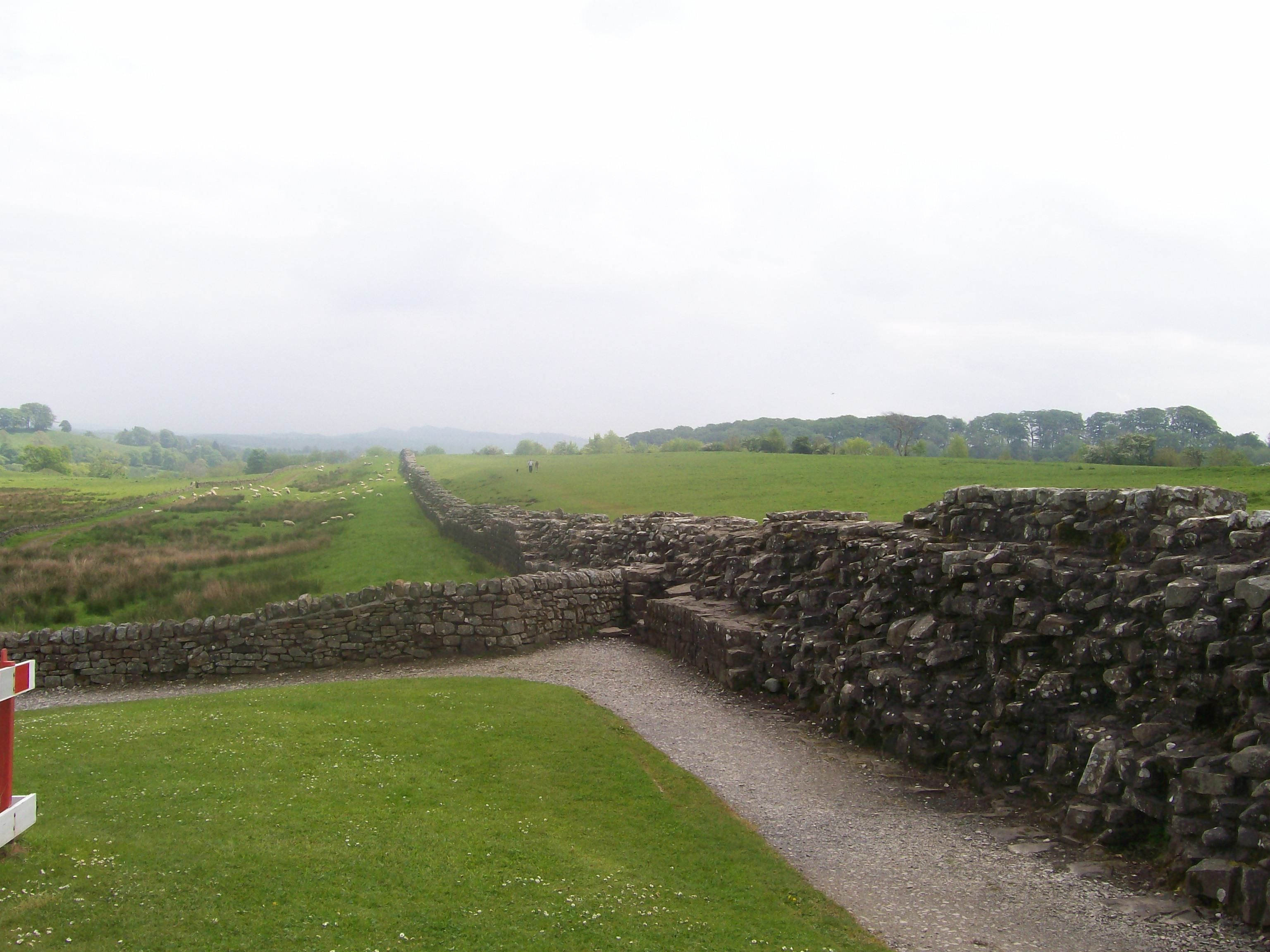
Abschnitt 52: Der Wall beim Kastell Birdoswald
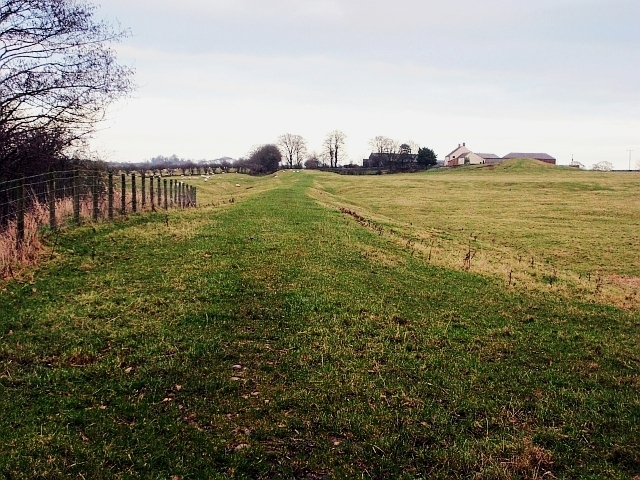
Abschnitt 59/60: Hadrianswall-Path vor Bleatarn. Der Wanderweg führt dort unmittelbar über den als Geländeerhebung erkennbaren Wall
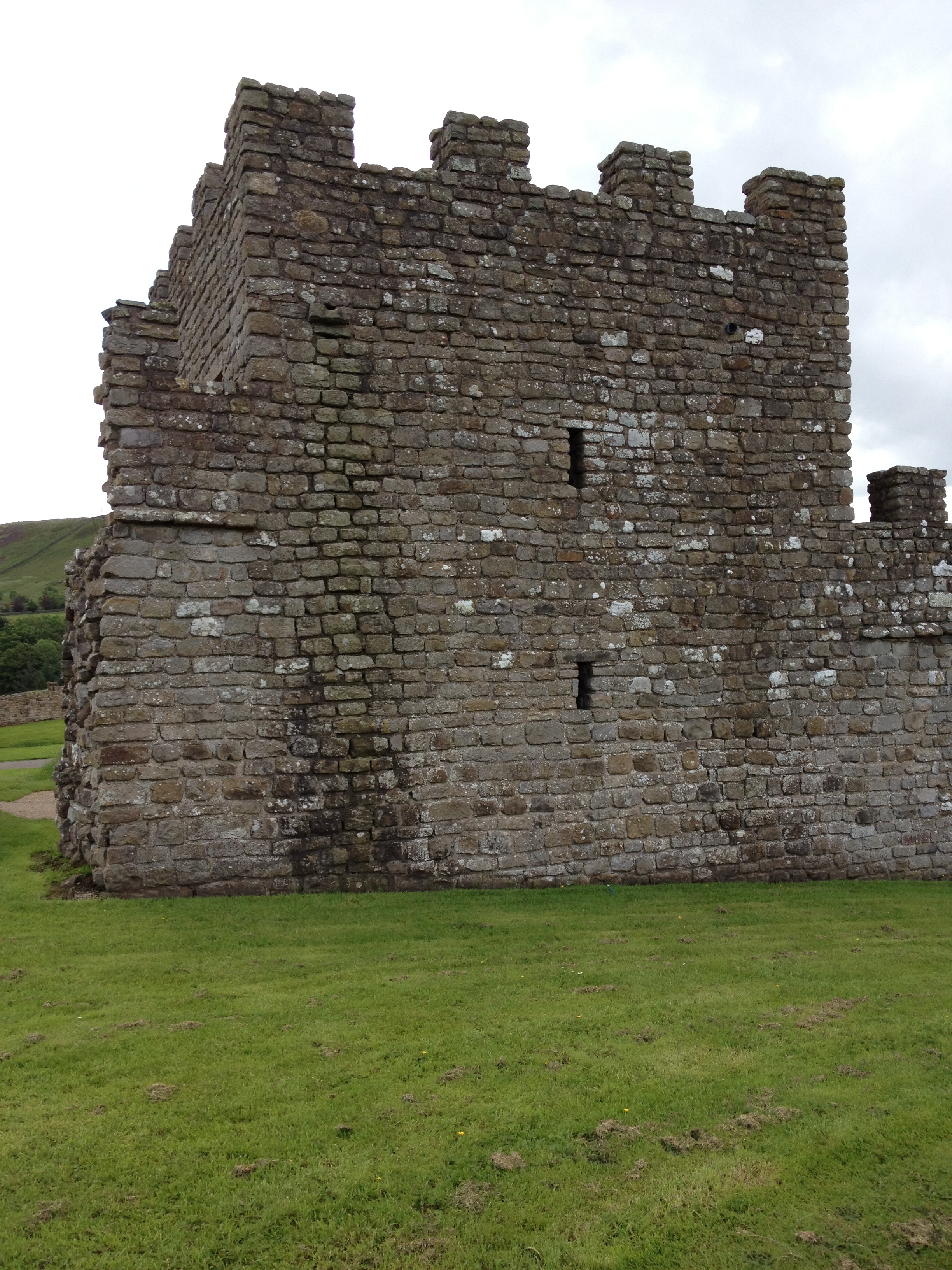
Rekonstruierter Wachturm des Walls beim Kastell Vindolanda, Blick aus Norden
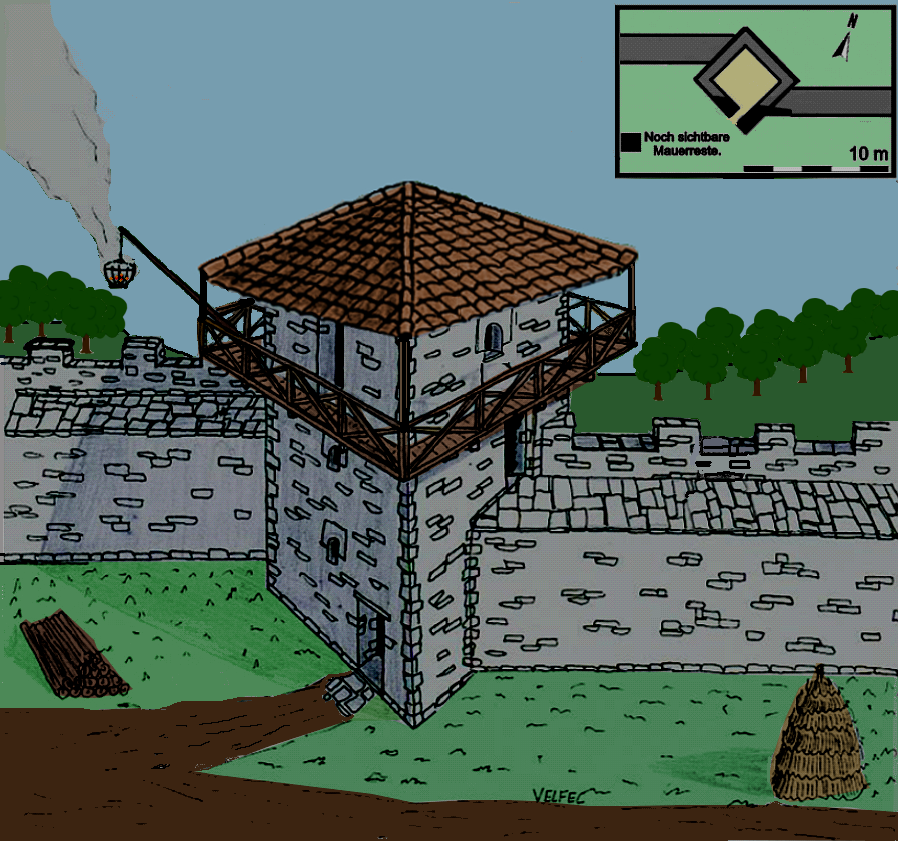
Abschnitt 52: Rekonstruktions- versuch des Signalturms am Pike Hill, Zustand im 2. Jahrhundert

Der Hadrianswall (antiker lateinischer Name möglicherweise vallum Aelium) war ein römisches System der Grenzbefestigung des britannischen Limes, das nahe der heutigen Grenze zwischen Schottland und England zwischen der heutigen Stadt Newcastle upon Tyne im Osten und dem Solway Firth im Westen angelegt war. Er wurde zwischen 122 und 128 n. Chr. auf Anordnung Kaiser Hadrians (reg. 117–138) erbaut, nachdem dieser die nördlichen Grenzen im Rahmen seiner Inspektionsreise durch alle Provinzen des Reichs besucht hatte. Der Wall erstreckte sich auf einer Länge von rund 117,5 km. Nach heute vorherrschender Sicht diente er nicht der Abwehr von Invasionen (für diesen Zweck waren die römischen limites generell nicht geeignet), sondern sollte in erster Linie den Handels- und Personenverkehr überwachen und an den dafür vorgesehenen Grenzübergängen kanalisieren, um dort unter anderem die Erhebung von Zöllen zu ermöglichen. Außerdem sollte er kleinere Überfälle sowie die unkontrollierte Migration schottischer und irischer Stämme in das Gebiet der Provinz Britannia inferior verhindern.
In ihrem östlichen Teil bestand die Anlage aus einer bis zu 4,5 m hohen Steinmauer, im westlichen zunächst nur aus einem Erdwall. Zu ihrer Absicherung wurden ein Grabensystem sowie 320 Türme, 16 Hilfstruppenkastelle und 80 Meilenkastelle errichtet. Ein fast identisches – wenn auch einfacher aufgebautes – Sicherungssystem, vermutlich bestehend aus bis zu 26 Kleinkastellen samt daran angeschlossenen Wach- und Signaltürmen, wurde an der Westküste der heutigen Grafschaft Cumbria als Flankenschutz der Wallzone angelegt.
Die Überreste des Walls lassen noch heute erahnen, wie Roms Grenzbefestigungen einst die Landschaft prägten. Er war das Ergebnis einer neuen Außenpolitik der Konsolidierung und zunehmenden Abschottung des Reiches, die unter Hadrian ihre endgültige Gestalt annahm. Der Wall war bis zur Regierungszeit des Antoninus Pius, auf dessen Veranlassung an der Schwelle zum schottischen Hochland ein neues Holz-Erde-Wallsystem („Antoninuswall“) gebaut wurde, die nördlichste Grenzzone des römischen Reiches. Diese Erweiterung konnte jedoch nicht lange aufrechterhalten werden (etwa von 141 n. Chr. bis 180 n. Chr.). Der Hadrianswall und dessen Kastelle wurden nach Aufgabe des Antoninuswalles erneut zur Überwachung der Grenze genutzt, bis Rom – nach Abzug seiner Feldarmee – Britannien zu Beginn des 5. Jahrhunderts sich selbst überließ.
Große Teile der Wallanlage existieren noch heute, vor allem im landschaftlich eindrucksvollsten mittleren Abschnitt. Größtenteils auf Hochflächen verlaufend, hat man von ihm aus einen guten Ausblick über das Umland. Das Bodendenkmal ist heute eine der bekanntesten Touristenattraktionen Nordenglands und wurde 1987 von der UNESCO zum Weltkulturerbe erklärt. Man kann es auch bequem auf dem sogenannten Hadrianswall-Path/National-Trail erwandern und dabei alle relevanten archäologischen Stätten besuchen.

## Lage und Topographie
Die Wallzone lag auf dem Gebiet der römischen Provinz Britannia inferior, nach der Teilung in der Spätantike auf dem Gebiet der Provinz Maxima Caesariensis, die den ganzen Norden Britanniens umfasste.
Bis Wallsend bildete der Mündungstrichter des Tyne eine natürliche Grenze bis zur Ostküste. Die Mauer erstreckte sich über 117,5 km (78 römische Meilen), beginnend im Osten bei Segedunum, vom Nordufer des Tyne 8 km über Land zum Kastell Pons Aelius (heute Newcastle upon Tyne), Condercum (heute Benwell), Coriosopidum (heute Corbridge), Luguvalium (heute Carlisle), um nur einige zu nennen, bis zum westlichsten Kastell Maia (heute Bowness-on-Solway), wo sie am Solway Firth endete. Hierbei handelt es sich um einen Fjord, der sich nach 30 km zur Irischen See öffnet. Nach Bowness-on-Solway setzten sich die Befestigungen entlang der Westküste von Cumbria, verstärkt durch eine Reihe von Kleinkastellen und Türmen – Richtung Süden bis Maryport – fort. Alle diese Orte liegen nördlich einer einst bedeutenden römischen Militärstraße und Grenzmarkierung, dem sogenannten Stanegate zwischen Carlisle und Corbridge, die sich dort mit der Dere Street, die nach Schottland führte, kreuzte. Der Wall schließt den Isthmus zwischen der Mündung des Tyne und dem Solway Firth und verbindet über das zentrale Hügelland der Pennines, das Gebirge im Westen der Insel mit den östlichen Höhen. Das Wallterrain liegt durchschnittlich 150 Meter über dem Meeresspiegel und erreicht bei den Whin Sills seine höchste Erhebung (680 Meter). Dieses Gebiet wurde bereits vor Ankunft der Römer landwirtschaftlich intensiv genutzt. Die Landenge war ideal für die Errichtung eines Sperrwerkes, dies auch deshalb, da in dieser Region Britanniens natürliche Grenzmarkierungen – wie zum Beispiel Flüsse – fehlen.

## Verlauf
Die Trasse auf der nördlichen Seite der Flusstäler von Tyne, Irthing und Eden war den Römern schon seit den Feldzügen des Agricola im 1. Jahrhundert bekannt. Dort verlief in der Talsohle auch die durch Kastelle und Wachtürme gesicherte Militärstraße des Stanegate, die seit 105 n. Chr. die nördliche Grenze in Britannien markierte. Im Unterschied zur Stanegatestraße, die im Wesentlichen den Tälern folgte, verlief der Hadrianswall so weit wie möglich auf den Hügelkämmen. Von Osten zieht sich der Wall von Wallsend nach Chesters und begann von dort über seinen nördlichsten Punkt, Limestone Corner, zu den eindrucksvollen Basaltklippen der Whin Sills aufzusteigen, von wo aus man einen guten Blick auf das Umland hat. Diese, ein 20 Meter hoher Lagergang aus vulkanischem Gestein, fallen dann steil zu den sogenannten Craigs ab. Bei Willowford überquert der Wall den Irthing und hält sich nun eng an dessen Nordufer. Westlich von Carlisle erreicht die Mauer schließlich das Marschland des Solway, wo sie zwischen Burgh-by-Sands und Bowness-on-Solway auf einer knapp über der Hochwassermarke liegenden Linie verläuft. Ab Bowness schloss sich an den Wall die Kastellkette zum Schutz und Überwachung der Küste von Cumbria an.

## Entwicklung
Obwohl sie rund 400 Jahre über Britannien herrschten, gelang es den Römern nicht, die Kontrolle über die gesamte Insel zu erringen. Kaiser Claudius und seine Nachfolger konnten nur den Süden und Osten weitgehend „romanisieren“. Den wilden und unruhigen Stämmen des Nordens hingegen war auf Dauer allein mit militärischen Mitteln nicht beizukommen, das Land war klimatisch wesentlich rauer als der Süden, die Versorgungsrouten länger und der wirtschaftliche Ertrag dieser Region für die Römer letztendlich viel zu gering, um Kosten und Aufwand einer größeren Besatzungsarmee auszugleichen. Unter Kaiser Domitian zog sich die römische Armee wieder aus Schottland (Caledonien) zurück und legte die Grenze – in ungefähr gleicher Höhe wie der spätere Wall – zunächst am Stanegate fest. Gleichzeitig verstärkte man unter Trajan die Stanegatelinie mit neuen Kastellen und sicherte so vorerst die neue Nordgrenze provisorisch ab.

### 2. Jahrhundert
Auch zu Beginn der Herrschaft Hadrians war Britannien noch immer weit davon entfernt, eine vollkommen befriedete Provinz zu sein. Münzemissionen dieser Zeit weisen Britannien als in „ständiger Verteidigung stehend“ aus, ein Hinweis, der auch von archäologischen Beweisen gestützt wird. Die nördlichsten Stämme der britischen Insel hatten sich bisher der römischen Eroberung erfolgreich widersetzt. Anstatt sie zu unterwerfen, entschied Hadrian sie von der Provinz fernzuzuhalten. 122 besuchte er, im Zuge einer Inspektionsreise durch die westlichen Provinzen, auch Britannien:

„Hadrian begab sich nach Britannien; auch hier ordnete er viele Verbesserungen an. Er errichtete eine Mauer von über 80 Meilen Länge, um die Römer von den Barbaren zu trennen.“

Eine stark beschädigte Inschrift aus der Kirche von Jarrow am Südufer des Tyne nennt den Grund für die Errichtung des Walls:

„Der Sohn aller Vergöttlichten (Kaiser) Imperator Cäsar Trajanus Hadrianus Augustus setzte, nachdem ihm die Notwendigkeit das Reich innerhalb seiner Landesgrenzen zu bewahren auferlegt worden war, nachdem die Barbaren zerstreut und die Provinz zurückerlangt, aus göttlicher Vorsehung Britannien einen Limes zwischen den Ozeanküsten von 80 Meilen, welchen das Heer der Provinz als Wall fertigte, unter der Aufsicht von Aulus Platorius Nepos dem Legatus des Augustus Proprätor.“

Dies ist die einzige bislang bekannte Inschrift, die näher auf die Gründe zur Errichtung des Walls eingeht. Große Teile von ihr sind jedoch nicht erhalten, sondern wurden von Anthony Birley rekonstruiert, darunter auch die Wörter und lateinischen Begriffe, die den Wall näher beschreiben. Folgt man Birleys Interpretation, so waren es nach offizieller Lesart alleine seine göttliche Herkunft und die Vorsehung, die Hadrian veranlassten, nach der neuerlichen Befriedung der Provinz von 122 der Armee den Großauftrag zur Errichtung des Walls zu erteilen. Die Mauer wird darin einerseits als limes zwischen den Meerengen, anderseits als opus valli des Heeres bezeichnet. Es wird in der Rekonstruktion also deutlich zwischen Limes und Vallum unterschieden; der Grund hiefür liegt wohl in der Zuordnung der Begriffe zu den handelnden Persönlichkeiten. D. h., der durch die Götter erleuchtete Kaiser markiert eine Schneise über die Insel, die danach durch die Armee mit einem Wall befestigt wird. Ein bedeutender Fund ist auch eine – vermutlich im Meilenkastell 38 (Hotbank) ausgegrabene – Bauinschrift der Legio II Augusta, die Hadrian und den amtierenden britannischen Statthalter nennt. Sie stammt aus der Zeit, als der Wall erbaut wurde (122–125), und beweist eindeutig, dass der Wall von Hadrian und nicht erst – wie in der jahrzehntelangen Mauerkontroverse behauptet – von Septimius Severus in Auftrag gegeben worden war.
Bald nach Hadrians Tod (138) ließ sein Nachfolger Antoninus Pius aber die meisten Grenztruppen vom gerade erst fertiggestellten Hadrianswall 160 km weiter nach Norden verlegen, wo sie an der wesentlich kürzeren Linie Bodotria (Firth of Forth) – Clota (Clyde) mit dem Bau einer neuen Grenzanlage, dem Antoninuswall, begannen. Die Täler des Tyne und des Irthing, die über 20 Jahre der Schauplatz reger militärischer Tätigkeit gewesen waren, leerten sich wieder. Die Hauptmasse der Soldaten rückte ab und mit ihr zweifellos auch der Großteil der Zivilbevölkerung.
Dennoch misslang die dauerhafte Unterwerfung der in den Lowlands lebenden Stämme, und Kaiser Marcus Aurelius ordnete etwa 20 Jahre später an, den Antoninuswall teilweise zu räumen und die meisten Truppen wieder zurück an den Hadrianswall zu verlegen. Einige Kastelle in seinem Vorfeld, wie High Rochester (Bremenium), blieben jedoch weiter besetzt, um damit zu demonstrieren, dass die Römer sich nicht zurückgezogen und das Gebiet vollends den südschottischen Stämmen überlassen hatten. Der Hadrianswall selbst war in der Zwischenzeit nie vollständig aufgegeben worden, lediglich einige überflüssige Tore waren zugemauert worden. Die Restmannschaften sahen dort nach dem Rechten und sollten verhindern, dass die mit so hohen Aufwand errichteten Befestigungen nicht geplündert werden. Spätestens ab 164 wurde er wieder in Vollbetrieb genommen; einige Reparaturarbeiten können sogar schon auf das Jahr 158 datiert werden. Dies alles geschah unter dem Statthalter Calpurnius Agricola, der in Inschriften aus den Kastellen Carvoran (Magnis) und Stanwix (Uxelodunum) erwähnt wird. Wenn zu diesem Zeitpunkt noch Teile des Holz-Erde-Walls im Westsektor gestanden hatten, müssen sie damals ebenfalls durch eine Steinmauer ersetzt worden sein, um unter anderem auch den Warenschmuggel in den Norden wirksam zu unterbinden, denn dies – und nicht die Verteidigung gegen Angriffe – war die wichtigste Aufgabe der Wallbesatzung.
Trotzdem konnte die römische Armee im Norden offenbar nur mühsam den Frieden aufrechterhalten. In einem Brief an Mark Aurel bezeichnete Marcus Claudius Fronto um 166 die Wallzone als verlustreichen Abschnitt. Cassius Dio berichtete für die frühe Regierungszeit des Commodus (180–192) von schweren Kämpfen mit den nördlichen Stämmen:

„Commodus musste auch einige Kriege mit den Barbaren jenseits von Dakien führen, wobei Albinus und Niger, die späteren Gegner des Kaisers Severus, sich Ruhm erwarben. Größte Bedeutung aber hatte sein Krieg in Britannien. Die Stämme auf der Insel überschritten nämlich die Mauer, die sie von den römischen Heerlagern trennte, begingen zahlreiche Gewalttaten und machten einen Feldherrn mitsamt seinen Soldaten nieder.“

Einige Kastelle, wie Birrens (Blatobulgium) und Haltonchesters (Onnum) wurden dabei zerstört. Cassius Dio berichtet weiter, dass einer der beiden Wälle in diesen Auseinandersetzungen eine wichtige Rolle spielte; welcher von ihnen, bleibt jedoch im Dunkeln. Man nimmt aber meist an, dass es sich hierbei um den Hadrianswall gehandelt haben dürfte, vielleicht in Verbindung mit dem damals teilweise aufgegebenen Antoninuswall. Die Unruhen wurden nachweislich niedergeschlagen, da eine Münzprägung aus dem Jahre 184 n. Chr. einen „Sieg in Britannien“ (Victoria Britannica) nennt. Größere Baumaßnahmen am Hadrianswall schlossen sich an. Teilweise abgetragene Türme im zentralen Abschnitt des Walls wurden in dieser Zeit bis zur Kante des Wehrgangs wieder aufgemauert. Im Westen wurde der Erdwall durch eine Steinmauer ersetzt, deren Bruchsteinkern mit besonders hartem und kalkreichen Mörtel gebunden war. Die sechs Wallkastelle zwischen Birdoswald (Banna) und Bowness (Maia) wurden durch Steinbauten ersetzt. In Chester-le-Street (Concangis) wurde durch ein Aquädukt im nördlichen Vorfeld Frischwasser zugeführt. Beim Vorpostenkastell Risingham (Habitancum) wurden die Mauer und ein Tor renoviert, High Rochester (Bremenium) erhielt Geschützplattformen.
Nach Ansicht vieler Forscher wurden im Zuge dieser Kämpfe und anschließenden Reorganisationen die letzten römischen Truppen vom Antoninuswall abgezogen, und der Hadrianswall markierte bis zum Abzug der Römer aus Britannien dessen nördliche Grenze.

### 3. Jahrhundert
Am Ende seiner Herrschaft, im frühen 3. Jahrhundert, führte der schon todkranke Septimius Severus mit seinen Söhnen Caracalla und Geta einen verlustreichen Feldzug in die Stammesgebiete weit nördlich des Hadrianswalls. In der Vorbereitungsphase wurde eine große Anzahl von Militärbauten entlang des Walls wieder instand gesetzt. Auch der Abriss von Wachtürmen und die Verkleinerung einiger Kastelle dürfte in dieser Periode vorgenommen worden sein. Für das Kastell Banna/Birdoswald sind in den Jahren 205–208 Reparaturen an einem Getreidespeicher überliefert, das vormalige Reiterkastell South Shields/Arbeia wurde zum Nachschubzentrum mit 20 Lagerhäusern umgebaut. Severus starb 211 in York (Eburacum). Nach Caracallas Friedensschluss mit den caledonischen Stämmen durchlebten die nördlichen Regionen während des 3. Jahrhunderts wieder eine relativ ruhige Periode. Der Frieden mit den nördlichen Stämmen scheint relativ lange gehalten zu haben. Die Römer kontrollierten das Vorfeld des Walls bis an die Ufer des Tay. Um 220 wurden unter anderem einige Wachtürme abgebrochen und mit dem so gewonnenen Material die Mauer an ihrer Oberseite renoviert. In der Folgezeit sind bis 240 größere Ausbesserungsarbeiten am Hadrianswall belegt, der sich nun endgültig als Nordgrenze Britanniens etablierte. Ob diese Baumaßnahmen mit Einfällen der Maeataea in Zusammenhang standen, ist unklar.
Während der Herrschaft des Usurpators Carausius war der Wall erneut baufällig geworden und wohl auch teilweise bei Kampfhandlungen zerstört worden; dies könnte mit dem Abzug eines großen Teiles seiner Besatzung zusammenzuhängen, da Carausius’ Nachfolger, Allectus, die Soldaten dringend zur Verteidigung der Kanalküste gegen den Cäsar des Westens, Constantius Chlorus, benötigte. Auf Grund des Quellenmangels über die Zeit der Herrschaft des Carausius und seines Nachfolgers Allectus fällt es schwer, die Unterschiede und Veränderungen während ihrer Regentschaft herauszuarbeiten. Das Problem dabei ist, dass man generell kaum etwas über die Zustände in Britannien zu dieser Zeit weiß. Deswegen sind die meisten Aussagen darüber in den Bereich der Spekulation einzuordnen. So hat man anhand archäologischer Forschungen festgestellt, dass der Zustand des Walles zu dem Zeitpunkt der Rückeroberung der Insel durch Constantius Chlorus miserabel gewesen sein muss. Als Ursache hierfür wird genannt, dass in den vorangegangenen fünfzig Jahren kaum Reparaturarbeiten an dem Grenzwall ausgeführt wurden. Da Allectus offensichtlich den Großteil der Besatzungstruppen von der nördlichen Landesgrenze abgezogen hatte, war der Grenzwall größtenteils unbewacht, und die nördlich des Walles ansässigen Stämme hatten leichtes Spiel, um wieder gefahrlos in römisches Gebiet einzufallen. Dabei, so wird vermutet, sei es zu weiteren Zerstörungen am Hadrianswall gekommen. Da sich die Quellen jedoch nicht eindeutig in diese Richtung äußern und auch die archäologischen Forschungen keinerlei eindeutige Erkenntnisse liefern, bleibt auch dies nur eine Vermutung. Dass die Zerstörungen durch diese Plünderer verursacht wurden, ist auch archäologisch nicht bewiesen. Eine aus der Zeit zwischen 297 und 305 stammende Inschrift aus Birdoswald erwähnt, dass verschiedene Gebäude verfallen und teilweise schon eingestürzt waren, aber damals wieder komplett neu aufgebaut worden seien. Diese Wiederaufbaumaßnahmen dürften auch das Prätorium und die Therme des Kastells eingeschlossen haben. Diese scheinen zuvor für eine längere Periode in der Geschichte dieses Kastells offensichtlich keinen praktischen Nutzen für die dortige Besatzung gehabt zu haben, da auch Hinweise auf ihre Zerstörung durch Feindeinwirkung fehlen. Die oben genannte Inschrift aus Birdoswald spricht von einem natürlichen Verfall, nicht von Zerstörungen, so dass zeitgleiche Reparaturarbeiten an anderen Wallkastellen in den Zusammenhang einer routinemäßigen Erneuerungskampagne fallen könnten. Einige Unterkunftsbaracken wurden komplett neu gebaut, die klassischen, streifenförmigen Räume durch einzelne Kammern ersetzt, wie man in Housesteads und Wallsend festgestellt hat. Umbauten an Meilenkastellen, an Toranlagen oder auch die Errichtung eines komplett neuen Tores bei Knag Burn – nahe Housesteads – sind weitere Beispiele für weitgehende Erneuerungen, die zu dieser Zeit am Wall vorgenommen worden sind. Dies zeigt, dass ein Großteil der Infrastruktur des Walles auch weiterhin instand gehalten wurde und damit staatliche Unterstützung erhielt. Dass wiederum an anderen Kastellen, wie zum Beispiel Haltonchesters, keinerlei Anzeichen von solchen Sanierungsmaßnahmen festgestellt werden konnten, kann auch bedeuten, dass eine Reparatur entweder nicht notwendig schien oder das Kastell zeitweise nicht besetzt war. Dies erscheint auch nicht abwegig, wenn man sich vor Augen führt, wie viel Zeit seit der Errichtung des Hadrianswalles schon vergangen war. Die Soldaten, die den Wall einst erbaut hatten, waren so weit von den Garnisonstruppen im 4. Jahrhundert entfernt wie heute das Zeitalter Napoleons. In diesem Kontext ist es einfacher zu verstehen, warum der Wall zwischenzeitlich immer wieder verfiel, um dann wiederholt auf weiten Strecken renoviert zu werden.

### 4. Jahrhundert
Kurz vor dem Jahr 300 erfahren wir von einer neuen Stammeskoalition im Norden, den Pikten. Diese stellten Rom im vierten Jahrhundert vor große Schwierigkeiten. Kaiser Constantius Chlorus begab sich zwischen 305 und 306 nach Britannien, um gegen sie vorzugehen. Vorher veranlasste er möglicherweise die Instandsetzung einiger der Kastelle am Wall. Er starb jedoch bald darauf während seines Aufenthalts in Eburacum (York). Sein Sohn Konstantin wurde 306 von der Armee zum Kaiser ausgerufen und kehrte möglicherweise später für weitere Kriegszüge wieder nach Britannien zurück. Unter anderem weisen Münzemissionen aus den Jahren 313–314 n. Chr. darauf hin, dass Konstantin noch mindestens einmal dorthin gereist sein muss, da es dort offensichtlich zu großen Unruhen gekommen war, die die neuerliche Anwesenheit des Kaisers zwingend erforderlich machten. Es ist davon auszugehen, dass die Stämme nördlich des Hadrianswalles ihre Angriffe nicht eingestellt hatten. Vielmehr weisen die Zerstörungen der Vorpostenkastelle in High Rochester, Risingham und Bewcastle, die alle etwa in die Jahre zwischen der Rückeroberung der Insel durch Constantius und dem Jahr 367 datiert werden können, darauf hin, dass dort ein massiver Angriff stattgefunden haben muss, möglicherweise durch die Pikten mit Unterstützung der Caledonier. Sein Sohn und Nachfolger, Constans, verweilte dort im Winter 342–343. Im 4. Jahrhundert wurde die Lage Britanniens aber immer bedrohlicher, denn auch seine Insellage konnte es auf Dauer nicht vor den Auswirkungen der sogenannten Völkerwanderung schützen. Äußere Angriffe und Bürgerkriege schwächten zunehmend die Abwehrkraft des Imperiums. Die Römer griffen aufgrund von Rekrutierungsengpässen immer öfter zur Anwerbung von reichsfremden Söldnern (foederati). In Britannien waren diese häufig Angelsachsen, die versuchten, auf diese Weise ihren Anteil am Wohlstand des Römischen Reiches zu erhalten. Sie verteidigten gemeinsam mit römischen Grenztruppen (limitanei) die nunmehr in fünf Verwaltungseinheiten aufgespaltenen britannischen Provinzen. Schriftliche Quellen berichten über die Lage an der Nordgrenze in Britannien, dass sie zu jener Zeit bei der römischen Führung als besorgniserregend angesehen wurde. Für die Jahre zwischen 306 und 367 n. Chr. wird von größeren Militäroperationen berichtet, die der Vergeltung und Abschreckung der Pikten dienten. Danach gab es in den Jahren 360 und 367 erneut Unruhen an der Nordgrenze. In den Folgejahren verbündeten sich mehrere Stämme, um in Britannien einzufallen. Zu ihnen zählten die Pikten aus Caledonien, die Skoten und Attacotti aus Irland und die Franken und Sachsen vom Kontinent. Obwohl die Angreifer tief nach Süden vordrangen, wird ein direkter Angriff auf den Hadrianswall nicht erwähnt. Rom setzte 360 eine Armee unter den Befehl des bewährten Comes Theodosius in Marsch, um das dortige – durch den konzertierten Barbareneinfall ausgebrochene – Chaos zu beenden und die britannischen Provinzen wieder unter kaiserliche Herrschaft zu bringen. Auch die Wallzone wurde wahrscheinlich dabei in Mitleidenschaft gezogen, es gibt dort jedoch keine archäologischen Anzeichen von größeren Zerstörungen in dieser Periode. Vermutlich wollten die Angreifer keine kostbare Zeit mit dem Erstürmen und Niederbrennen der Kastelle verlieren, umgingen den Wall auf dem Seeweg und wandten sich nach Überwindung des Walls sofort dem wohlhabenderen Provinzen im Südosten zu, wo wesentlich reichere Beute winkte. An einer dauerhaften Besetzung des Landes scheinen die caledonischen Stämme nicht interessiert gewesen zu sein. Als Reaktion darauf stellte Rom eigene Reitereinheiten (Equites Promoti) auf, um dieser Bedrohung wirksamer begegnen zu können. Dies führte jedoch dazu, dass die besten und kampfkräftigsten Truppen von der Grenze abgezogen wurden.
Reparaturen am Wall sind erst wieder durch spätere Inschriften bekannt (Ravenscar); manche von ihnen erwähnen die Beteiligung südbritischer Stämme wie z. B. die der Durotriges. Wahrscheinlich wurden alle arbeitsfähigen Provinzbewohner von Theodosius nach Wiederherstellung von Ruhe und Ordnung zur Beseitigung der Schäden verpflichtet. Um die Flanken der Wallzone abzusichern, wurden auch an der Ostküste Cumbrias auf einer Länge von 42 km wieder Wachtürme und Kastelle errichtet bzw. instand gesetzt. Die Vorpostenkastelle nördlich des Walls wurden jedoch nicht mehr besetzt. Die Kriegshandlungen an der Nordgrenze setzten sich fort, mit einer römischen Kampagne 383 und weiteren Einfällen bis zum Jahr 400. Im Zuge der Usurpation des Comes Britanniarum, Magnus Maximus, um 388 wurden die letzten römischen Münzen auf britannischem Boden geschlagen. Vermutet wird außerdem, dass Maximus 383 für seinen Gallienfeldzug gegen den legitimen Kaiser Gratian alle römischen Garnisonen aus Wales abzog. Ihre Anzahl reichte jedoch vermutlich bei weitem nicht aus, und so musste er für sein Vorhaben auch einen großen Teil der Garnisonseinheiten an der Nordgrenze in seine Armee einreihen. Dies führte wahrscheinlich dazu, dass der Hadrianswall damals nur mehr unzureichend bewacht zurückblieb. Aus diesem Grund hörten die Kastelle am Wall am Ende des 4. Jahrhunderts auf, Teil eines einheitlich organisierten Grenzsicherungssystems zu sein. Die Truppenabzüge des Maximus läuteten faktisch das Ende der römischen Militärpräsenz in Britannien ein. Ab diesem Zeitpunkt übernahmen immer mehr unabhängige regionale Machthaber oder „Warlords“ mit ihren eigenen Privatarmeen (bucellari) die Kontrolle über die britischen Provinzen. In seinem Werk, Von der Zerstörung und Eroberung Britanniens, entstanden um 540, nimmt auch der Mönch Gildas Bezug auf diese Ereignisse. Er berichtet, dass Britannien von seinen Soldaten und der Blüte seiner Jugend entkleidet wurde, als der Usurpator Magnus Maximus mit den britischen Provinzstreitkräften auf den Kontinent übersetzte. Die Soldaten kehrten danach nicht mehr zurück. Die Provinzialen, „unwissend in der Kunst des Krieges“, litten nun zunehmend unter den Überfällen der Pikten und der Scoten und ersuchten Rom dringend um Militärhilfe. Daraufhin wurde eine Legion in Marsch gesetzt, die die Barbaren wieder vertrieb. Zudem wurden die Romano-Briten angewiesen, eine Mauer von einem Meer zum anderen zu bauen. Da sie aber nur aus Rasenziegeln anstelle von Stein bestand, nützte sie dem „dummen Volk“ nichts, höhnte Gildas. Kaum war die Legion abgezogen, überrannte der alte Feind erneut das ganze Land und schlachtete seine Bevölkerung ab.
Im Jahr 399 entsandte Stilicho ein letztes Mal eine schlagkräftige Armee nach Britannien, um Invasoren aus dem Norden wieder zurückzuwerfen. Das Provinzaufgebot wurde um etwa zehn Einheiten verstärkt, am Ende des 4. Jahrhunderts wurde schließlich eine mobile Feldarmee (Comitatenses) zur besseren Verteidigung der Insel aufgestellt. Die Soldaten unterwiesen die Romano-Briten in der Herstellung neuer Waffen (exemplaria armorum), halfen ihnen wahrscheinlich auch, den Hadrianswall wieder notdürftig instand zu setzen und an der Westküste neue Wachtürme zu errichten. Aber schon um 400 zog Rom seine Interventionstruppen wieder ab.

### 5. Jahrhundert
Es kann kein Zweifel daran bestehen, dass die Garnisonen in Britannien durch sukzessive Truppenabzüge des Maximus, Stilicho und Konstantin III. stark geschwächt wurden. Dennoch war die Mauer nach dem Ende des 4. Jahrhunderts nicht vollkommen verlassen. Jüngste archäologische Befunde zeigten eine kontinuierliche Nutzung bis weit ins 5. Jahrhundert. Neuere archäologische Funde belegen, dass zumindest einige Kastelle am Wall noch bis etwa 500 von den Nachkommen der römischen Soldaten bewohnt wurden. Die nach einem einheitlichen Bauschema errichteten Festungen des 2. Jahrhunderts waren jedoch größtenteils nicht mehr wiederzuerkennen. An Innenbebauung herrschten nun unregelmäßig angelegte, verschachtelte und einfach gestaltete Gebäude vor. Die Principia und Lagerhäuser hatte man entweder für Wohnzwecke bzw. zu Versammlungshallen umgebaut oder verfallen lassen. Auch die Badehäuser dienten nicht mehr ihren früheren Zweck. Die Wachmannschaften lebten oft jahrelang – oder seit mehreren Generationen – mit ihren Familien im selben Quartier und blieben auch dort, als längst keine zentrale Militärorganisation mehr existierte.
Mit dem spätestens im Jahre 410 erfolgten Abzug des britannischen Feldheeres (Comitatenses) durch den Usurpator Konstantin III. verlor der Wall vermutlich weitere reguläre Soldaten. Konstantin folgten aber wahrscheinlich nur sehr wenige Grenzer, da sie vermutlich nebenbei eigene Höfe bewirtschafteten. Diese Männer waren wohl auch zum größten Teil in Nordbritannien geboren worden. Die stark geschrumpften Wachtrupps verteidigten weiterhin die Mauer, so gut es ging, in der Hoffnung, dass Ravenna wieder eine Armee nach Britannien entsandte, was jedoch nicht mehr geschah. Laut der um 420 aktualisierten Notitia dignitatum Occ. (ND) wurde der Wall zu dieser Zeit noch auf seiner gesamten Länge von regulären Limitanei bewacht. Die Truppenliste der Notitia war bei ihrer Abfassung vermutlich schon längst überholt, da in ihr noch viele mittelkaiserzeitliche Einheiten angeführt sind, andererseits spricht das Fehlen der Außenposten in der Auflistung für ihre damalige Aktualität. Es gab nun am Wall auch kein Zentralkommando mehr, das Befehle ausgab oder regelmäßig für Nachschub sorgte. Dies förderte die Umwandlung der regulären Einheiten zu lokalen Milizen. Wahrscheinlich ist, dass sich die letzten regulären römischen Garnisonen bis mindestens 407 gehalten haben. Was danach am Wall passierte, liegt weitgehend im Dunkeln. Da in den Schichten der nachfolgenden Zeitperiode in den Kastellen keine römischen Münzen mehr gefunden werden konnten, wurde zuerst angenommen, dass sie aufgegeben worden waren. So muss es aber nicht überall am Wall gewesen sein. Der Geldverkehr wurde wohl wegen Münzmangels und des wieder auflebenden Tauschhandels bald überflüssig. Dies funktionierte z. B. beim Handel mit Landwirtschaftsprodukten recht gut. Die komplexe, hauptsächlich auf die Bedürfnisse des Militärs ausgerichtete, bisherige Wirtschaft brach damit aber – mangels Kaufkraft – zusammen.
Nach dem Zusammenbruch der römischen Herrschaft bildeten kleine Gehöfte und einige größere Landgüter vom Hadrianswall bis zum Humber im Südosten und Chester im Südwesten das ökonomische Rückgrat des Nordens. Sie standen unter der Kontrolle des Befehlshabers der Grenztruppen mit Sitz im Legionslager von Eburacum. Magnus Maximus ernannte vermutlich einen gewissen Coel (lat. Coelius bzw. Coelestinus) zum Oberbefehlshaber der Nordgrenze; er dürfte der letzte offizielle, d. h. vom römischen Oberkommando eingesetzte Dux Britanniarum gewesen sein. Frühe walisische Überlieferungen (wie z. B. das Bonedd Gwŷr y Gogledd, = „Die Nachkommenschaft der Männer des Nordens“) berichten unter anderem von einem mythischen König namens Coel Hen (cymrisch: der alte Coel), er soll der Stammvater aller unabhängigen romano-britischen Könige des Nordens gewesen sein. Coelius schützte mit seinen Truppen weiterhin die Provinzen im Südosten vor Einfällen der Pikten aus den schottischen Lowlands und erhielt im Gegenzug dafür seinen Nachschub aus diesen Regionen. Durch den Zusammenschluss der caledonischen Königreiche nördlich des Forth und des Clydes nahmen die Überfälle der Pikten jedoch noch weiter zu. Der damals wohl schon weitgehend verfallene Hadrianswall wurde aber immer noch – notdürftig – bewacht, sodass es für Plünderer sicherer war, ihn auf dem Seeweg unbeobachtet zu umgehen. Die Küstenbewohner konnten aber durch die Besatzungen der Signalstationen in Yorkshire meist noch rechtzeitig vor ihnen gewarnt werden. Die Pikten verlegten daher ihre Raubzüge wieder weiter in den Süden, wo sie auf den gut ausgebauten Römerstraßen rasch in die noch wohlhabenderen Regionen der Insel gelangten. Irgendwann erhielt der Dux des Nordens aber offenbar von dort keinerlei Unterstützung mehr, da die Menschen dort wieder vorrömische Gepflogenheiten aufnahmen und die Verwaltungsbezirke der spätrömischen Provinzen sich durch Erbteilung in, untereinander verfeindete Kleinkönigreiche umwandelten. Er bekämpfte daher die Plünderer nur mehr, wenn sie sein Territorium gefährdeten, und überließ den Süden sich selbst.
Nach dem Versiegen der staatlichen Bezugsquellen gingen ihre Bewohner wohl dazu über, nur mehr ihre unmittelbare Umgebung zu sichern, und wurden zu Wehrbauern. Es wäre auch vorstellbar, dass sie manchmal Beutezüge in die noch etwas bessergestellten Südprovinzen der Insel unternahmen. In dieser Zeit wandelten sich die Festungen entweder zu befestigten Dörfern (oppida) um oder wurden verlassen und nur noch als Steinbrüche genutzt; einige der Meilenkastelle wurden als Viehpferche verwendet. Es scheint, dass nach 410 einige der ehemaligen Militärlager als Residenz für lokale Machthaber dienten. Diese Männer stammten vermutlich aus der örtlichen Oberschicht und waren früher wohl auch größtenteils Offiziere gewesen. Die Erfolgreichsten gründeten später ihre eigenen Königsdynastien. Die noch am Wall verbliebenen Soldaten stellten sich in ihren Dienst, da nur so sie und ihre Familien ausreichend mit den Dingen des täglichen Bedarfs versorgt werden konnten.
Es gibt zahlreiche Hinweise, dass viele der Wallkastelle nach 410 nicht aufgegeben worden waren. Das Lager von Birdoswald war noch viele Jahrzehnte danach bewohnt. Ausgrabungen förderten zutage, dass seine Infrastruktur so lange weitergenutzt wurde, bis sie schließlich völlig unbrauchbar geworden war und durch einfachere Holzgebäude ersetzt werden musste. Seine Bewohner, vermutlich mehrheitlich die Nachkommen der römischen Garnisonssoldaten, schlugen sich nun als weitgehend autonome und bäuerlich geprägte Gemeinschaft durch. Der dort ansässige Machthaber hatte über der Ruine von einem der Getreidelager unter anderem eine große Halle aus Holz errichten lassen. Man nimmt an, dass noch mehrere andere Kastelle des Hadrianswall auf diese Weise genutzt wurden und so den Widerstand der romano-britischen Gemeinden gegen Angriffe und Infiltration der Angelsachsen, Pikten und Scoten ermöglichten. Für einige Zeit konnten die am Wall ansässigen Romano-Briten verhindern, dass sich das angelsächsische Königreich Bernicia, dessen Metropole sich in Bamburgh am östlichen Ende des Walls befand, weiter ausbreitete. Sie pflegten wohl auch weiterhin die Traditionen und Kultur der Militäreinheiten, denen sie einst angehört hatten; Spuren solcher Aktivitäten fand man überall auf den Grabungsplätzen entlang des Walles. Was in Birdoswald geschah, konnte daher auch anderswo in der Wallregion genauso – oder zumindest ähnlich – abgelaufen sein.
In der zweiten Hälfte des 5. Jahrhunderts brach für Britannien das sogenannte „Dunkle (eigentlich schriftlose) Zeitalter“ an. Was genau in dieser Zeit passierte, kann man heute mangels epigraphischer Quellen nicht mehr vollständig rekonstruieren. Man geht davon aus, dass die von den Romano-Briten angeworbenen angelsächsischen Söldner um 440 meuterten, dann im großen Stil ihre Stammesangehörigen in Britannien ansiedelten und so nach und nach die Kontrolle über die gesamte ehemalige römische Provinz erlangten.

### 6. Jahrhundert bis Neuzeit
Zumindest für Nordgallien ist das Festhalten der Liminatei der Rheinarmee an der spätrömischen Militärordnung und Kultur bis ins 6. Jahrhundert schriftlich bezeugt. Es spricht daher nichts gegen die Vermutung, dass dies in Britannien ebenso war. Die Inschrift eines Grabsteins aus Vindolanda zum Beispiel (heute in Chesters) ist dabei allerdings in einem schon sehr verwilderten Latein abgefasst, die nicht mehr einer klassisch-römischen, sondern eher einer frühmittelalterlich-christlichen Kulturgemeinschaft angehört. Sie ist zwar nicht exakt zu datieren, stammt aber wahrscheinlich aus dem frühen 6. Jahrhundert.
Auch der griechische Geschichtsschreiber Prokopios von Caesarea, der Britannien allerdings nie betrat, erwähnte um 550 eine Mauer (teichos), die die Insel Brittia in einen römischen und einen lebensfeindlichen nichtrömischen Teil scheide und „in alter Zeit“ errichtet worden sei. Auffällig ist dabei, dass Prokopios’ Quelle zwar einerseits noch von der Anlage wusste, andererseits aber nicht mehr darüber informiert gewesen zu sein scheint, dass der Wall von den Römern erbaut worden war. Der Mönch Beda Venerabilis beschreibt die Mauer im 7. Jahrhundert noch als 2,4 Meter breit und sechs Meter hoch. Sie war zweifellos schon damals eine praktische Baumaterialquelle für eine Reihe neuer Gebäude, darunter die Klöster in Jarrow, Monkwearmouth und Lindisfarne.
Die Mauer scheint trotz allem bis in die elisabethanische Zeit noch gut erhalten gewesen zu sein. Im 16. und 17. Jahrhundert war die ehemalige Wallzone aber vor allem als Versteck für Viehdiebe und Wegelagerer („Border Reivers“) berüchtigt, die das Grenzgebiet zu Schottland und Yorkshire unsicher machten. Nach dem Tod von Elisabeth I. wurden die anarchischen Zustände entlang der Grenze unhaltbar, sodass die Regierung in London für die Bekämpfung des Bandenwesens unter anderem auch die Revitalisierung des Hadrianswalls in Betracht zog. Ab dieser Zeit wurde die nutzlos gewordene Mauer zunehmend durch Steinraub zerstört. Ihr Baumaterial wurde viel dringender für neue Häuser, Kirchen, Bauernhöfe in Cumbria, Northumberland und Tyne and Wear gebraucht, darunter auch für den Bau der Klosteranlage der Lanercost Priory. Ein großer Teil des Materials wurde im 18. Jahrhundert durch General George Wade (1673–1748) zur Pflasterung einer Militärstraße (die heutige B6318) verwendet. Die Straße sollte während der Niederschlagung einer schottischen Revolte unter Charles Edward Stuart (Bonnie Prince Charlie) im Jahr 1745 eine rasche Verlegung der schweren Artillerie der Engländer von Newcastle nach dem von den Schotten besetzten Carlisle ermöglichen. Im ersten Jahrzehnt des 19. Jahrhunderts begannen sich schließlich auch namhafte Antiquare für den Wall zu interessieren, und ab der Mitte des Jahrhunderts wurden große Anstrengungen unternommen, die letzten Reste der Mauer für die Nachwelt zu erhalten.

## Funktion
Archäologen und Historiker debattierten lange über den eigentlichen Zweck des Walls. Man glaubte lange Zeit, er sei errichtet worden, um einen Sperrriegel zwischen der römischen Zivilisation und den Barbaren zu schaffen. Die Situation war aber damals wohl wesentlich komplexer. Jahrzehntelang war die Grenze im Norden nur durch den Stanegate und eine Kastellkette markiert bzw. gesichert worden. Nun wurde den nördlichen Stämmen unmissverständlich klargemacht, dass am Wall das Römische Reich mit all seinen Errungenschaften (z. B. der Rechtssicherheit) begann und es sich wirksam zu wehren wusste. Neben seiner (geringen) militärischen Schutzfunktion diente der Wall mithin vor allem zur Demonstration römischer Macht, Bau- und Ingenieurkunst.
Hadrians neues Grenzsicherungskonzept war, die Grenzen an klar erkennbaren natürlichen Hindernissen wie zum Beispiel Flüssen und Gebirgszügen endgültig zu etablieren und die Lücken dazwischen mit künstlichen Befestigungen aus Erdwällen oder Palisaden wie am Limes zwischen den römischen Provinzen Niedergermanien, Obergermanien, Raetien und der Germania magna – aus der sich die Römer nach ihrer Niederlage in der Varusschlacht zurückziehen mussten – auf Dauer zu sichern bzw. zu markieren. Auch der Hadrianswall zählte zu dieser neuen Art von festen Grenzkontrollanlagen. War der Frieden an der Grenze erst einmal gesichert, so die Überlegung des Kaisers, konnte auch die Romanisierung voranschreiten und die Wirtschaft sich nach römischem Vorbild ungestört entwickeln, was wiederum für spätere Steuereinnahmen unumgänglich war. Nördlich des Walls war das Land recht karg und rau, während südlich davon gutes Weideland im Überfluss vorhanden war. Dieser Unterschied ist besonders gut bei Grag Lough zu erkennen. Auch das Umland von Chesterholm/Vindolanda ist sehr fruchtbar. Der Wall trieb auch einen Keil zwischen die kriegerischen Hochlandbewohner und die Stämme der Pennines südlich des Tyne. So wurde ein Gefahrenpotential neutralisiert, das früher wohl schon den Besatzungen am Stanegate große Schwierigkeiten bereitet hatte.
Hadrian erkannte auch, dass Britannien eine Quelle für etwas werden könnte, das damals noch wertvoller als Gold war: Soldaten. Die beste Voraussetzung dafür war seine kurze Landgrenze. Die meisten Provinzen, die Hadrian besuchte, hatten sehr lange Grenzen, für deren Sicherung man viele Soldaten benötigte. In Britannien gab es derartige Schwierigkeiten nicht, man musste nur die Stämme im Norden wirksam und auf Dauer fernhalten. Die Historia Augusta gibt diesbezüglich noch einen weiteren Hinweis: Sie berichtet, dass der Imperator in Germanien eine wesentlich straffere Dienstordnung bei den Grenztruppen eingeführt hatte. Es ist so gut wie sicher, dass Hadrian die gleichen Maßnahmen auch in Britannien ergriff. Die Historia Augusta spricht auch von einer Menge Probleme in der Provinz, geht aber dabei nicht genauer auf diese ein. Die jahrelangen wirkungslosen Vorstöße und Rückzüge im Norden müssen aber auf die dortigen Soldaten zunehmend demoralisierend gewirkt haben. Der Bau des Walls war also wohl auch ein Mittel zur Hebung der Moral durch eine sinnvolle Beschäftigung und bot gleichzeitig den Nebeneffekt der gemeinsamen Bewährung in einem großen Projekt, das allen einen Nutzen versprach. Zusätzlich unterhielten die Römer auch Kastelle (Netherby, Bewcastle und Birrens) im nordwestlichen Vorfeld, um so auch das Glacis des Walles und das Gebiet der verbündeten Brigantes besser unter Kontrolle zu halten. Im Osten sicherten die Lager von Risingham und High Rochester die Dere Street, die Hauptverkehrs- und Versorgungsstraße nach Caledonien. Entschlossene Angreifer hatten aber keine größeren Schwierigkeiten, ihn an einer nur schwach gesicherten Stelle zu übersteigen: Zur Abwehr eines ernsthaften militärischen Angriffs war der Wall ebenso wenig geeignet wie andere damalige Grenzanlagen. Im militärischen Sinne bildete der Wall auf jeden Fall aber eine sichere Aufmarsch- oder Rückzugsbasis der römischen Armee, desgleichen ließ sich in seinem Schutz jederzeit und unbeobachtet ein Vorstoß in den Norden vorbereiten.
Dennoch machte es die Mauer mit ihren wenigen, sicherlich streng bewachten Übertrittspunkten möglich, die alltäglichen Reisebewegungen der grenznahen Stämme zu überwachen, deren angestammte Gebiete der Wall vermutlich durchschnitt, ganz wie bei heutigen Grenzübergängen, die ebenfalls den Verkehr auf bestimmte Kontrollpunkte kanalisieren (zum Beispiel zwischen den USA und Mexiko oder zwischen Syrien und der Türkei). Ähnlich wie der Obergermanisch-Raetische Limes war also auch der Hadrianswall in erster Linie eine Überwachungsanlage für Friedenszeiten. In der Sperrzone zwischen Mauer und südlichem Graben konnten Individuen oder auch Gruppen, die vom Norden her mit ihren Handelswaren den Wall passierten, zur Zahlung von Abgaben genötigt, ihr Weiterzug nach Süden oder auch der Waren- und Waffenschmuggel im großen Stil verhindert werden. Die Grenze blieb somit weiter durchlässig und stellte für den römischen Fiskus eine zusätzliche Einnahmequelle dar. Ob diese Einnahmen den personellen und materiellen Aufwand, den sich der römische Staat an der Nordgrenze leistete, wieder wettmachten, ist allerdings fraglich.

## Konstruktion und Baugeschichte
Aufgrund von Münzfunden im Kastell Birdoswald nimmt man an, dass der Westsektor der Wallzone schon in der Zeit des Traian mit einem durchgehenden Erdwall gesichert worden sein könnte. Die Bauarbeiten am Hadrianswall begannen vermutlich schon um 120 n. Chr., d. h. schon vor dem Besuch Hadrians in Britannien. Es gibt epigraphische Beweise, wie zum Beispiel ein Brief aus Vindolanda und noch andere Texte, dass der Kaiser selbst den Verlauf der Mauer bestimmte. Die Arbeiten standen unter der Aufsicht des Statthalters Aulus Platorius Nepos, ein persönlicher Freund Hadrians, er hatte den Herrscher von Germanien nach Britannien begleitet und war im Sommer des Jahres 122 in sein neues Amt eingesetzt worden. Um die Jahre 126–127 folgte ihm Trebius Germanus nach, der die Arbeiten am Wall weiterführen ließ.
Die Arbeiten begannen auf der ganzen Strecke mit dem Verlegen des Fundamentes. Das Sperrwerk bestand in seiner frühesten Bauphase aus einer Stein- und Holz-Erde-Mauer, die teilweise auch auf Brückenkonstruktionen über die Flüsse Tyne, Irthing und Eden geführt wurde. Errichtet wurden zuerst die südseitig angelegten Kastelle und Türme. Die Lücken dazwischen wurden vermutlich vorerst provisorisch teilweise mit einem Holz-Erde-Wall geschlossen, dies auch deswegen, da die Grenzregionen, wie man mittels Pollenanalysen feststellte, schon 600 Jahre vor Ankunft der Römer in Britannien weitgehend abgeholzt waren und so das Material für herkömmliche Palisaden fehlte. Um 125 n. Chr. wurde, entweder noch unter Nepos oder schon unter dem neuen Statthalter die Struktur der Befestigungen verändert: Die Mauer erhielt ab Turm 26B bis zum Irthing (Willowford bei Birdoswald) nur noch eine Dicke von 2,5 m. Die Meilenkastelle und Wachtürme wurden später mittels ihrer Flügelmauern mit dem Wall verbunden. Die Fundamente waren ursprünglich für eine wesentlich breitere Mauer gedacht (dies konnte bei Stichgrabungen nachgewiesen werden), aber schließlich wurde nur eine etwas schmälere Version verwirklicht. Eine Erklärung dafür, die ursprünglichen Pläne zu ändern, wäre, dass schon vorhandene oder ungünstig positionierte Kastelle entlang der geplanten Walllinie integriert oder beseitigt werden mussten.
Die verbleibende Distanz (45 km) vom Irthing zum Solway Firth bei Bowness-on-Solway an der Westküste wurde zunächst mit einem an der Basis 5,9 m breiten Holz-Erde-Wall gesichert. Vermutlich waren dort nicht genügend Steine verfügbar. Er stieg vermutlich auf der Feindseite steil an und fiel an der Rückseite wieder sanft ab. Beim Osttor von Birdoswald finden sich heute noch Reste der ursprünglichen Holz-Erde-Mauer. Zwischen den Abschnitten 49 und 54 (Gathside) rutschte der Holz-Erde-Wall in späthadrianischer Zeit stellenweise ab und stürzte ein. Die Lücke wurde auf dieser Breite mit einer Steinmauer geschlossen. Auch der Wachturm 54A musste neu aufgebaut werden. Der Holz-Erde-Wall wurde schließlich in severischer Zeit größtenteils durch eine 1,8 m breite Steinmauer ersetzt.
Im Osten war der Wall von Anfang an aus Stein errichtet worden; er verlief auf den ersten Kilometern auch etwas weiter nördlich als die ursprüngliche Holz-Erde-Mauer. Das Fundament bestand aus nur stellenweise vermörtelten oder mit Lehm gebundenen Bruchsteinen und einem unterschiedlich hohen Sockel aus drei bis vier Steinlagen. Sie war schätzungsweise zwischen vier und fünf Meter hoch und bestand aus zwei Quadersteinverschalungen, die man beidseitig mit einem Gemisch aus Sand, Kalk und Tierblut als Bindemittel an einem festgestampften Gussmörtelkern aus Bruchsteinen aufzog. Die Mauer weist keine Gerüstlöcher auf und sprang an beiden Seiten deutlich zurück. Auch das feuchte Klima in diesen Breiten musste berücksichtigt werden: In regelmäßigen Abständen (2,4 m) läuft unter der Mauer ein nachträglich angelegter Kanal hindurch, der das Regenwasser in den Nordgraben ableitete. Wie sie im oberen Teil ausgesehen hat, ist unbekannt. Bei Wallsend kann man eine fünf Meter hohe, mit Zinnen bewehrte Rekonstruktion der Hadriansmauer besichtigen. Der Wehrgang setzte sich vermutlich auch auf den drei Wallbrücken fort. Ob der Wall auf seiner ganzen Länge verputzt war, wie einige Befunde andeuten, ist nach wie vor umstritten. Vor dem Wall wurde ein nicht auf der ganzen Distanz durchgängiger Graben angelegt.
Das Baumaterial musste größtenteils aus zehn bis zwölf Kilometer Entfernung, von Steinbrüchen in Cumberland, herangeschafft werden. Diese Brüche ließen sich aufgrund von Inschriften auf beiden Seiten der Wallzone lokalisieren. Die Kalkbrenngruben lagen direkt an den Baustellen. Ein Versuch, den Materialaufwand für die Gesamtanlage möglichst exakt zu berechnen, führte zu dem Ergebnis, dass für seine Fertigstellung ungefähr 3,7 Millionen Tonnen Steine benötigt wurden. Peter Hill kam sogar zu dem Schluss, dass bis zu 18 Millionen Steine in der Mauer verbaut wurden. Die Quadersteine sind klein, nur 20 bis 23 cm im Quadrat. Das erscheint zunächst ungewöhnlich, bis man berücksichtigt, dass alles in Handarbeit errichtet werden musste, weitgehend ohne Hilfsmittel wie Kräne oder Flaschenzüge. Man schätzt, dass die römischen Steinmetze ca. 20 Minuten für die Fertigstellung eines solchen Quaders benötigten. Teilweise finden sich auch unbearbeitete Steine in der Verschalung, was auf großen Zeitdruck beim Aufbau schließen lässt.
Vermutlich wurde der Wall nicht nach den ursprünglichen Plänen fertiggestellt. Um den Arbeitsaufwand zu reduzieren, wurde die anfangs noch etwa drei Meter breite Mauer auf 1,8 bis 2,4 m verschmälert. Stellenweise änderte man auch etwas ihren Verlauf ab, um sie besser an das Gelände anzupassen. Ereignisse wie zum Beispiel Epidemien, Kriegshandlungen oder der Abzug ganzer Garnisonen zwangen die Römer bei der Ausführung ihrer Bauvorhaben oft zu Kompromissen. Auch die Transportlogistik warf wohl große Probleme auf. Es ist unklar, ob der Wall in voller Länge fertiggestellt wurde, im Vergleich mit anderen römischen Großprojekten scheint es nicht ausgeschlossen, dass er nur ein Provisorium blieb. Der Holz-Erde-Wall im Westsektor unterstützt zusätzlich die Theorie, dass es für die Erbauer wohl von großer Wichtigkeit war, dieses Sperrwerk möglichst rasch fertigzustellen.

## Organisation und Arbeitskräfte
Für die Bauarbeiten wurden die in Britannien stationierten Legionen und Hilfstruppen eingesetzt. Die Meilenkastelle und Türme scheinen sich auf den ersten Blick nicht voneinander zu unterscheiden, und dennoch gibt es – vor allem bei der Gestaltung ihrer Eingangstore und ihrer Ausrichtung – architektonische Unterschiede. Nach den überall am Wall aufgefundenen Bauinschriften zu schließen, dürften die Architekten der drei Legionen in ihrem Abschnitt teilweise ihre eigenen Vorstellungen realisiert haben. Da diese an verschiedenen Stellen des Walles wiederholt auftreten, wurde zuerst vermutet, dass die Baulose auf die drei „Legionseinheiten“ in flächenmäßig gleicher Größe vergeben wurden. Diese wurden dann von den Kohorten und Zenturien in Eigenverantwortung und anhand der Planvorgaben ausgeführt. Neuere Untersuchungen an den Abschnitten am Northtyne und Irthing zeigten jedoch, dass wahrscheinlich nur zwei Baukommandos für die Ausführung des Projekts verantwortlich waren. Im Hinblick auf die typisch römische Planungseffizienz und die dafür benötigte Logistik, erscheint dies auch sinnvoller. Kleinere, voneinander unabhängig arbeitende Bautrupps hätten sich auf kürzeren Strecken wohl nur gegenseitig behindert. Jedes zugewiesene Baulos erstreckte sich über ungefähr acht bis zehn Kilometer und war von der Geländebeschaffenheit abhängig. Die Aufteilung der Abschnitte unter die verschiedenen Einheiten diente der Optimierung der vorhandenen Arbeitskräfte, war ein Anreiz zum produktiven Wettstreit und sollte sie zu kooperativ und möglichst reibungslos arbeitenden Gruppen formen.
Nach Ende der Bauarbeiten wurde an jedem abgenommenen Abschnitt des Walls eine Inschriftentafel angebracht, die die am Bau beteiligten Einheiten und manchmal den Namen ihrer Offiziere angab. Eine beträchtliche Anzahl dieser – meist nur grob ausgeführten – Inschriften haben die Zeiten überdauert und werden heute in den Museen entlang des Walles ausgestellt. Das Museum in Carlisle besitzt 36 von ihnen, sie bewiesen, dass nicht ausschließlich Legionäre beim Bau beteiligt waren. Ein Exemplar, das aus dem Umland des Kastelles Birdoswald stammt, nennt Marinesoldaten:
[PED] ATURA [CLA] SSIS [BRI] TANNICAE, „diese Länge wurde von der britannischen Flotte gebaut“.
Andere wiederum nennen wieder Legionäre:
[LEG] IONIS [II AUG] USTAE [COH] HORS [VII SU] B [CU] RA…, „von der zweiten Legion Augusta, die siebente Kohorte unter dem Befehl von…“.
Diese Inschrift ist leider unvollständig. Sie wurde beim sogenannten „High House Castel“ (Meilenkastell 50) gefunden, das nur von Spezialkräften gebaut worden sein konnte. Solche Arbeiten wurden von Facharbeitern (immunes) durchgeführt, die ebenfalls von den Legionen abkommandiert wurden. Einfachere Arbeiten – wie der Aushub des Grabens beispielsweise – wurden meist von den Auxiliaren erledigt, der Fund eines Steines südlich des Walls mit folgender Inschrift bezeugt dies:
[C] OHORS [IIII LIN] GONUM [F] ECIT, „Die vierte Kohorte der Lingonier hat dies gemacht“.
Es hat aber nicht den Anschein, dass das für den Aushub des Grabens im Nordabschnitt des Walls oder gar für die komplette Länge des Grabens angenommen werden kann. Ein geologisch besonders problematischer Abschnitt war Teppermoor Hill, auch bekannt als „Limestone Corner“, am nördlichsten Punkt des Walls. Hier wurde der ansonsten leicht zu bewerkstelligende Aushub von Basaltgestein gestört, der besonders in der Steinbearbeitung versierte Spezialisten erforderte, um hier voranzukommen. Ein großer, ursprünglich 13 Tonnen schwerer Felsbrocken liegt – in drei Teile gespalten – bis heute in der Mitte des Grabens. Die römischen Arbeiter meißelten Löcher in seine Oberseite, um ihn zur Brechung mit Wasser aufgeweichter Holzkeile vorzubereiten. Anscheinend wurden die Arbeiten aber vorher eingestellt. Vermutlich verzichtete man wegen des zu hohen Arbeitsaufwandes o. a. Schwierigkeiten auf die Fertigstellung des Grabens. Am Ende des 2. Jahrhunderts wurden lt. Bauinschriften auch Zivilisten aus den civitates der Carvetii, Brigantes und Dumnonier für Bauarbeiten am Wall eingesetzt. Die sogenannten „Civitas-Stones“ sind alle undatiert. Sie stammen wohl aus der Zeit zwischen Hadrian bis zum Ende des 4. Jahrhunderts. Die beiden westlichsten Exemplare wurden im Abschnitt der Holz-Erde-Mauer zwischen dem Übergang am Irthing und Bowness-on-Solway entdeckt. Die Inschriften könnten auch im Zusammenhang mit den Renovierungs- und Wiederaufbauarbeiten im frühen 3. Jahrhundert unter Kaiser Septimius Severus stehen.

## Befestigungs- und Sicherungsanlagen

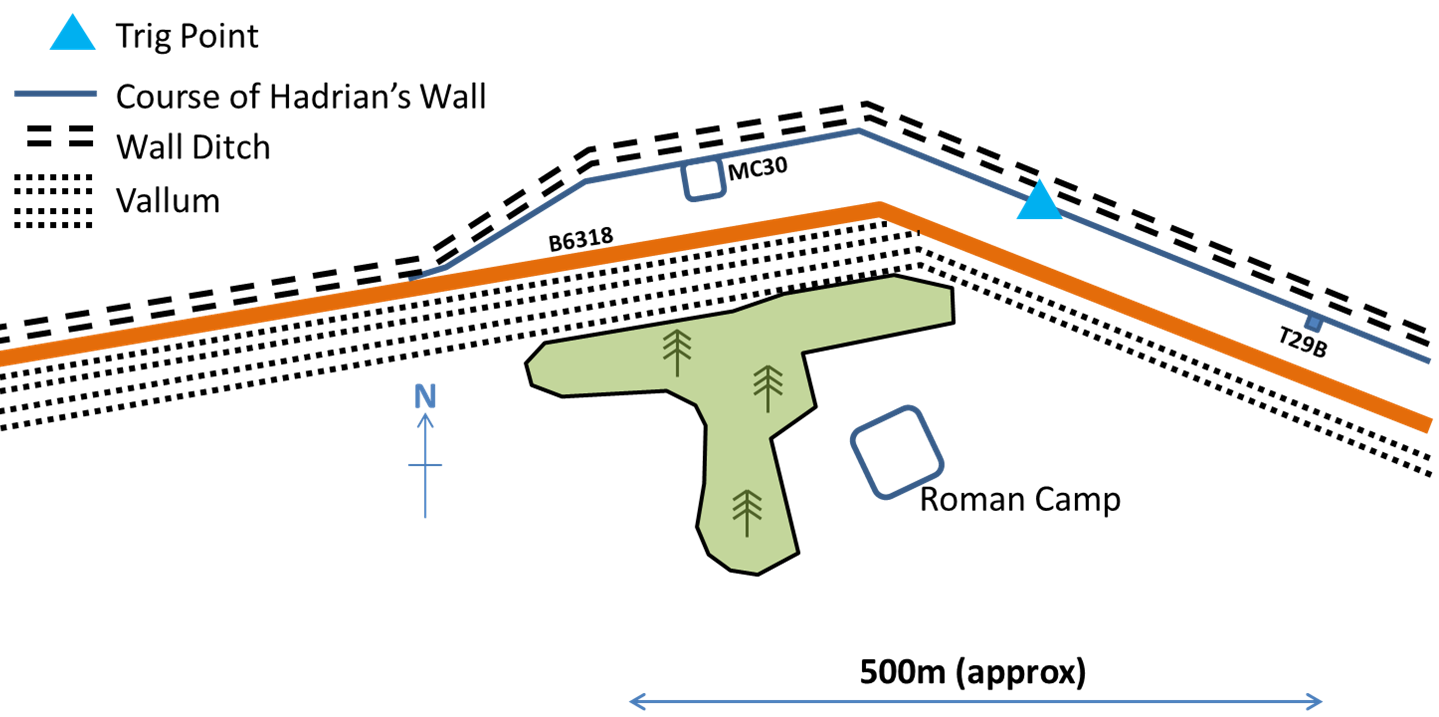
Abschnitt 30: Verlauf des nördlichen Grabens und Befestigungen am Abschnitt Limestone Corner

Noch vor der kompletten Fertigstellung der Mauer wurden die Kastellbesatzungen des Stanegate um 126 n. Chr. direkt an den Wall verlegt. Entlang des Walls entstanden bis zu 14 größere Auxiliarlager, die in regelmäßigen Abständen voneinander errichtet wurden. In diesen lag auch das Gros der römischen Besatzungstruppen. Sie konnten über die gut ausgebaute Militärstraße rasch an jeden beliebigen Einsatzort in der Wallzone herangebracht werden. Von den Doppelkastellen Corbridge/Halton Chesters Vindolanda und Carlisle/Stanwix konnten bei Bedarf Eingreiftruppen an gefährdete Abschnitte des Walles abgezogen werden, ohne die Grenze dort völlig zu entblößen. Bei Stagshaw kreuzte sich die Hauptverkehrsverbindung in den Norden, die Dere Street, mit dem Wall. Hier stand das sogenannte „Portgate“, ein befestigter Durchgang und Kontrollpunkt. Zur Kommunikation zwischen den einzelnen Stützpunkten verwendeten die Römer ihr altbewährtes Signalsystem. Am Tag wurden von den Posten wohl mit Spiegeln oder polierten Metallplatten Blinkzeichen von Turm zu Turm übermittelt, bei dichter Bewölkung oder Nebel behalf man sich mit Tubas oder Hörnern, in der Nacht wurden Fackeln verwendet. Die Nachrichtenübermittlung zur raschen Alarmierung der Grenztruppen bei feindlichen Überfällen, um die Eindringlinge mittels eines Zangenmanövers noch in der vorderen Grenzzone abfangen zu können, bevor sie größeren Schaden anrichten konnten, zählte zu den Hauptaufgaben der Wallbesatzung. Dieses Warnsystem war auch an den anderen Limites des Reiches üblich.
Auf seiner ganzen Länge hatte der Hadrianswall insgesamt – durch Kleinkastelle gesicherte – 80 Tore, jeweils im Abstand von genau einer römischen Meile, was nach heute gebräuchlicher Maßeinheit etwa 1470 bis 1490 m entspricht. Die Reiterkastelle ragten etwas über den Wall hinaus, mit nach Norden zu öffnenden Toren. Obwohl dies widersprüchlich erscheint, da sie ja die kriegerischen Stämme aus dem Norden fernhalten sollten, waren sie dadurch ein probates Mittel der Abschreckung für jeden Angreifer, da durch sie ein rascher Ausfall der Kavallerie möglich war. Drohte sie abgeschnitten oder umzingelt zu werden, konnte wieder ein schneller Rückzug hinter die sicheren Mauern angetreten werden. Die hohe Anzahl der Tore erklärt sich David Breeze auch vor allem aus der Strategie, die die damalige römische Armee bevorzugt anwendete: Die römischen Soldaten der mittleren Kaiserzeit kämpften nur selten vom Schutz fester Mauern herab, sie waren für die Vorwärtsverteidigung und für Feldschlachten in enger Formation trainiert. Diese offensive Vorgehensweise wurde aber durch den Wall behindert. Mit Hilfe der vielen Durchgänge konnten die Garnisonen aber trotzdem schnell und flexibel auf heranrückende Angreifer oder wechselnde Gegebenheiten reagieren. Der von Küste zu Küste geschlossene Wall war damit trotzdem durchlässig, dies allerdings nur in Richtung Norden. Heranstürmende Feinde konnten damit theoretisch schon weit im Vorfeld unschädlich gemacht werden, noch ehe sie die Grenzzone überhaupt erreicht hatten (sofern sie rechtzeitig entdeckt wurden).
Die Mauer selbst wurde in Intervallen von ungefähr einer römischen Meile noch zusätzlich mit Kleinkastellen (Meilenkastelle) an der Südseite des Walles und innerhalb einer Drittelmeile noch mit zwei Wachtürmen versehen. Der Abstand zwischen den Türmen differiert aber oft ein wenig. An der Nord- und Südseite wurden Gräben als Annäherungshindernis angelegt, ausgenommen dort, wo der Wall an extrem abschüssigem Terrain, wie an der vulkanischen Auffaltung des Great Whin Sill (Nationalpark Northumberland), vorbeilief und so eine weitere Aushebung überflüssig machte. Vor der mit dem Aushub des Grabens aufgeworfenen Böschung befanden sich als zusätzliches Hindernis drei Grubenreihen, die vermutlich mit spitz zugerichteten Ästen gespickt waren. Vor den Wallabschnitt bei Wallsend fand man einige zur Römerzeit angelegte Löcher, in denen sich noch Reste von Dornengestrüpp (cippi) befanden. Es fungierte vermutlich ebenfalls als Annäherungshindernis.
Das Verteidigungssystem bestand von Norden nach Süden gesehen aus folgenden Elementen:
- das nördliche Glacis mit einem Graben und getarnten Fallgruben, gespickt mit spitzen Holzpfählen und eisernen Fußangeln (die sogenannten Lilia),
- dem Wall selbst,
- einer Militärstraße und
- dem südlichen Graben, vallum, zwischen zwei Erddämmen.

Im Vergleich zum obergermanisch-raetischen Limes war der Hadrianswall damit eine beträchtlich stärker befestigte Verteidigungslinie.
Die Einbindung schon vorhandener Kastelle in den Wall stieß wohl schon während des Anfangsstadiums der Bauarbeiten auf heftigen Widerstand der hauptsächlich Viehzucht betreibenden caledonischen Stämme, da er nun ihre Gebiete teilte und sie wohl damit auch von den fruchtbarsten Sommerweiden im Süden abschnitt. Es erschien den römischen Befehlshabern wohl auch unzweckmäßig, mit beträchtlichem Truppenaufwand die gesamte Baustelle sichern zu müssen, die in den relativ weit entfernten Kastellen an der alten Stanegatelinie ihre Quartiere hatten. Es ist daher gut vorstellbar, dass diese beiden Faktoren die Entscheidung beeinflussten, anstatt einer Massiv- nur eine Leichtversion des Walls zu errichten.

### Wall
Derartige Befestigungsanlagen wurden von den Römern Murus caespiticius – wenn es sich um eine aus Rasensoden errichtete Wallanlage handelte – oder vallum genannt. Die über 100 km lange Sperrmauer wies nicht nur eine unterschiedliche Bauqualität auf, sondern bestand auch aus verschiedenen Materialien: Das schmale Fundament bestand aus Bruchsteinen, die nur stellenweise vermörtelt oder mit Lehm gebunden waren. Der Sockel war unterschiedlich hoch, etwa drei bis vier Steinlagen. Darüber erhob sich eine 4,5 m hohe, zweischalige Mauer die deutlich hinter den Fundamentsockel zurücktrat. Ob die Mauer auch einen Wehrgang mit Zinnen als Brustschutz trug, ist umstritten. An den Außenseiten waren keine Gerüstlöcher feststellbar. Entwässerungsgräben an den Fundamenten wurden erst bei späteren Reparaturen hinzugefügt. Sie wurden in einem regelmäßigen Abstand von 2,4 m angelegt. Für die ersten 72 km (Newcastle bis zum Irthing) wurden lokal verfügbare Steinsorten verwendet. Die Bruchsteine wurden mit Hilfe von in Wolfslöcher verkeilten Metallkobeln aus ihrer Position herausgehoben, in mehrere Teile gespalten und dann von den Steinmetzen zu handlicheren Quadern verarbeitet. Unbearbeitet eingefügte Steine zeugen vom Druck, den Wall möglichst rasch fertigzustellen. Steinbrüche ließen sich beiderseits des Walls durch Inschriften lokalisieren. Der Kalk wurde, um lange Transportwege zu vermeiden, direkt vor Ort gebrannt. Möglicherweise war er in der Frühzeit verputzt und mit roten Fugenstrichen (sog. Scheinmauerwerk) versehen, die massivere Steinblöcke vortäuschen sollten. Spuren eines solchen Verputzes sind an einigen Stellen der Originalmauer und auch an anderen Limeskastellen archäologisch nachgewiesen worden. Ob die Mauer auf ihrer gesamten Länge verputzt war, ist unsicher. Der Wall dürfte erst nach Fertigstellung der Kastelle weitergeführt worden sein. Dies könnte auch seine – streckenweise – späte Vollendung erklären. Der östliche Teil von Wallsend bis zum Fluss Irthing wurde von Anfang an in Stein erbaut. Der westliche Abschnitt, von Birdoswald bis Bowness-on-Solway, war ursprünglich nur als Erdwall ausgeführt (murus cespiticius), der wohl mit einer Holzpalisade als Brustwehr bekrönt war. Es ist auch möglich, dass der Erdwall schon unter Traian entstand und man dafür das damals für Befestigungen übliche Baumaterial heranzog. Beim 45 km langen Abschnitt zwischen Irthing und Solway wurden auf einem an der Basis 2,4 m breiten Erdwall nur Rasensodenplatten verlegt. Vielleicht war zu wenig Steinmaterial in der näheren Umgebung vorhanden. Der Erdwall stieg nordseitig steil an und fiel im Süden sanft ab. Steinmangel kann aber für die Errichtung des westlichen Erdwalls keine befriedigende Erklärung sein. Noch unter Hadrian wurde beispielsweise der durch Erosion eingestürzte Erdwall zwischen MK 49 und WT 49A durch eine Steinmauer geschlossen. Bis ins späte 2. Jahrhundert unter Septimius Severus war er schließlich komplett durch einen Steinwall (sog. Schmalversion 1,8 m breit) ersetzt worden.

### Militärstraße
Südseitig wurde der Wall von einer von Ost nach West führenden Straße begleitet, die im Gegensatz zur Straße am Antoninuswall erst während der großangelegten Sanierungsarbeiten unter Septimius Severus angelegt wurde. Sie verlief größtenteils zwischen der Mauer und dem Südgraben, wich aber vor allem bei den Meilenkastellen oder starken Gefälle deutlich von dieser Linie ab. Sie sollte eine weitgehend hindernisfreie Verbindung zwischen den Kastellen gewährleisten und den Nachschub erleichtern. Auch Eilbotschaften oder Befehle konnten durch Meldereiter/läufer auf dieser Straße binnen kurzer Zeit und ungestört von Küste zu Küste übermittelt werden. Ein guter Läufer überwand die Distanz zwischen zwei Türmen in nur 2,5 Minuten. Die Trasse war zwischen zwei Meter bis fünf Meter breit. Wegen des teils sehr abschüssigen Geländes war sie aber für Fuhrwerke nicht durchgehend passierbar. Die wichtigste Straßenverbindung für den Fernverkehr an der Grenzlinie blieb der Stanegate.

### Nordgraben
Vor der etwa sechs Meter breiten Berme verlief ein acht bis zehn Meter breiter und drei Meter tiefer, im Profil V-förmiger oder Spitzgraben. Der Aushub wurde feindseitig zu einer Böschung aufgeschüttet, der nur vor den Meilenkastellen unterbrochen war. Dahinter ermöglichten Erddämme den Übertritt. Der Graben sollte verhindern, dass Angreifer zu nahe an die Mauer herankamen und vorher mit Wurfgeschossen bekämpft werden konnten. Der scharfe Winkel an der Unterseite sollte jedem, der versuchte ihn zu überwinden, die Knöchel brechen. Er verlief nicht durchgehend, sondern wurde nur abschnittsweise ausgehoben. Wahrscheinlich wurde er von den Ingenieuren als nicht überall notwendig erachtet. Bei den Kastellen südlich des Irthings fehlt er vollkommen. In der Forschung wird der Graben als Markierung eines Sicherheitsbereiches angesehen. Einer Neuinterpretation zufolge sollte er aber in Wirklichkeit die Grenzzone während des Aufbaus des Walls schützen.
Besonders bemerkenswert ist ein ca. 1,6 km langer Grabenabschnitt, „Limestone Corner“. Er befindet sich auf dem Teppermoor Hill (Whin Sill-Massiv) nahe dem MK 30. Seine Bezeichnung ist etwas irreführend. In Wahrheit besteht das Gestein dort nicht ausschließlich aus Kalkstein, sondern größtenteils aus vulkanischem Quarzdolerit (Basalt) und feinkörnigem Eruptivgestein. Der Graben wurde an dieser Stelle von den Römern nie fertiggestellt. An einem Punkt wurde nur eine kleine Menge des Mutterbodens entfernt. Dort stehen noch heute mitten im Graben und an dessen Nordseite große Steinblöcke, die nicht mehr fortgeschafft werden konnten. Auf einem der Felsbrocken fanden sich Hinweise, welche Methode die Legionspioniere anwandten, um das Gestein für den Abtransport zu zerkleinern. Dazu wurden zuerst Löcher in die Quarzadern an der Oberseite des Felsens gebohrt oder eingemeißelt. Dann wurden Holzkeile eingeschlagen, damit sich der Felsen entlang der Quarzadern spaltete. Wahrscheinlich wurden die Holzkeile zusätzlich mit Wasser übergossen, damit sie aufquollen und so das Gestein schneller brachen. Warum die Römer den Graben hier nicht mehr weiter aushoben, ist unklar. Möglicherweise wurde das Gestein an dieser Stelle zu hart, der Aufwand, es zu zerkleinern, damit zu groß, oder die Arbeiter standen unter zu hohem Zeitdruck, sodass es für nicht nötig erachtet wurde, ihn fertigzustellen.

### Südgraben
Südlich des Walls verlief – im Gegensatz zu anderen Limites – neben der Militärstraße ein durchgehender, flach ausgehobener Graben (sog. vallum) ungefähr sechs Meter breit und bis zu drei Meter tief. Letzteres ist jedoch eine neuzeitliche Benennung, die Römer bezeichneten ihn vermutlich als fossatum. Er wurde um 122 angelegt, war 112 km lang und erstreckte sich von Newcastle im Osten bis nach Bowness-on-Solway im Westen. Mit dem Aushub wurden – ca. neun Meter vom Grabenrand zurückgesetzt – beidseitig niedere Dämme aufgeschüttet. Dafür wurden geschätzte 1.465.313 m³ Erdmaterial bewegt. Diese wurden danach gewöhnlich mit Rasen bedeckt, gelegentlich auch mit Steinen. Die direkte Zufahrt zur Mauer war nur über 16 wohl streng bewachte Dammwege, die bei den größeren Kastellen angelegt waren, möglich. Für gewöhnlich lag das Vallum in der Nähe der Mauer. Im Gegensatz zu einigen Wallabschnitten wurde es jedoch in sehr langen, geraden Abschnitten angelegt, extrem steiles Gelände wurde – wenn notwendig auch weiträumig – umgangen. In der topographisch anspruchsvollen, zentralen Wallsektion, wo die Mauer hart am Klippenrand der Whin Sill steht, verläuft das Vallum im Tal. Wo es sehr weiches Gelände quert, wie z. B. bei White Moss in Cumbria, wurden nur die beiden Erddämme aufgeworfen. Manchmal wurde es durch Dammwege ununterbrochen, insbesondere beim Portgate, bei Wallübergängen wie dem von Benwell und vielleicht noch bei einigen stark frequentierten Meilenkastellen. Man nimmt an, dass er als Markierung einer 36 Meter breiten militärischen Sperrzone diente, in der man auf der Ost-West-Achse schnell und durch Zivilisten unbehindert Truppenbewegungen vornehmen konnte. Obgleich dies sein primärer Zweck gewesen sein dürfte, war er doch auch ein Annäherungshindernis für im Rücken der Wallbesatzung auftauchende Feinde. Durch die Reduzierung der Übergänge erschwerte der Südgraben insbesondere Reitern und Fuhrwerken den illegalen Grenzübertritt und verbesserte damit auch die Kontrolle einzelner Personen oder kleiner Gruppen. Vermutlich wurde die Sperrzone erst nach Fertigstellung der Mauer eingerichtet, da der Graben um die in der Zeit Hadrians entstandenen Wallkastelle, wie Benwell und Birdoswald, herumführt. Möglich wäre auch, dass er die Baustelle der Hadriansmauer oder auch die Weiden von Packtieren und Kavalleriepferden schützen sollte. Eine weitere Erklärung wäre, dass das Vallum in Wirklichkeit eine Vorbereitung für eine Straße war, die nie fertiggestellt wurde. Das Vallum erfüllte wohl nur für eine kurze Zeit, vermutlich weniger als zehn Jahre, seine Funktion.

### Kastelle
Am Wall selbst waren ursprünglich nur zwölf Kastelle geplant und erbaut worden. Der Abstand zwischen ihnen betrug generell sieben römische Meilen, eine Entfernung, die man zu Fuß an einem Tag bewältigen konnte. Zwei weitere Steinkastelle wurden später zur bestehenden Festungskette hinzugefügt (Carrawburgh und Drumburgh). Carvoran wurde gegen Ende von Hadrians Regierung umgebaut. Es stand zusammen mit Carlisle, Chesterholm und Corbridge an der alten Stanegatelinie.
Die Wallkastelle wiesen den für die damalige Zeit üblichen spielkartenförmigen Grundriss auf, hatten jedoch einige Besonderheiten: Das Kastell von Halton Chesters wurde in severischer Zeit durch einen Anbau (Annex) erweitert. Vier Lager waren so an die Mauer angebaut, dass sie die nördliche Umwehrung bildete (Housesteads, Great Chesters, Drumburgh, Bowness). Bei fünf der Kastelle ragte ihre praetentura weit über die Mauer vor (Birdoswald, Chesters, Halton Chesters, Rudchester, Benwell). In ihnen waren – mit einigen Ausnahmen – nur Kavalleristen stationiert. Dort, wo schon zu Beginn ein Steinwall stand, wurden auch die Kastelle in Steinbauweise hochgezogen. Bei den Lagern an der Holz-Erde-Mauer bestand auch die Umwehrung zunächst aus diesem Material. Nur die Innenbauten waren in Stein gefertigt worden. Beim Umbau der Mauer wurden später auch die Kastellumwehrungen durch Steinmauern ersetzt.
Das mittelkaiserzeitliche Kastell war keine Festung, in der die Besatzung langen Belagerungen standhalten konnte. Es handelte sich vielmehr um eine leicht befestigte Kaserne, die nicht gleich im Handstreich eingenommen werden sollte. In ihr waren etwa 500 Mann untergebracht. Ihr Hauptzweck war es, ständig eine größere Anzahl Soldaten an einem strategisch wichtigen Ort bereitzuhalten, um bei Bedarf mit ihnen rasch gegen Invasoren antreten zu können. Die Befestigungen der Wallkastelle dienten zum Schutz vor den damals gebräuchlichen Fernwaffen wie Wurfspeeren, Schleudersteinen oder Pfeilen. Sie waren von 5,4 bis 5,9 Meter breiten und 2,66 bis 2,96 Meter tiefen Spitzgräben umgeben. Die Mauern waren 1,2 bis 1,5 Meter breit und mit 3,6 bis 4,4 Meter auch nicht besonders hoch. Der Wehrgang war durch Zinnen geschützt. Er war zusätzlich durch innen angesetzte, quadratische Türme, die in regelmäßigen Abständen aufgestellt waren, verstärkt. Auch die Kastellecken waren durch solche Türme gesichert. Der Wehrgang bestand aus einer aufgeschütteten Rampe aus Erde, Geröll oder Torf und Lehm. Erreichen konnte man ihn über eine intern das ganze Lager umlaufende Straße (via sagularis). Eingefügt waren in ihr auch die Backöfen (clibani), die wegen der enormen Feuergefahr weit abseits von den übrigen Gebäuden errichtet werden mussten. An der Rampe befanden sich auch die Latrinen (lavatrina). Sie befanden sich stets am tiefsten Punkt des Kastells und waren in langrechteckigen Gebäuden untergebracht. Diese Position ermöglichte die ständige Spülung mit Frischwasser. Die am besten erhalten gebliebene Latrine im Kastell Housesteads bot Platz für 16 Mann.
Der Zugang zu den Kastellen war über vier Tore mit jeweils zwei Durchgängen, an jeder Seite flankiert von Türmen mit Wachstuben, möglich. Die Tore von Housesteads und Birdoswald sind dafür typische Beispiele. Ihre Portale waren eingewölbt und konnten mit zwei Torflügeln verschlossen werden, deren Zapfen sich in eisenummantelten Steinbuchsen zwischen den Mittelpfeiler und den Seitenwänden der Torbauten drehten. Ragte die praetentura über den Wall hinaus, waren drei von ihnen nördlich davon platziert, um den Reitern einen schnellen Ausfall zu ermöglichen. Die Reiterkastelle verfügten im Osten und Westen noch über kleinere Seitentore, durch die die Militärstraße hindurchführte und die die hintere Lagerhauptstraße (via quintana) bildete. Da diese Tore im Schutz des Walls lagen, wurde über sie wohl auch der gesamte Durchzugsverkehr abgewickelt. Sie hatten nur einen Durchgang und keine eigenen Wachstuben. Solche Tore finden sich unter anderem in Chesters und Birdoswald. Bei jenen Kastellen, bei denen der Wall selbst die Nordmauer bildete, war er nur von einem Tor durchbrochen.
Die Lagerhauptstraßen führten direkt zu den Hauptgebäuden. Das Innere der Kastelle war in drei Funktionsbereiche aufgeteilt: Zentrum (latera praetori), Vorderlager (praetentura) und Hinterlager (retentura). Die standardmäßigen Gebäude eines Wallkastells waren die Lagerverwaltung (principia), das Kommandantenhaus (praetorium), das Lagerhaus (horreum), das Hospital (valetudinarium), Werkstätten (fabricia), Funktionsbauten (Backstuben, Latrinen) und Kasernen/Ställe (centuriae/stabuli). Einige Räume der Lagerverwaltung und des Kommandantenhauses waren reich bemalt und z. T. mit Fußbodenheizungen, Bädern und Latrinen ausgestattet.
| Wallkastelle                         | Nächstgelegener Ort |
| Maia (Nachschubzentrum)              | Bowness-on-Solway   |
| Congavata                            | Drumburgh           |
| Aballava                             | Burgh by Sands      |
| Uxelodunum/Petrianis (Hauptquartier) | Stanwix             |
| Camboglanna?                         | Castlesteads        |
| Banna? (Ausbildungszentrum)          | Birdoswald          |
| Magnis                               | Carvoran            |
| Aesica                               | Great Chesters      |
| Vercovicium                          | Housesteads         |
| Brocolitia                           | Carrawburgh         |
| Cilurnum                             | Chester             |
| Onnum                                | Haltonchesters      |
| Vindobala                            | Rudchesters         |
| Condercum?                           | Benwell             |
| Pons Aelius                          | Newcastle upon Tyne |
| Segedunum                            | Wallsend            |

Fünf Kastelle (Birrens und Netherby) sollten zusätzlich das Stammesgebiet der verbündeten Briganten sichern und lagen als Vorfeldsicherung nördlich des Hadrianswalles. Die letzte von Archäologen gefundene Münze aus einem dieser Außenposten wurde um 309 geprägt. Die Vorpostenkastelle wurden wahrscheinlich unter Konstantin I., ca. 312–314, aufgegeben:
| Vorpostenkastelle                        | Nächstgelegener Ort |
| Blatobulgium                             | Birrens             |
| Castra Exploratorum (Ausbildungszentrum) | Netherby            |
| Fanum Cocidi                             | Bewcastle           |
| Habitancum                               | Risingham           |
| Bremenium                                | High Rochester      |

### Meilenkastelle
Die Meilenkastelle bedeckten eine Fläche von ca. 270 m² und waren an ihrer Nordseite in den Wall integriert. Sie verfügten über zwei Durchgänge im Süden und im Norden, wobei der nördliche zusätzlich von einem Turm gesichert wurde. Die meisten waren von Anfang an in Stein erbaut worden – mit Ausnahme der Exemplare an der Holz-Erde-Mauer, auch sie bestanden ursprünglich aus Rasenziegel. Sie wurden routinemäßig im Abstand von einer römischen Meile unabhängig von der Geländebeschaffenheit platziert. An Innenbauten verfügten sie standardmäßig über eines oder zwei langgestreckte Gebäude aus Holz oder Stein. Sie dienten als Depot und Unterkunft für acht bis 32 Männer. Backöfen befanden sich in der Regel in der Nordwestecke, in der Nordostecke ermöglichte ein Treppenaufgang den Zugang zum Wehrgang und den nördlichen Torturm. Der Baustil dieser Befestigungen variierte regional ein wenig. Sie werden anhand der Gestaltung ihrer Durchgänge, oder auch anhand der Abmessungen ihrer Hauptachsen (zwischen Nord- und Südtor) unterschieden und sind als Langachsentyp und Kurzachsentyp (I bis IV) bekannt. Ende des 2. Jahrhunderts wurden die meisten nördlichen Durchgänge der Meilenkastelle zugemauert. Bei den übrigen wurden sie verengt, sodass sie nur zu Fuß passiert werden konnten.

### Kleinkastelle

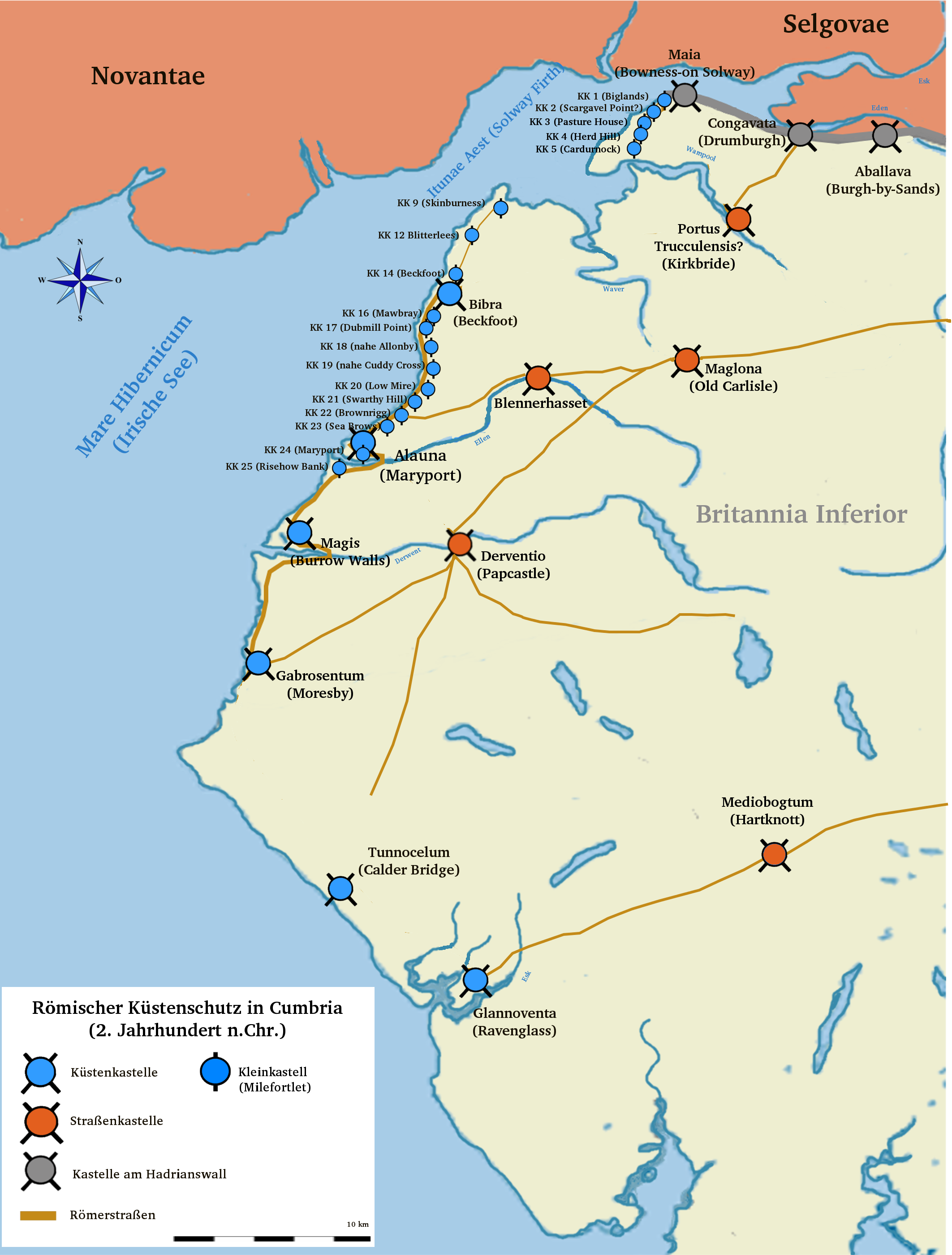
Kastelle an der Küste von Cumbria

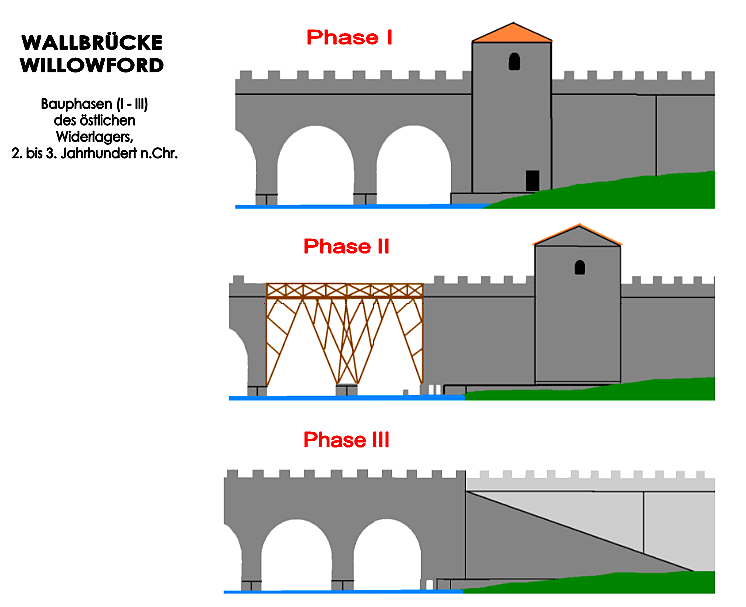
Abschnitt 49: Bauphasen des östlichen Widerlagers der Brücke bei Willowford

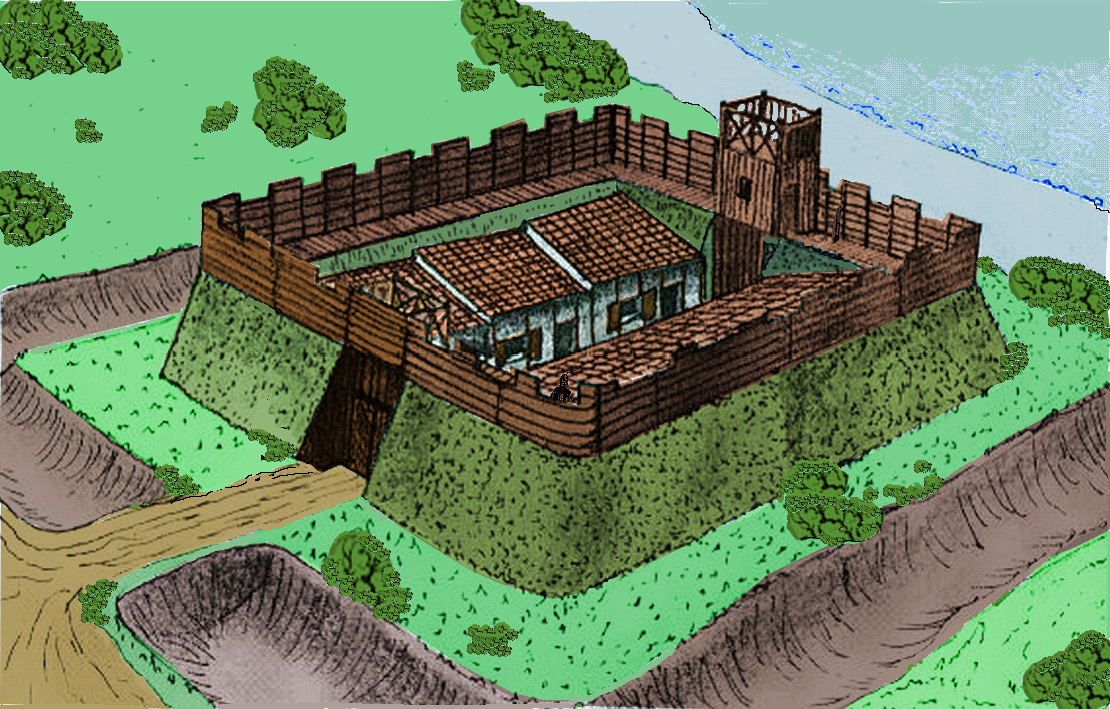
Holz-Erde-Kastell 21, Swarty Hill, des Küstenschutzes in Cumbria (Zustand im 2. Jahrhundert)

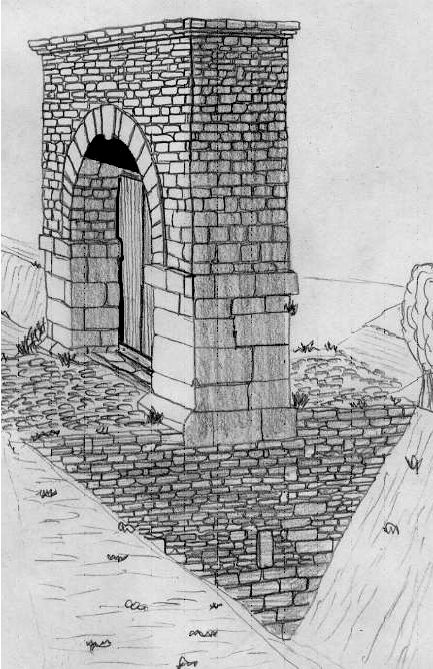
Abschnitt 6: Rekonstruktionsversuch des Vallumtors bei Benwell
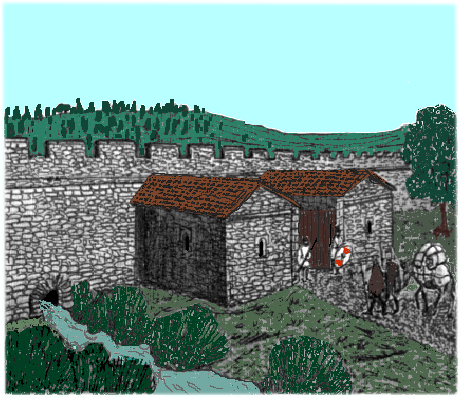
Abschnitt 36: Rekonstruktions- versuch des spätantiken Walltors am Knag Burn

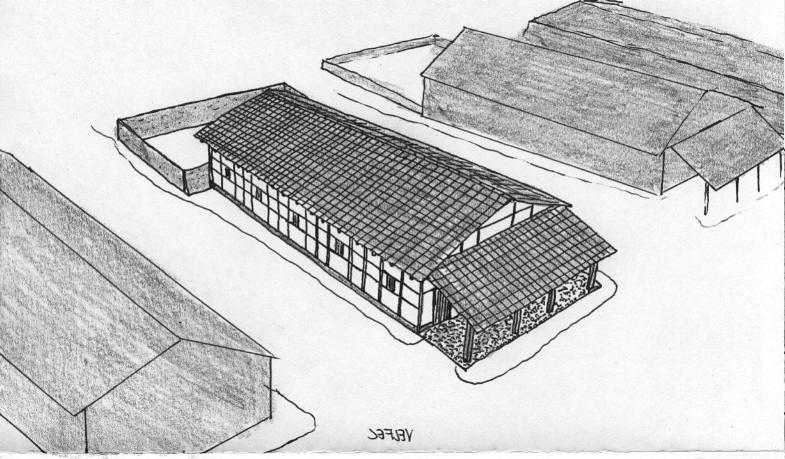
Streifenhaus in der Lagervorstadt des Legionslagers Vindobona

Die Sperranlagen gingen noch über den westlichen Endpunkt der Hadriansmauer in Bowness-on-Solway hinaus, die vermutlich von Bowness bis Maryport und vielleicht noch etwas weiter reichten. Die Westküste Cumbrias wurde durch sechs Steinkastelle (siehe Tabelle) und eine Kette aus Kleinkastellen gesichert, die ungefähr eine römische Meile voneinander standen. Sie verfügten ebenfalls über zwei Tore und waren ausschließlich Erd- und Holzkonstruktionen, vom Grundriss her waren sie den Meilenkastellen am Wall sehr ähnlich. Die meisten von ihnen scheinen nur von 122–140 n. Chr. mit Soldaten besetzt gewesen zu sein.
| Küstenkastelle (Cumbria) | Nächstgelegener Ort |
| Bibra                    | Beckfoot            |
| Alauna (Hauptquartier)   | Maryport            |
| Magis                    | Burrow Walls        |
| Gabrosentum              | Moresby             |
| Tunnocelum               | Calder Bridge       |
| Glannoventa              | Ravenglass          |

### Wachtürme
Zwischen jedem Meilenkastell standen in gleichmäßig verteiltem Abstand zwei Türme, ca. sechs Quadratmeter groß und mit quadratischem Grundriss. Sie wurden zur selben Zeit wie der Wall errichtet und waren in Steinbauweise hochgezogen worden, auch die Exemplare entlang der Torfmauer. Sie boten Platz für eine Besatzung von ungefähr acht Soldaten. Mit ziemlicher Sicherheit waren sie höher als der Wall (schätzungsweise bis zu neun Meter). Sie dienten als Beobachtungsposten und zur Weitergabe von Licht- oder Rauchsignalen. Jeder Turm stand in Sichtweite der benachbarten MKs, wodurch der gegenseitige Schutz und – bei Vollbesetzung – eine flächendeckende Überwachung der Grenze möglich war. Der Eingang befand sich an der Südwand. In der Mitte des Erdgeschosses lag eine Feuerstelle, die zum Heizen und Kochen verwendet wurde. Der Zugang in die obere Etage und zum Wehrgang erfolgte wohl über eine einfache Holzleiter im Inneren des Gebäudes. Über das Aussehen des Obergeschosses (Zinnen oder ein Ziegeldach) herrscht mangels archäologischer Beweise noch Unklarheit. Auch an der Küste von Cumbria wurden der dortigen Kastellkette später noch eine Reihe von Signaltürmen hinzugefügt, um eine feindliche Landung von See her zu verhindern.

### Wallbrücken
Bei Willowford, Chesters und Carlisle/Stanwix wurden die Flüsse Tyne (Tinea), Irthing und Eden von Wallbrücken überspannt. Von diesen lässt sich besonders die mehrphasige Brücke von Chesters gut rekonstruieren. Im 2. Jahrhundert führte zunächst nur eine einfache und schmale Steinbogenbrücke über den Fluss. An ihren beiden Enden stand je ein flussseitig spitz zulaufendes Widerlager. Die Breitenmaße von Brücke und Wall waren nahezu identisch, was auf eine zeitgleiche Anlage schließen lässt. Auch ein Beweis für die Existenz eines Wehrganges auf der Oberseite des Walls. Möglicherweise wurde die Brücke durch ein Hochwasser zerstört und im frühen 3. Jahrhundert durch eine neun Meter hohe und 61 m lange Vierbogenkonstruktion mit breiterem Fahrweg ersetzt. Sie war vom Ufer aus über eine zwölf Meter breite Auffahrtsrampe zu betreten. Das Mauerwerk der Brückenbögen war in Opus-quadratum-Technik ausgeführt. An beiden Enden stand direkt über dem Widerlager ein Torturm, die Steingeländer waren mit Säulen und Statuen dekoriert, die auch kleine Schreine enthielten.
In Willowford verband die zur Zeit des Hadrian errichtete steinerne Dreibogenbrücke die westliche Erdwallsektion mit dem östlichen Ende der Steinmauer. Sie durchlief drei Bauphasen und war ebenfalls an beiden Enden mit Wachtürmen bestückt. Auch auf ihrer Ostseite hat sich bis heute das Widerlager erhalten. Bei dieser Brücke und noch zwei anderen bei Stanwix und Corbridge konnten für das späte 3. Jahrhundert größere Renovierungsarbeiten nachgewiesen werden. Sie wurden vermutlich im Zuge der Vorbereitungen für den Feldzug des Septimius Severus im Norden Britanniens durchgeführt.
In der näheren Umgebung des Walls standen noch drei andere Brücken. Die erste stand beim Kastell Pons Aelius. Sie war die einzige Brücke außerhalb von Rom die nach einem Kaiser benannt wurde, was ihre besondere Bedeutung für den Straßenverkehr am Hadrianswall unterstreicht. Fahrbahnplatte und Hauptträger bestanden wahrscheinlich aus Holz, nur die Pfeiler und Widerlager dürften komplett in Stein ausgeführt gewesen sein. Sie entstand noch vor dem Kastell (122) und war vermutlich bis 1248 in Gebrauch. In Stanwix stand eine Steinbrücke über den Eden und den Caldew. Eine andere befand sich westlich von Corbridge, dort überquerte die Dere Street den Tyne. Die Reste des südlichen Brückenwiderlagers kann man bei niedrigen Wasserstand sehen. Bei Ausgrabungen wurden Steine ihrer Auffahrtsrampe aufgedeckt. Es gibt auch Hinweise auf eine römische Brücke weiter stromabwärts bei Bywell die Ebchester und Halton östlich von Postgate verband.

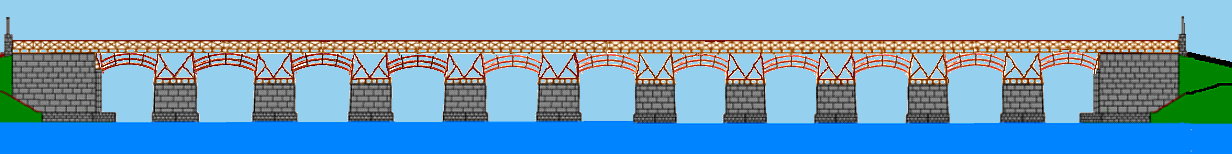
Rekonstruktionsversuch der Pons Aelius, Newcastle upon Tyne (2. Jahrhundert n. Chr.)

### Walltore und Grabenübergänge
An einigen wichtigen und stark frequentierten Grenzübergangsstellen wurden aufgrund ihrer Lage oder der topographischen Gegebenheiten separate Tore errichtet. Sie befanden sich außerhalb oder in der Nähe der Kastelle. Bislang sind drei solcher Tore bekannt. Sie befanden sich an der Dere Street (Portgate) und beim Kastell Housesteads (Walltor am Knag Burn). Letztere waren beidseitig verschließbare Durchgänge und mit heutigen Sicherheitsschleusen vergleichbar, gewissermaßen Meilenkastelle im Kleinformat. Gleichzeitig war so ein Überraschungsangriff bzw. Durchbruch von Angreifern aus dem Norden unmöglich. Eine Ausnahme bildete der Übergang über den südlichen Graben beim Kastell Benwell. Er bestand nur aus einem Steindamm der von einer Bogenkonstruktion überspannt wurde. Sie wurde mit hölzernen Torflügeln verschlossen die nur von der dem Kastell zugewandten Seite geöffnet werden konnten. Wahrscheinlich war der Grabenübergang von Benwell nicht der einzige seiner Art am Wall. Derartige Steindämme konnten auch südlich der Kastelle von Housesteads, Great Chesters und Birdoswald beobachtet werden.

### Lagerdörfer
Im Laufe der Zeit entwickelten sich um die Wallkastelle oft weitläufige Zivilsiedlungen, die von den Römern als Vici bezeichnet wurden. Ein Vicus stand auf der niedrigsten Stufe der selbstverwalteten Siedlungen, die nach römischem Recht als solche anerkannt waren. Sie dienten dazu, die an der Mauer stationierten Truppen zu versorgen, das Land zu verwalten und als Handelszentren für die örtliche Bevölkerung. Die Präsenz und die Kaufkraft einer großen Anzahl von regelmäßig besoldeten Soldaten zog viele Menschen aus allen Teilen des Reiches an. Viele der Einwohner dürften auch die Angehörigen der an der Mauer stationierten Soldaten gewesen sein. Geophysikalische Untersuchungen haben bewiesen, dass Zivilsiedlungen vielfach größer waren als die Lager, neben denen sie gegründet wurden, obwohl die so erfassten Strukturen nicht datiert werden können. Die Gebäude erstreckten sich entlang der Fortifikationen von Lagern und an deren Ausfallstraßen. Einige Siedlungen waren auch durch Erdwälle und Gräben eingerahmt, aber es ist unklar ob diese zur Verteidigung dienten. Man vermutet, dass die Ehefrauen und Familien der Soldaten eher hier als in den Kastellen lebten. Um ihre Häuser herum gab es Läden, Werkstätten, Gasthäuser, Tempel und Bordelle. Etwas abseits des Lagers und der Zivilsiedlung lagen die Friedhöfe für Soldaten und Zivilisten. Von diesen ist am Hadrianswall aber nur wenig bekannt. Begräbnissen ging zumeist eine Kremation voran, obwohl Körperbestattungen ab dem dritten Jahrhundert häufiger auftreten. Obwohl es erst ab dem dritten Jahrhundert erlaubt war, dass Soldaten im aktiven Dienst auch offiziell heiraten konnten. Die am Wall stationierten Soldaten kamen meist aus weit entfernten Provinzen des Reiches. Nur ein kleiner Prozentsatz kehrte wieder in ihre ursprüngliche Heimat zurück, da sie mit einheimischen Frauen Familien gegründet hatten. Nach dem Ausscheiden aus der Armee erhielten sie neben einer Abschlagszahlung auch ein Stück Land in der unmittelbaren Umgebung ihres letzten Stationierungsortes zugeteilt, das sie für den Eigenbedarf bewirtschaften konnten. Dies half, die örtliche Wirtschaft zu entwickeln und die politische Stabilität zu erhöhen. Diese Männer stellten in Kriegszeiten auch die Reserve zur Verteidigung der Grenze (veterani). Auch zahlreiche Händler und Handwerker betrieben in den Dörfern ihre Geschäfte und Werkstätten und belieferten Soldaten und Zivilisten mit Dingen des täglichen Bedarfs. Der häufigste Gebäudetyp, die in diesen Siedlungen vorgefunden wurde, sowie auch in den Landstrichen um den Hadrianswall, waren die langen und schmalen Streifenhäuser. Diese scheinen für häusliche und kommerzielle Zwecke verwendet worden zu sein. Die Vici verfügten auch in manchen Fällen über Badehäuser (ballineum) und Herbergen (mansio) für Durchreisende.

### Versorgungsrouten
Die Mauer wurde über ein gut ausgebautes Netz von Versorgungsstraßen mit Nachschubgütern versorgt. Die Lager und Zivilsiedlungen waren durch Straßen verbunden, an denen entlang Meilensteine errichtet wurden. Zwei der Orte, die als Ausgangspunkt für Entfernungsmessungen dienten, waren Carlisle im Westen der und Corbridge im Osten der Wallzone. Im Westen führte eine Straße zum Hafen von Ravenglass (Glannoventa) und Kirkbride nach Bowness (Maia). Von Catterick (Cataractonium), konnten die Güter auf der Ermine Street an die Nordgrenze transportiert werden. Die Versorgung am östlichen Ende der Mauer konnte über die Ermine Street nach York (Eburacum) und Chester-le-Street am Wrekendike nach South Shields (Arbeia), an der Mündung des Tyne bewerkstelligt werden. Von dort aus führte eine Straße nach Wallsend (Segedunum). Bei Newcastle upon Tyne (Pons Aelius) mit seiner Brücke über den Tyne führte eine Straße nach Süden zum Nachschubzentrum von Corbridge (Coriosopidum) und der Stanegate nach Westen. Von Corbridge aus führte die Dere Street nach Norden über Halton Chesters/Portgate (Onnum) bis zum Antoninuswall.

## Antike Souvenirs vom Hadrianswall
Im 18., 20. und 21. Jahrhundert wurden drei pfannenartige Gefäße gefunden, die vermutlich zum Weinschöpfen verwendet wurden. Auf ihnen sind die Namen einiger der Lager des Hadrianswalls zu lesen. Die drei nachfolgend beschriebenen Gefäße (paterae oder trulla) stammen vermutlich aus der Zeit zwischen dem zweiten und dritten Jahrhundert n. Chr. und waren wohl Mitbringsel von am Wall stationierten Soldaten, als sie in ihre Heimat zurückkehrten. Sie sind eine wichtige Quelle für die Namen und Positionen der westlichen Kastelle in der Festungskette des Walls.

### Rudge Cup
Die Patera wurde im Jahre 1725 in einem Brunnen einer römischen Villa in Froxfield, Rudge Coppice, 3,7 km östlich von Marlborough in Wiltshire, entdeckt. Sie ist 46 mm hoch, hat einen Durchmesser von 89–93 mm (früher kreisförmig, jetzt ein wenig deformiert). Ihre Basis, heute verschollen, maß 58 mm im Durchmesser. Sie trägt die Inschrift:
A MAIS ABALLAVA VXELODUM CAMBOGLANS BANNA. Es sind die Namen von fünf Kastellen im Westsektor des Hadrianswalls, Mais (Bowness), Aballava (Burgh-by-Sands), Uxelodunum (Stanwix), Camboglanna (Castlesteads) und Banna (Birdoswald). Die ursprünglich in blau-rotem Email eingelegte Verzierung unter dem Schriftzug scheint eine Mauer mit Zinnen und Fugenstrichen, mitsamt Türmen oder Kastellen (möglicherweise der Hadrianswall) darzustellen. Das Original befindet sich im Besitz des Duke of Northumberland und wird in Alnwick Castle aufbewahrt.

### Amiens Skillet
Die bronzene Patera wurde 1949 von F. Vasselle in Amiens (Frankreich) aus den Resten einer gallo-römischen Siedlung geborgen. Sie ist 56 mm hoch und hat einen Durchmesser von 100 mm. Die Länge des Haltegriffs beträgt 90 mm. Auf ihr sind wieder die o. g. Kastelle angeführt, jedoch zusätzlich mit dem Lager Aesica (Great Chesters). In der Inschrift fehlt jedoch das Stanegatekastell Magnis (Carvoran), das in der Notitia Dignitatum und der Ravenna Cosmografie zwischen Banna und Aesica angesiedelt ist. Unterhalb der Inschrift wird eine rote Mauer mit sieben Türmen dargestellt. Die mit blauen und grünen Email gefärbte Basis ist mit Rechtecken verziert, möglicherweise die Mauerfundamente. Das Gefäß befindet sich heute im Musée de Picardie, Amiens.

Rekonstruktionsversuch der Rudge Cup
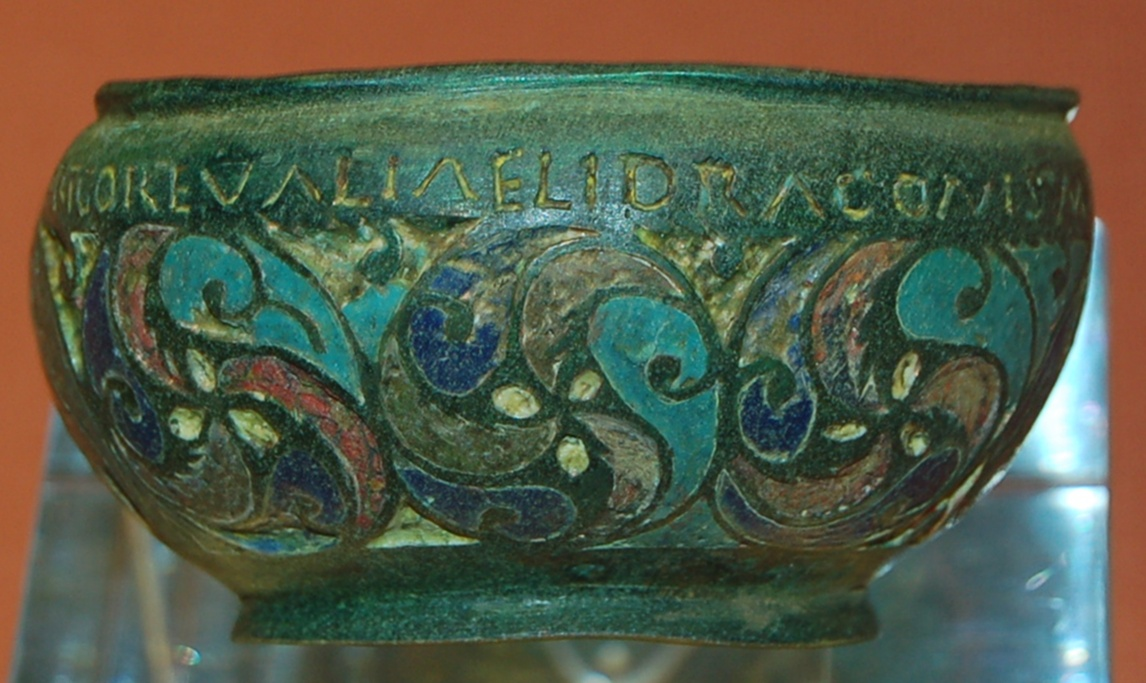
Staffordshire Moorlands Paterae

### Staffordshire Moorlands Paterae
Dieses emaillierte Bronzegefäß (auch Ilam Pan genannt) wurde im Jahre 2003 in Staffordshire ausgegraben. Von den drei hier angeführten Paterae ist sie die Älteste. Sie misst 90 mm im Durchmesser und ist mit keltischen Ornamenten verziert. Unter ihrem Rand befindet sich eine in Email eingelegte Inschrift: RIGORE VALI AELI DRACONIS MAIS COGGABATA VXELODVNVM CAMMOGIANNA. Es handelt sich hierbei wieder um die vier Kastelle im Westabschnitt des Hadrianswalls. Diese Aufzählung stimmt aber nicht mit den ersten vier Lagern auf der Rudge Cup und der Amiens Skillet überein. Als zweites Kastell wird nämlich Coggabata (Drumburgh) angegeben, während auf den anderen beiden Aballava an zweiter Stelle aufscheint. Der Grund dafür ist unklar. Entweder musste Coggabata auf der Rudge Cup und der Amiens Skillet wegen Platzmangel weggelassen werden oder es war in der Hierarchie des Wallsystems nur ein weitgehend unbedeutendes Lager. Auch die römische Bezeichnung des Walls, Val[l]i Aeli (= „der Wall des Aelius“, abgeleitet von Publius Aelius Hadrianus) wird auf ihr angegeben. Aelius war der Gentilname des Kaisers. Die Bezeichnung Rigore val[l]i Aeli wurde als „an der Walllinie“ übersetzt. Mit dem Begriff rigor wurde eine gerade Grenzlinie bezeichnet. 'Draconis' könnte entweder der Name des Handwerkers sein, in dessen Werkstatt die Schale hergestellt wurde, oder der seines Auftraggebers (Draco?). Alternativ zu dieser Interpretation könnte Aeli auch mit Draco zusammenhängen. Vielleicht war der ursprüngliche Besitzer der Patera ein Grieche namens Aelius Draco (oder Dracon), dem unter Hadrian das römische Bürgerrecht verliehen worden war. Das Gefäß befindet sich heute im British Museum.

## Küstenschutz in Cumbria
Die westliche Flankensicherung des Hadrianswalls (Cumberland-Coast-System) entstand gleichzeitig mit dem Wall. Sie setzte sich ab Bowness-on-Solway noch etwa 42 km an der Westküste von Cumbria fort und bezog wohl ursprünglich auch das Kastell von Ravenglass (Glannoventa) mit ein. Die Befestigungen waren zwar nicht direkt an den Hadrianswall angeschlossen, dennoch werden sie in der Forschung als Bestandteil des Wallsicherungssystems angesehen. Ein durchgehender Steinwall oder Graben war hier nicht vorhanden. Eine Biegung des Hadrianswalls an seinem westlichen Ende deutet darauf hin, dass wohl ursprünglich geplant war, ihn noch weiter entlang der Küste weiterzuführen. Der Küstenschutz in Cumbria bestand wahrscheinlich aus 26, in regelmäßigen Abständen (1,6 km) in Holz-Erde-Technik errichteten Kleinkastellen unterschiedlicher Größe. Ihnen waren jeweils zwei Wachttürme angeschlossen (Abstand zueinander ca. 536 Meter), von denen einige mit Doppelgräben umgeben waren. An manchen Abschnitten fanden sich Spuren einer Palisade. Möglicherweise wurden die Befestigungen irgendwann mit einer durchgehenden Palisade verbunden, der ein einzelner oder doppelter, nicht sehr tiefer Graben vorgelagert war. Ihre leichte Beschaffenheit stand jedoch im scharfen Kontrast zu den wesentlich massiveren Palisaden, die am germanischen Limes entdeckt wurden. Vom Grundriss her ähnelten die Kastelle jenen am Hadrianswall, hatten aber keinen zweiten Durchgang. Im Inneren standen ausnahmslos hölzerne Gebäude. Anders als die Meilenkastelle am Hadrianswall, wurden sie später nicht durch Steinbauten ersetzt. Nur einige der Wachtürme wurden in Steinbauweise neu errichtet. Die Befestigungskette wurde von den tief eingeschnittenen Flussmündungen des Wampool und des Waver unterbrochen und endete beim Kleinkastell Cadurnock (KK 5). Die Nummerierung der Kleinkastelle spart einige von ihnen aus. Sie müssten sich um den Mündungstrichter gruppiert haben. Archäologisch konnten dort bislang aber keine römischen Befestigungen nachgewiesen werden. Es ist auch möglich, dass dort niemals Befestigungen existiert haben. Südlich des Waver zeigten die Befunde, dass die Strukturen des Wallsystems ähnlich aufgebaut waren und bis südlich des Kastells von Maryport (Alauna) reichte. Die Besatzungen kontrollierten neben dem Schiffsverkehr am Solwy Firth eine Straße, die von Norden heranführte, und die fruchtbare Ebene der damals dicht besiedelten Solway-Planes. Die Befestigungskette dürfte teilweise aber bereits vor der Mitte des 2. Jahrhunderts wieder aufgegeben worden sein. Das Kleinkastell bei Biglands House, westlich von Bowness, war aber noch über die Regierungszeit des Hadrian hinaus besetzt. Das Hauptquartier der hier stationierten Garnisonstruppen befand sich wohl im Kastell von Maryport, das zusammen mit dem in Beckfoot (Bibra) noch bis ins 3. oder frühe 5. Jahrhundert besetzt war. Sie wurden später auch noch zusätzlich mit Geschützplattformen verstärkt.

## Garnisonstruppen

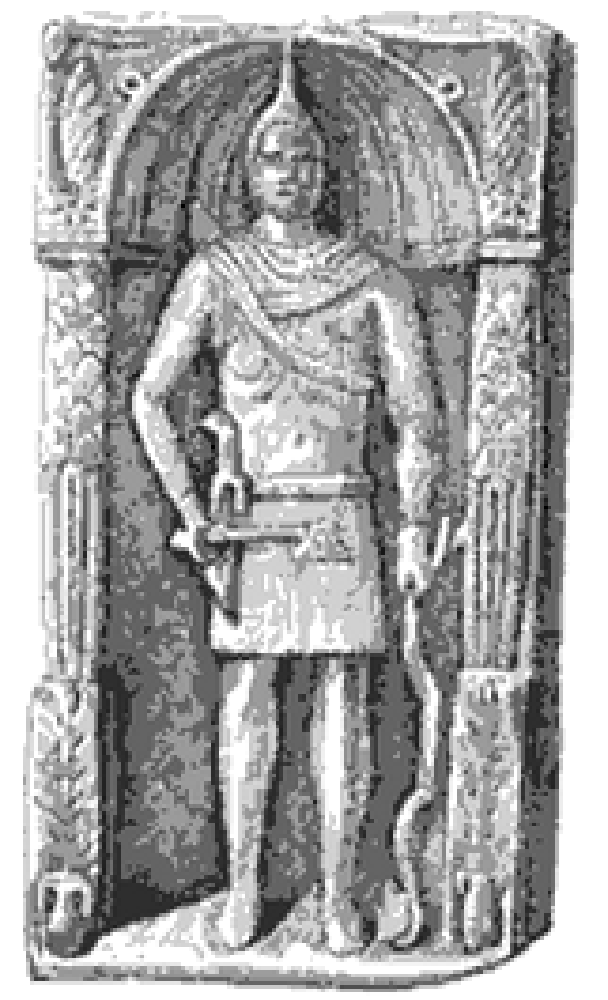
Der Grabstein eines Bogenschützen, gefunden bei Vercovicium
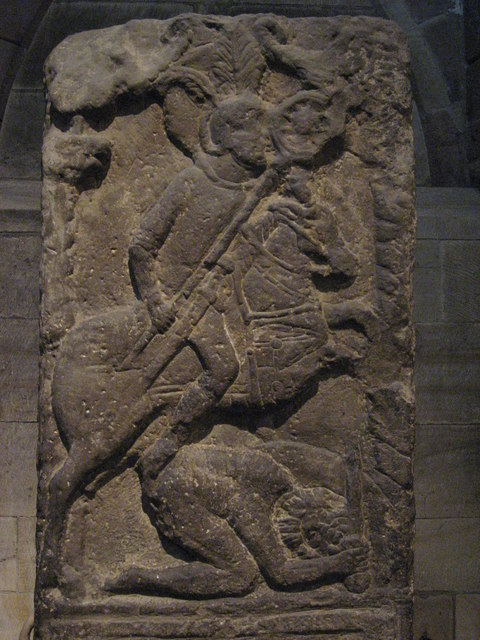
Grabstein des Standartenträgers Flavinus (Hexham Abbey)
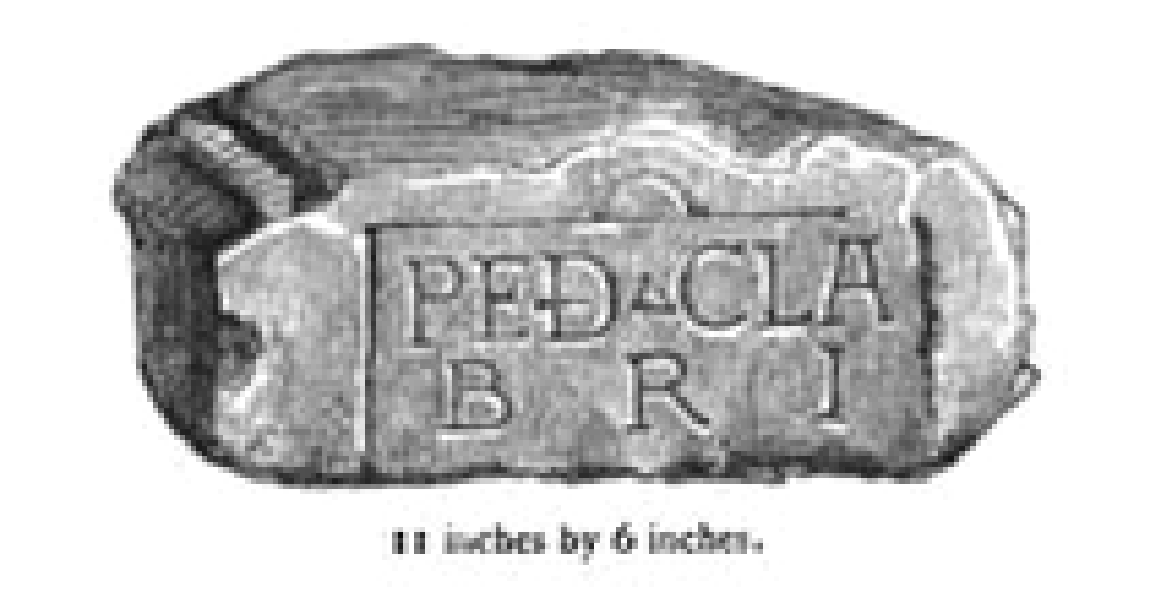
Centurialstein der Classis Britannica, gefunden bei Birdoswald

Die Garnisonen des Walles bestanden ausschließlich aus Hilfstruppenkohorten (auxilia). Nach Fertigstellung des Walls wurde er mit einem Drittel der Auxiliaren Britanniens, bestehend aus Infanterie und Kavallerie, bemannt. Die Zahl der Wachmannschaften schwankte im Laufe der Zeit stark, doch man schätzt, dass sie etwa zwischen 9000 und 12.000 Mann lag. In Stanwix, dem größten Lager am Hadrianswall, lag auch dessen ranghöchste Truppe, die Ala Petriana, eine 1000 Mann starke Reiterkohorte, deren Kommandeur anfangs den Oberbefehl an der Nordgrenze innehatte. Wahrscheinlich rückten die Truppen nicht geschlossen vom Stanegate an den Wall vor. Nur wenige Einheiten besetzten die unmittelbar nördlich von ihren alten Kastellen gelegenen neuen Lager. Die Cohors millaria equitata aus Corbridge z. B. lag nicht in Halton Chesters. Auch die Garnisonen von Benwell, Rudchester und Wallsend stammten aus weiter südlich gelegenen Kastellen.
Auch bei voller Sollstärke der Garnison war nie die gesamte Besatzung in den Kastellen anwesend – wie man von den Holztäfelchen aus Vindolanda weiß –, da das Gros der Truppe meist anderswo mit Sonderaufgaben beschäftigt war. Man schätzt, dass nur ein paar hundert Mann den Wall ständig bewachten. Das war offensichtlich genug, um – zumindest in den ersten Dekaden seines Bestehens – den Eindruck einer scheinbar lückenlosen Überwachung gegenüber den nördlichen Stämmen aufrechtzuerhalten. Im Laufe der Zeit wechselte das streng geregelte Garnisonsleben an der Grenze wohl in eine lockere Routine über, das auch einen regen Handelsverkehr mit der Zivilbevölkerung beiderseits der Grenze einschloss. Andrew Birley nimmt an, dass der Wachdienst im Großen und Ganzen sogar ziemlich ereignislos war und die Soldaten durch Sonderzuteilungen bei Laune gehalten werden mussten. Wein aus den Mittelmeerregionen zählte neben Getreide, für deren Lagerung es ein oder zwei Speichergebäude (Horreum) in jedem Kastell gab, zur Grundversorgung der Wallbesatzungen. Auch Luxuswaren wurden in großer Zahl an der britannischen Nordgrenze gefunden. Es wird des Weiteren angenommen, dass viele Militärangehörige Frauen aus der Region heirateten, so rasch in die lokale Bevölkerung integriert und sesshaft wurden.
Die in Britannien stationierten Legionen wurden, abgesehen von der Unterstützung der Hilfstruppen bei größeren Kampfhandlungen, für anspruchsvollere Aufgaben eingesetzt. Dies umfasste die Planung, den Bau und die Wartung von Kastellen, Straßen, Signalstationen und noch anderer Infrastruktur des römischen Grenzsicherungssystems. Nur in wenigen Ausnahmefällen (siehe Vercovicium) wurden sie auch als temporäre Besatzungen in die Wallkastelle abkommandiert.
Die am Wall stationierten Marinesoldaten der Classis Britannica errichteten hauptsächlich Speichergebäude (horrea) und waren für die Aufrechterhaltung des Nachschubs zuständig.
Bis zur Mitte des 3. Jahrhunderts wurden die Vorpostenkastelle, wie z. B. Bremenium und Habitancum, mit Aufklärern (Exploratores) belegt, was auf zunehmend unruhigere Zeiten schließen lässt. Diese Einheiten wurden später wieder aufgelöst, da sie sich aktiv an der Barbarenverschwörung von 367 beteiligt hatten. Vermehrt wurden nun am Wall auch Germanenkohorten stationiert (Housesteads, Burgh-by-Sands). Ab dem späten 4. Jahrhundert standen die Grenztruppen unter dem Befehl eines Dux Britanniarum, fielen in ihrem Status zurück und zählten nun zu den Limitanei. Sie waren die letzten Regulären der Römischen Armee, die am Hadrianswall eingesetzt wurden. Diese Soldaten stammten vermutlich zum größten Teil aus Britannien und hatten an ihren Stationierungsorten meist auch ein Stück Land erworben. In den Reihen der Grenzsoldaten dienten auch viele Söldner, die im Norden keine festen sozialen Bindungen oder Landbesitz hatten. Mit Verschwinden des Münzgeldes blieben auch die Soldzahlungen aus und sie suchten sich daher neue Einnahmequellen, bzw. einen vermögenden Dienstherren, was zum raschen Zerfall der regulären Armee maßgeblich beitrug. Dieser Umstand wird unter anderem auch für die Provinz Ufernorikum in der Vita des Heiligen Severin erwähnt.

## Hadrianswall National Trail

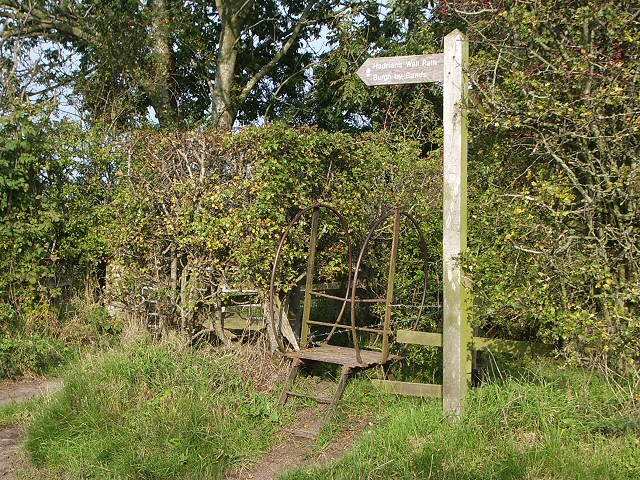
Wegweiser am Hadrianswall-Path bei Burgh by Sands

Der Hadrian’s Wall Path, ein National Trail Wanderweg, verläuft entlang des Hadrianswalls, im 20 km langen östlichen Abschnitt allerdings in einigem Abstand von der Walllinie. An vielen Stellen sind noch die Überreste der Sperranlage zu sehen:
- Steinwall: Heddon-on-the-Wall; östlich und westlich von Kastell Housesteads; Walltown; Wallbrücke Willowford; Kastell Birdoswald.
- Grassodenwall: westlich von Birdoswald
- Wachtürme: 7b (Denton); 26b (Brunton); 29a (Blackcarts); 33b (Coesike); 34a (Grindon West); 35a (Sewingshields Crags); 36b (Housesteads); 41a (Caw Gap); 44b (Mucklebank); 48 a & b (Willowford);
- Wachtürme: 49b (Birdoswald); 51a (Piper Syke); 51b (Lea Hill); 52a (Banks East); Peel Gap; Pike Hill.
- Meilenkastelle: 35 (Sewingshields); 37 (Housesteads); 39 (Castle Nick); 42 (Cawfields); 48 (Poltross Burn); 49 (Harrow’s Scar)
- Wallkastelle: Arbeia in South Shields; Segedunum in Wallsend; Chesters; Housesteads; Vindolanda; Great Chesters; Birdoswald.
- Küstenschutz Cumbria: Kastell Maryport.
- Wallbrrücken: Chesters; Willowford.
- Walltore: Portgate (Halton); Knack Burn (Housesteads).
- Dammweg am Vallum: Kastell Benwell.
- Zivilsiedlungen: Benwell Tempel; Carrawburgh Tempel; Housesteads; Vindolanda.
- Rekonstruktionen: Arbeia (Tor, Prätorium und Baracke); Segedunum (Wall und Badehaus); Vindolanda (Wall mit Turm, Grassodenwall und Meilenkastelltor).

## Elektronische Medien
- Historic Scotland, English Heritage, The Countryside Agency, University of Glasgow: DVD Roms nördliche Grenzen, Hadrianswall/Antoninuswall. deutsch und englisch, Theiss, LZ 45 min, ISBN 3-8062-2055-7.